# Liste der Biografien/Boa–Boc
Liste der Biografien |
Portal Biografien |
Personensuche
# |
A |
B |
C |
D |
E |
F |
G |
H |
I |
J |
K |
L |
M |
N |
O |
P |
Q |
R |
S |
T |
U |
V |
W |
X |
Y |
Z |
?
 
Ba |
Be |
Bd |
Bg |
Bh |
Bi |
Bj |
Bl |
Bm |
Bn |
Bo |
Br |
Bs |
Bu |
Bw |
By |
Bz
 
Boa–Boc |
Bod |
Boe |
Bof |
Bog |
Boh |
Boi–Bok |
Bol |
Bom |
Bon |
Boo |
Bop |
Boq |
Bor |
Bos |
Bot |
Bou |
Bov–Boz
Die Liste der Biografien führt alle Personen auf, die in der deutschsprachigen Wikipedia einen Artikel haben. Dieses ist eine Teilliste mit 1158 Einträgen von Personen, deren Namen mit den Buchstaben „Boa“ – „Boc“ beginnt.

## Boa–Boc

### Boa
- BoA (* 1986), südkoreanische Pop-Sängerin
- Boa (* 1995), chinesischer Wrestler
- Boa Morte, Luís (* 1977), portugiesischer Fußballspieler
- Boa Senior († 2010), letzte Sprecherin der Sprache Aka-Bo
- Boa, Bruce (1930–2004), kanadischer Schauspieler
- Boa, Gilmour (1924–1973), kanadischer Sportschütze
- Boa, Phillip (* 1963), deutscher MusikerPhillip Boa (* 1963)

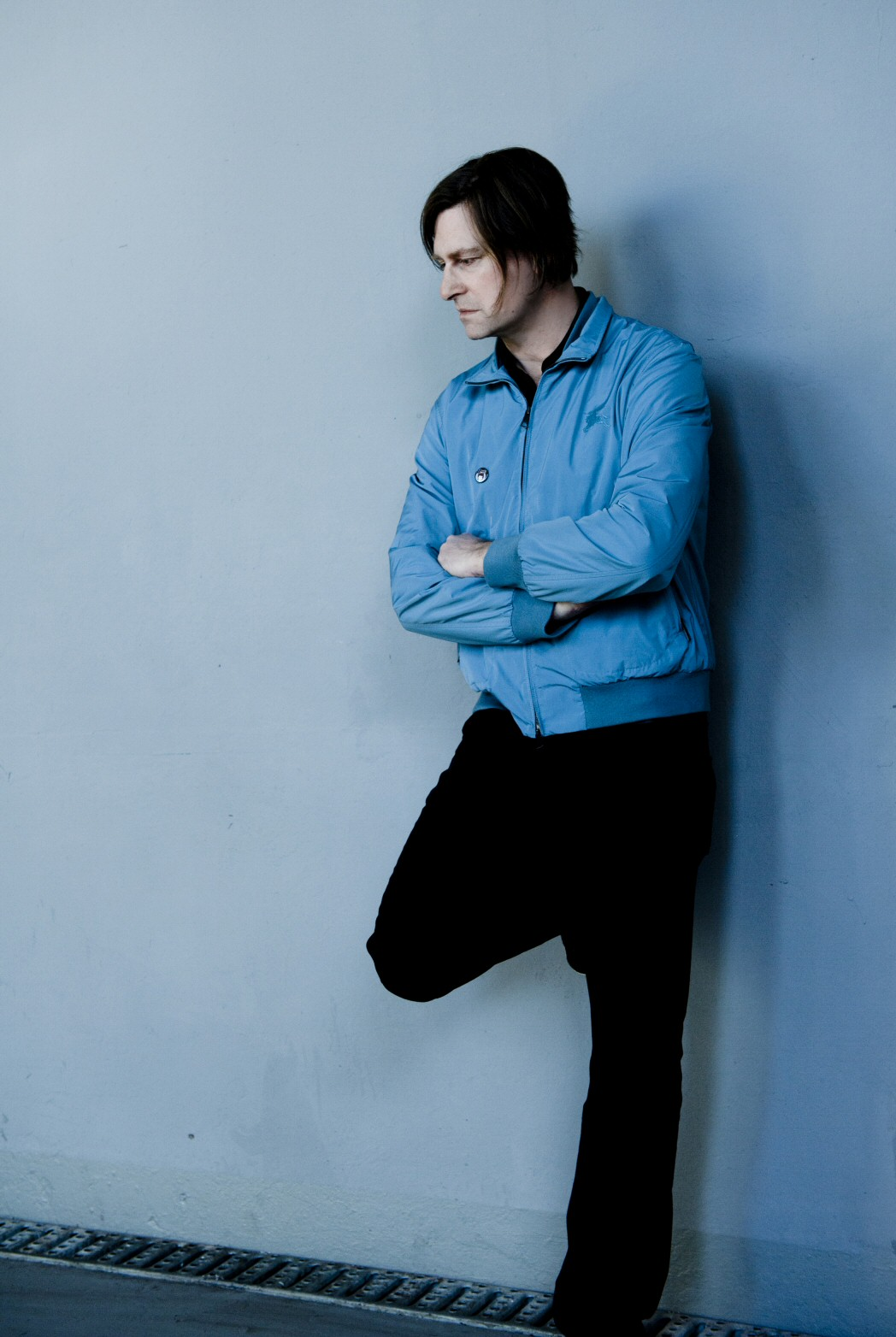
Phillip Boa (* 1963)

- Boabă, Alexandru (1927–1995), rumänischer Politiker (PCR)
- Boachi, Kwasi (1827–1904), Prinz des Königreichs Aschanti
- Boada i Casanoves, Jacint (1772–1859), katalanischer Chormeister, Organist, Komponist und Mönch des Klosters Montserrat
- Boadella, Albert (* 1943), katalanischer Theaterregisseur
- Boadella, David (1931–2021), britisch-schweizerischer Psychotherapeut und Autor
- Boaden, Helen (* 1956), britische Journalistin
- Boado, Jeremy, südafrikanischer Schauspieler und Stuntman
- Boadu, Aaron (* 1986), deutscher American-Football-Spieler
- Boadu, Marvin (* 1989), deutscher Basketballspieler
- Boadu, Myron (* 2001), niederländischer Fußballspieler
- Boafo, Amoako (* 1984), ghanaischer Maler
- Boafo, Sampson, ghanaischer Politiker, Minister für Häuptlingsangelegenheiten und Kultur in Ghana
- Boaga, Emanuele (1934–2013), italienischer Theologe
- Boaga, Giovanni (1902–1961), italienischer Mathematiker und Geodät
- Boagiu, Anca (* 1968), rumänische Ingenieurin und Politikerin
- Boagno, Valérie (1965–2019), Schweizer Medienmanagerin
- Boahen, Albert Adu (1932–2006), ghanaischer Historiker und liberaler Politiker
- Boahen, Nana Obiri (* 1960), ghanaischer Politiker, Staatsminister des Inneren in Ghana

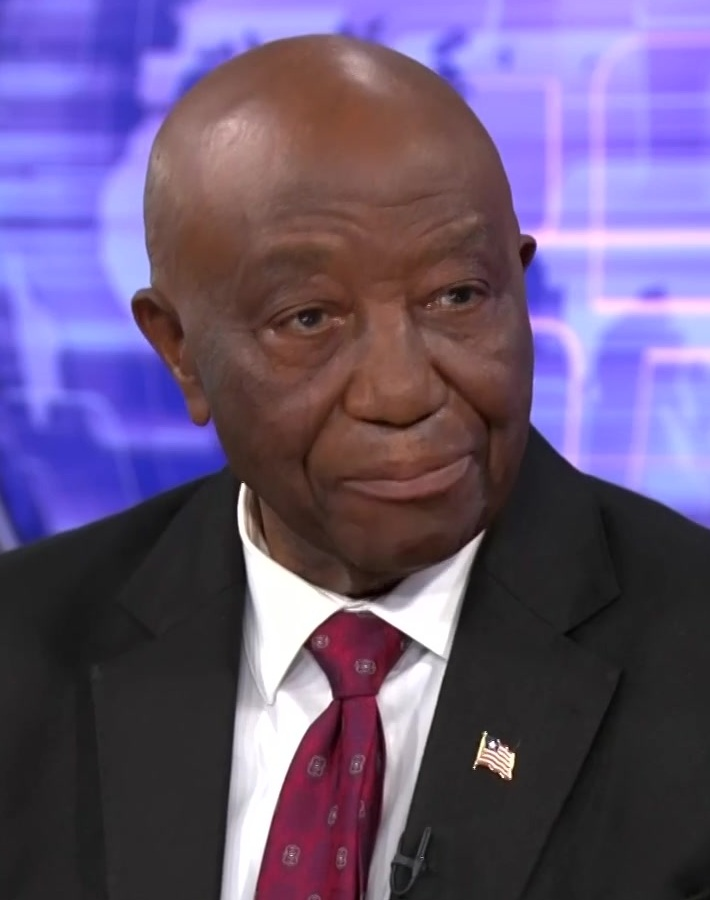
Joseph Boakai (* 1944)

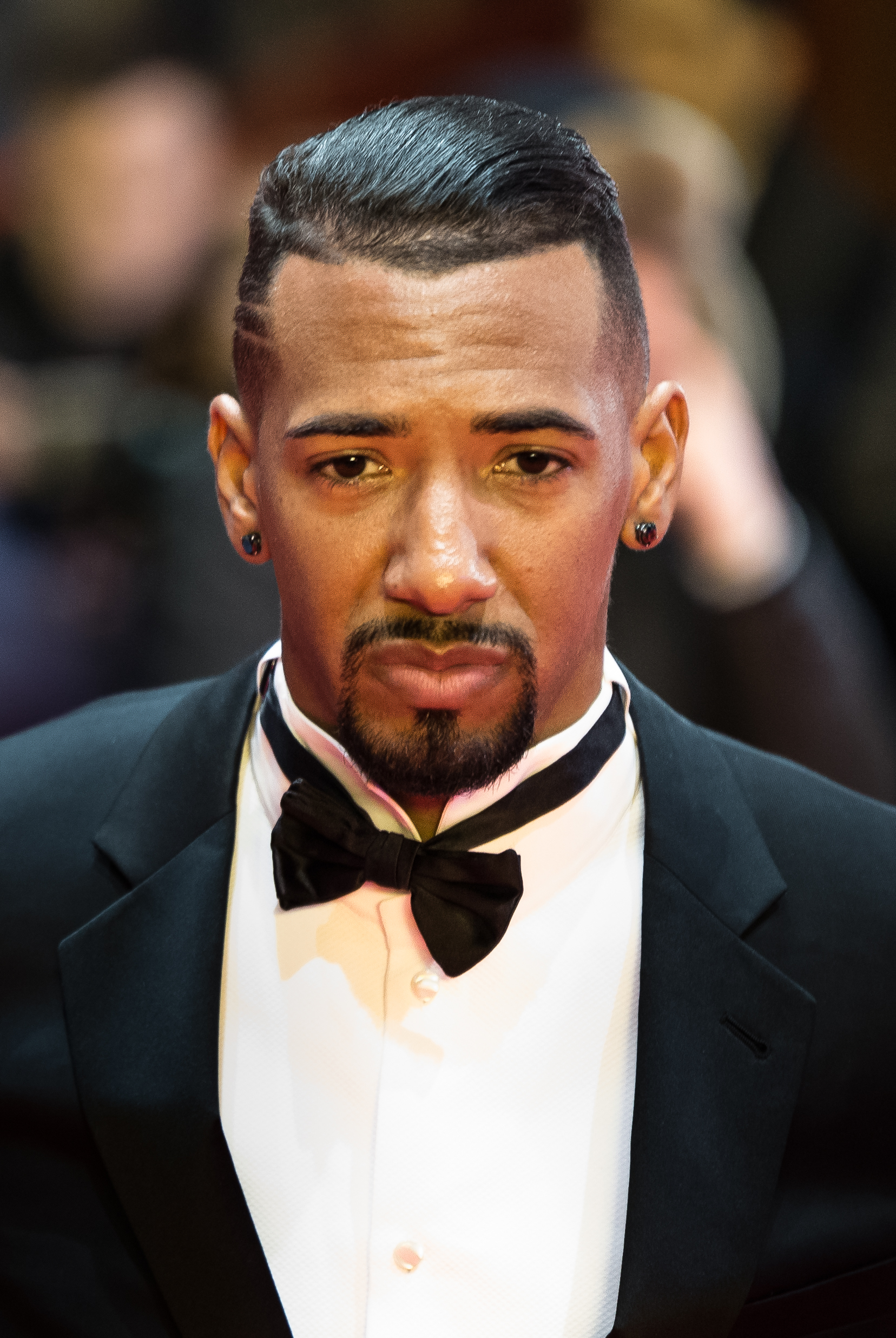
Jérôme Boateng (* 1988)

- Boahene, Ernest (* 2000), ghanaischer Fußballspieler
- Boaistuau, Pierre († 1566), französischer Herausgeber, Schriftsteller und Übersetzer
- Boak, Arthur E. R. (1888–1962), kanadischer Althistoriker
- Boak, Robyn (* 1955), australische Sprinterin
- Boakai, Joseph (* 1944), liberianischer PolitikerJoseph Boakai (* 1944)
- Boakye, Augustine (* 2000), ghanaischer Fußballspieler
- Boakye, Benjamin (* 2005), deutsch-ghanaischer Fußballspieler
- Boakye, Gabriel (* 1998), kanadischer Fußballspieler
- Boakye, Isaac (* 1981), ghanaischer Fußballspieler
- Boakye, Martin (* 1995), italienisch-ghanaischer Fußballspieler
- Boakye, Mary (* 2000), ghanaische Sprinterin
- Boakye, Maurice (* 2004), deutsch-ghanaischer Fußballspieler
- Boakye, Nick (* 1995), deutscher Basketballspieler
- Boakye, Richmond (* 1993), ghanaischer Fußballspieler
- Boal, Augusto (1931–2009), brasilianischer Theaterautor, -theoretiker und Regisseur
- Boal, Donald (1907–1953), kanadischer Ruderer
- Boal, Elyane (* 1998), kap-verdische rhythmische Sportgymnastin
- Boal, Mark (* 1973), US-amerikanischer Journalist und Drehbuchautor
- Boam, Jeffrey (1946–2000), US-amerikanischer Drehbuchautor
- Boamah, Edward Omane (1974–2025), ghanaischer PolitikerEdward Omane Boamah (1974–2025)

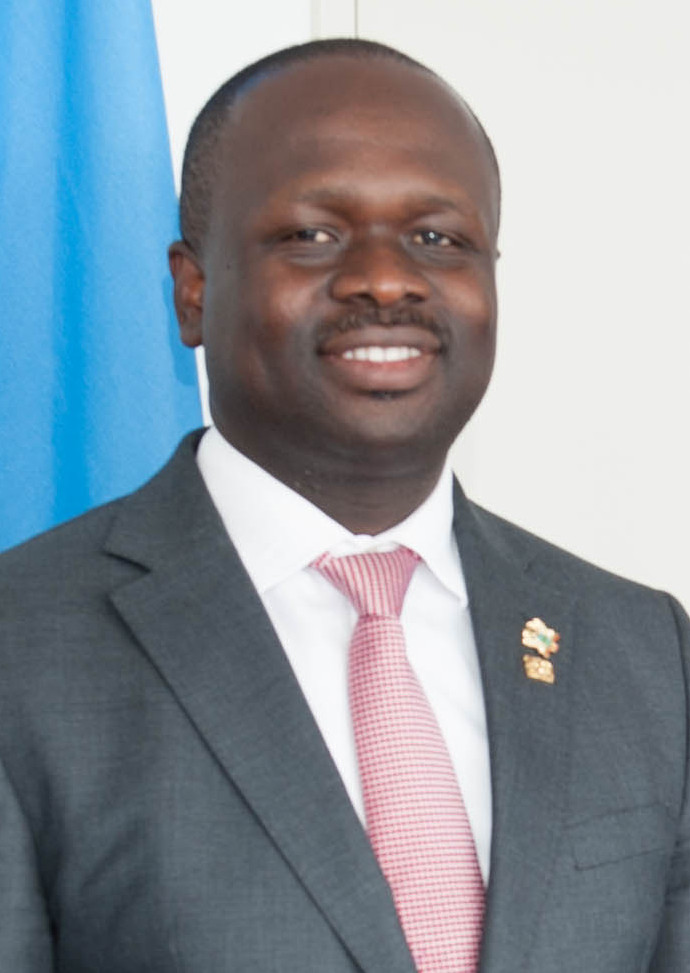
Edward Omane Boamah (1974–2025)

- Boano, Felice Mario (1903–1989), italienischer Automobildesigner
- Boar, Wild (* 1989), walisischer Wrestler
- Board, Dwaine (* 1956), US-amerikanischer Footballspieler
- Board, Hermann (1867–1918), deutscher Architekt und Kunsthistoriker
- Board, Lillian (1948–1970), britische Sprinterin, Mittelstreckenläuferin
- Boardman, Chris (* 1968), englischer RadrennfahrerChris Boardman (* 1968)

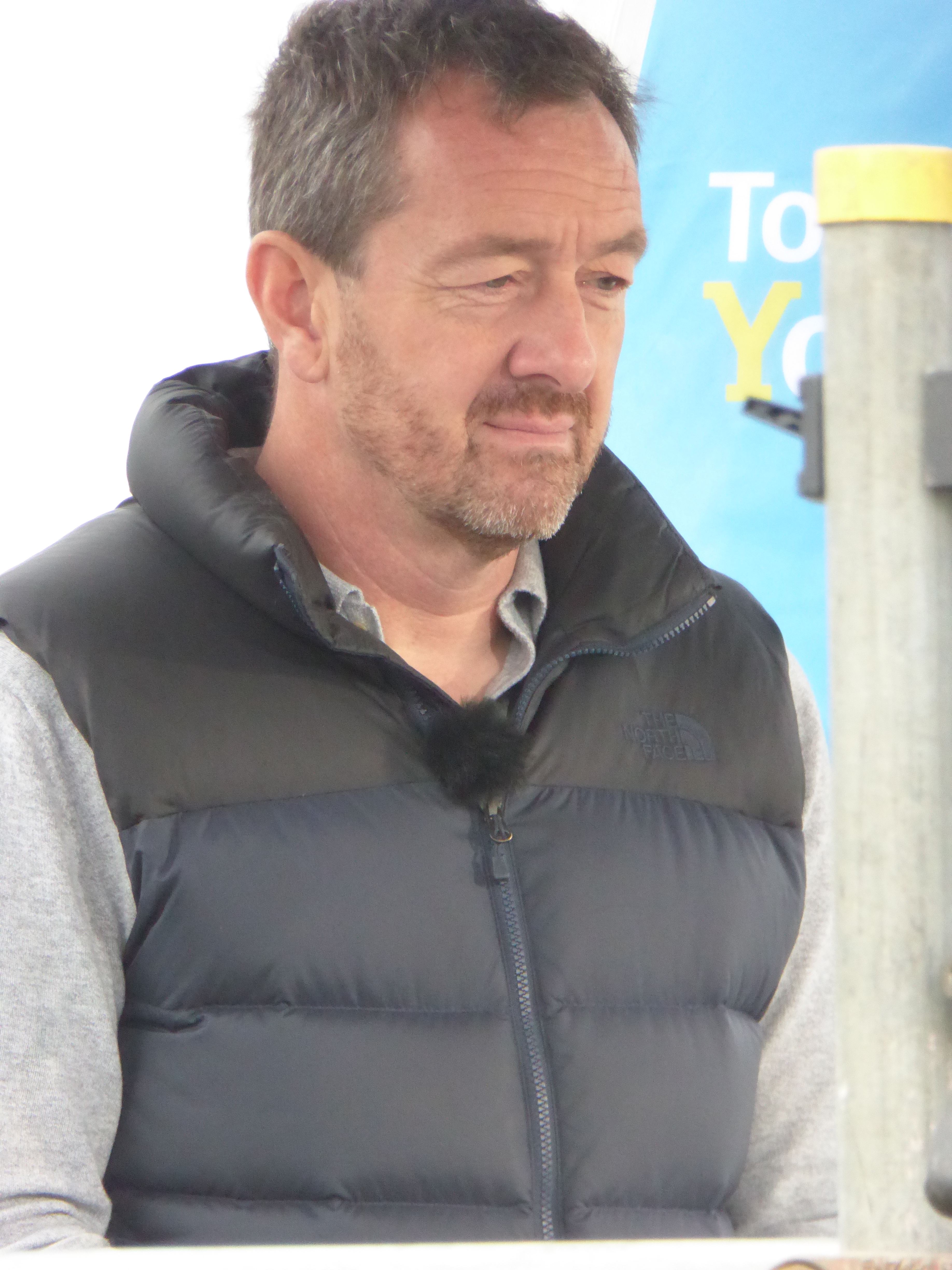
Chris Boardman (* 1968)

- Boardman, Christopher (1903–1987), britischer Segler
- Boardman, Eleanor (1898–1991), US-amerikanische Schauspielerin
- Boardman, Elijah (1760–1823), US-amerikanischer Politiker
- Boardman, J. Michael (1938–2021), US-amerikanischer Mathematiker
- Boardman, John (1927–2024), britischer Klassischer Archäologe
- Boardman, John Joseph (1894–1978), US-amerikanischer Geistlicher und Weihbischof in Brooklyn
- Boardman, Joseph H. (1948–2019), US-amerikanischer Manager und Staatsbediensteter
- Boardman, Leslie (1889–1975), australischer Schwimmer
- Boardman, Peter (1950–1982), britischer Everest-Besteiger und Buchautor
- Boardman, Rosina Cox (1878–1970), US-amerikanische Malerin
- Boardman, Tom (* 1983), britischer Autorennfahrer
- Boardman, Tom, Baron Boardman (1919–2003), britischer Politiker, Mitglied des House of Commons, Banker und Manager
- Boardman, William Edwin (1810–1886), US-amerikanischer methodistischer und presbyterianischer Pastor, Sonntagschullehrer, Autor und Führer der Heiligungsbewegung
- Boardman, William K. (1915–1993), US-amerikanischer Politiker
- Boardman, William Whiting (1794–1871), US-amerikanischer Politiker
- Boari, Adamo (1863–1928), italienischer Bauingenieur und Architekt
- Boari, Lucilla (* 1997), italienische Bogenschützin
- Boarin, Silvio (* 1967), italienischer Radrennfahrer
- Boarman, Alexander (1839–1916), US-amerikanischer Jurist und Politiker
- Boaro, Édson (* 1959), brasilianischer Fußballspieler
- Boaro, Manuele (* 1987), italienischer Radrennfahrer
- Boas, Albert (1878–1950), deutscher Richter am Kammergericht
- Boas, Eduard (1815–1853), deutscher Schriftsteller
- Boas, Franz (1858–1942), deutschamerikanischer Ethnologe, Sprachwissenschaftler, Physiker und GeographFranz Boas (1858–1942)

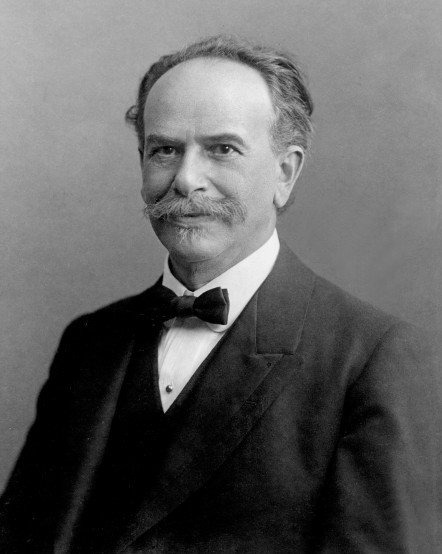
Franz Boas (1858–1942)

- Boas, Franziska (1902–1988), US-amerikanische Tanzlehrerin, Choreographin und Tanztherapeutin
- Boas, Friedrich (1886–1960), deutscher Botaniker und Phytopathologe
- Boas, George (1891–1980), US-amerikanischer Philosophiehistoriker
- Boas, Günter (1920–1993), deutscher Jazzmusiker
- Boas, Hans Christian (* 1971), deutscher Sprachwissenschaftler
- Boas, Hans Ulrich (1940–2020), deutscher Sprachwissenschaftler
- Boas, Harold P. (* 1954), US-amerikanischer Mathematiker
- Boas, Irmgard (* 1928), deutsche Opernsängerin im Fach dramatisch-hochdramatischer Sopran
- Boas, Ismar (1858–1938), deutscher Arzt und Begründer des Fachgebietes der Gastroenterologie
- Boas, Ralph (1912–1992), US-amerikanischer Mathematiker
- Boas, Walter (1904–1982), deutsch-australischer Physiker
- Boasberg, Al (1892–1937), US-amerikanischer Komödienautor
- Boasberg, James (* 1963), US-amerikanischer JuristJames Boasberg (* 1963)

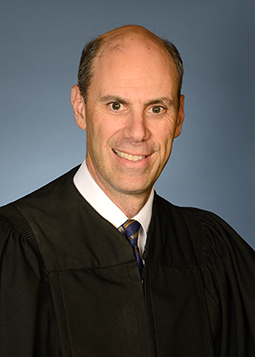
James Boasberg (* 1963)

- Boase, Alan Martin (1902–1982), britischer Romanist und Literaturwissenschaftler schottischer Herkunft
- Boase, Allan (1894–1964), australischer Generalleutnant
- Boase, Graham (* 1941), australischer Dreispringer
- Boase, T. S. R. (1898–1974), britischer Kunsthistoriker
- Boassen, Egede (* 1913), grönländischer Katechet und Landesrat
- Boatcă, Manuela (* 1975), rumänische Soziologin und Hochschullehrerin
- Boateng, Benjamin (* 1991), ghanaischer Fußballspieler
- Boateng, Charles (* 1997), ghanaischer Fußballspieler
- Boateng, Christiana (* 1943), ghanaische Sprinterin und Weitspringerin
- Boateng, Derek (* 1983), ghanaischer Fußballspieler
- Boateng, Eric (* 1985), britischer Basketballspieler
- Boateng, Eugene (* 1985), Schauspieler, Choreograf, Tänzer und Model
- Boateng, Francis Edmund (* 1923), ghanaischer Diplomat im Ruhestand
- Boateng, George (* 1975), niederländischer Fußballspieler
- Boateng, George (* 1982), deutscher Rapper
- Boateng, Gloria (* 1979), deutsche Lehrerin und Bildungsaktivistin
- Boateng, Jérôme (* 1988), deutscher FußballspielerJérôme Boateng (* 1988)
- Boateng, Kelvin (* 2000), ghanaischer Fußballspieler
- Boateng, Kennedy (* 1996), togoischer Fußballspieler
- Boateng, Kevin-Prince (* 1987), deutsch-ghanaischer FußballspielerKevin-Prince Boateng (* 1987)

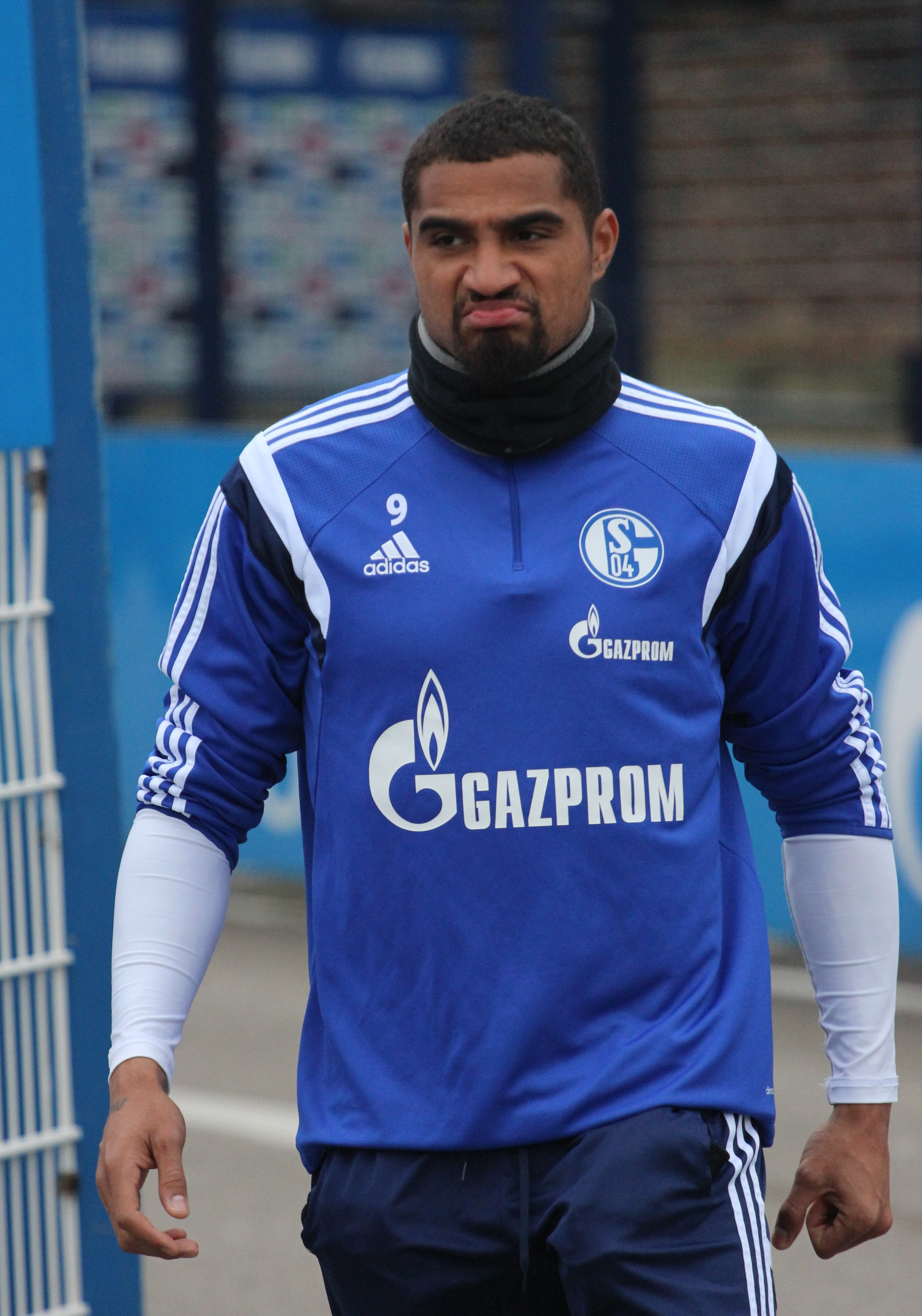
Kevin-Prince Boateng (* 1987)

- Boateng, Kingsley (* 1994), italienisch-ghanaischer Fußballspieler
- Boateng, Kwaku (* 1974), kanadischer Hochspringer ghanaischer Herkunft
- Boateng, Malachi (* 2002), englischer Fußballspieler
- Boateng, Paul, Baron Boateng (* 1951), britischer Politiker, Mitglied des House of Commons und Diplomat
- Boateng, Robert (* 1974), ghanaischer Fußballnationalspieler
- Boath, Freddie (* 1991), britischer Schauspieler
- Boatman, Barny (* 1956), britischer Pokerspieler
- Boatman, Michael (* 1964), US-amerikanischer Schauspieler und Schriftsteller
- Boatner, Charles J. (1849–1903), US-amerikanischer Politiker
- Boatner, Edward (1898–1981), US-amerikanischer Komponist
- Boatner, Haydon L. (1900–1977), US-amerikanischer Offizier, Generalmajor der US-Army
- Boato, Marco (* 1944), italienischer Politiker
- Boatswain, Jacqueline (* 1962), englische Schauspielerin
- Boattin, Lisa (* 1997), italienische FußballspielerinLisa Boattin (* 1997)

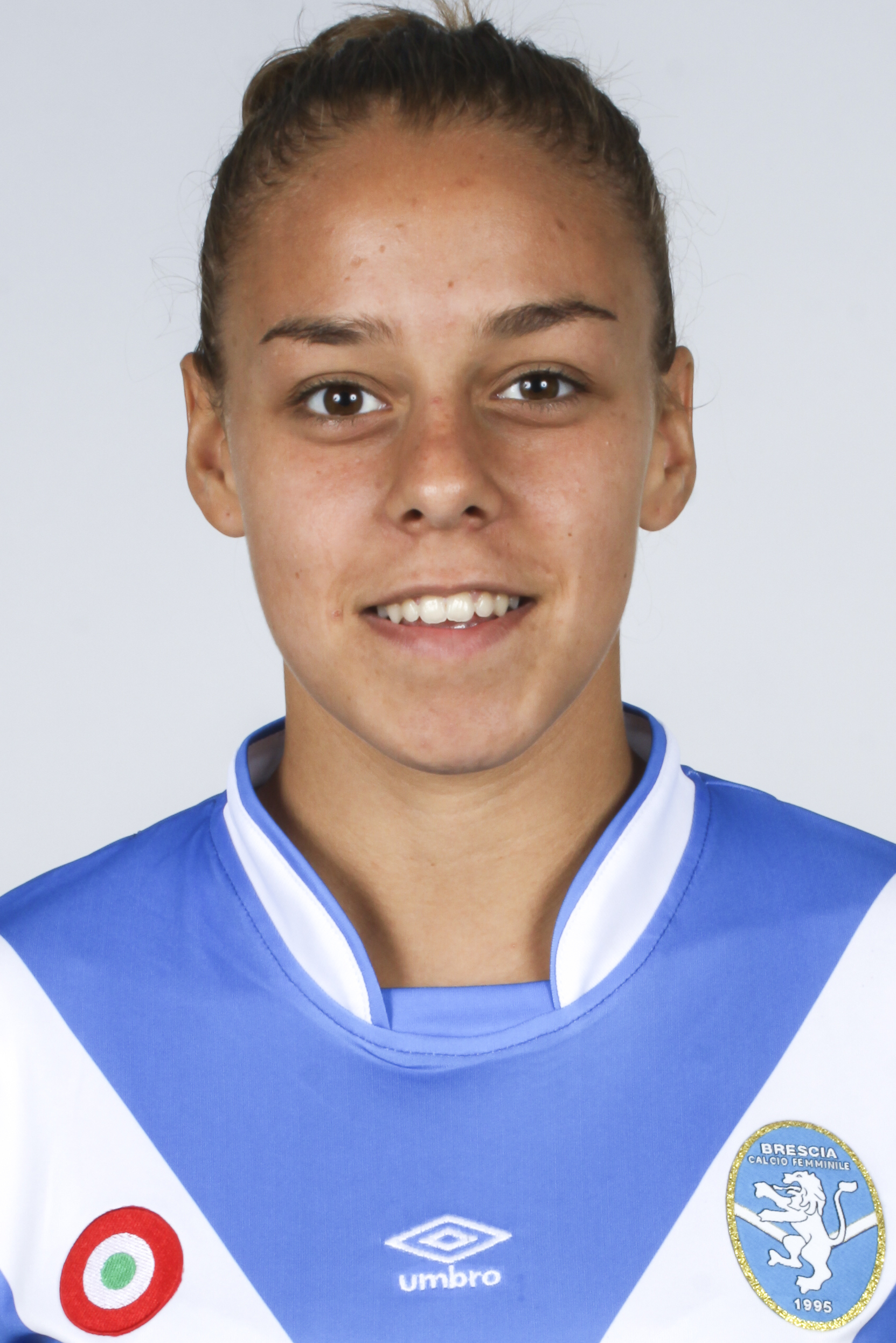
Lisa Boattin (* 1997)

- Boattini, Andrea (* 1969), italienischer Astronom und Asteroidenentdecker
- Boatwright, Howard (1918–1999), US-amerikanischer Komponist, Geiger und Musikwissenschaftler
- Boatwright, Israel (* 2005), dominikanisch-US-amerikanischer Fußballspieler
- Boatwright, Jim (1951–2013), US-amerikanisch-israelischer Basketballspieler und -trainer
- Boatwright, Linton S. (1920–2008), US-amerikanischer Offizier, Generalmajor der US-Army
- Boaventura, Rebell in Portugiesisch-Timor
- Boaventura, Flávio (* 1987), brasilianischer Fußballspieler
- Boaventura, William Cleite (* 1980), brasilianischer Fußballspieler
- Boavida, João, osttimoresischer Politiker und Bürgerrechtler
- Boavida, Madalena, osttimoresische Politikerin
- Boavida, Matías (* 1968), osttimoresischer Politiker und Hochschullehrer
- Boavida, Olegario (* 1994), osttimoresischer Fußballspieler
- Boaz, Donny (* 1980), US-amerikanischer Schauspieler
- Boazio, Giovanni Battista, italienischer Zeichner und Kartograf

### Bob
- Bob the Drag Queen (* 1986), US-amerikanische Dragqueen, Sänger, Schauspieler, LGBT-Aktivist
- Bob, Alexander (* 1959), deutscher Verlagsmanager
- Bob, Douwe (* 1992), niederländischer Singer-Songwriter
- Bob, Franz Joseph (1733–1802), österreichischer Kameralist und Philologe
- Bob, Hans-Ekkehard (1917–2013), deutscher Pilot, Unternehmer und Luftfahrtautor
- Bob, Ioan (1739–1830), Bischof von Făgăraș
- Bob, Lorenz (1805–1878), deutscher Uhrmacher
- Bob, Mouma (1963–2016), nigrischer Gitarrist und Singer-Songwriter
- Bob, Sana, burkinischer Reggae-Sänger
- Bob-Akitani, Emmanuel (1930–2011), togoischer Politiker
- Bob-Waksberg, Raphael (* 1984), US-amerikanischer Drehbuchautor, Fernsehproduzent und SynchronsprecherRaphael Bob-Waksberg (* 1984)

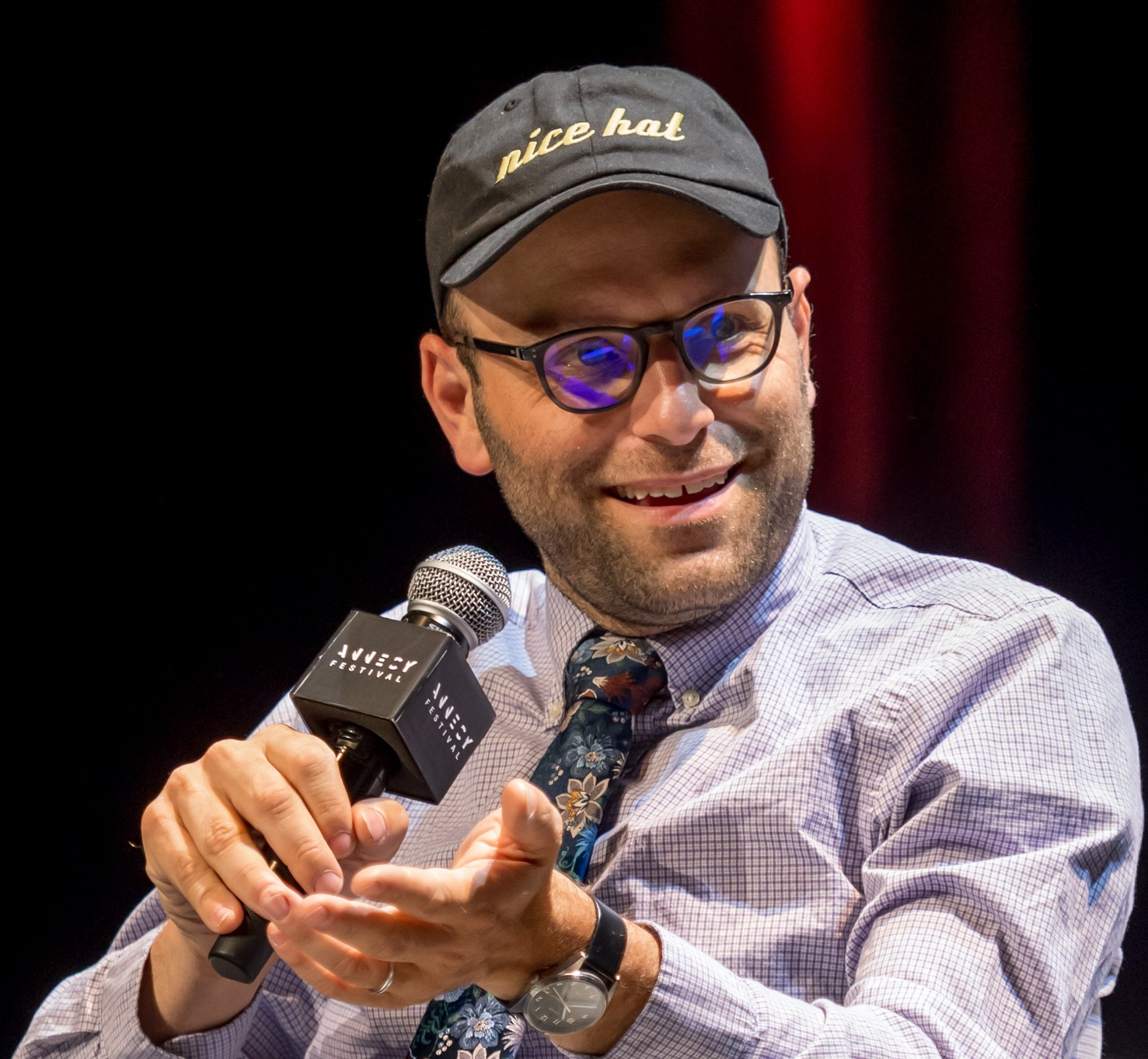
Raphael Bob-Waksberg (* 1984)

- Bobach, Björn (* 1973), deutscher Opernsänger (Tenor)
- Bobach, Carl (1898–1965), deutscher KPD- und SED-Funktionär und Journalist
- Bobach, Günther (1930–2012), deutscher Journalist und Chefredakteur
- Bobach, Ida (* 1991), dänische Orientierungsläuferin
- Bobach, Søren (* 1989), dänischer Orientierungsläufer
- Bobadilla Mata, Rodolfo Francisco (1932–2019), guatemaltekischer römisch-katholischer Ordensgeistlicher, Bischof von Huehuetenango
- Bobadilla, Aldo (* 1976), paraguayischer Fußballspieler und -trainer
- Bobadilla, Beatriz de (1440–1511), Marquesa de Moya, Vertraute Isabellas I. von Kastilien
- Bobadilla, Beatriz de († 1504), Herrscherin über die kanarischen Inseln La Gomera und El Hierro
- Bobadilla, Daniela (* 1993), mexikanisch-kanadische Schauspielerin
- Bobadilla, Francisco de († 1502), spanischer Kolonialverwalter
- Bobadilla, Manuel (* 1970), kubanischer Fußballspieler
- Bobadilla, Raúl (* 1987), argentinisch-paraguayischer FußballstürmerRaúl Bobadilla (* 1987)

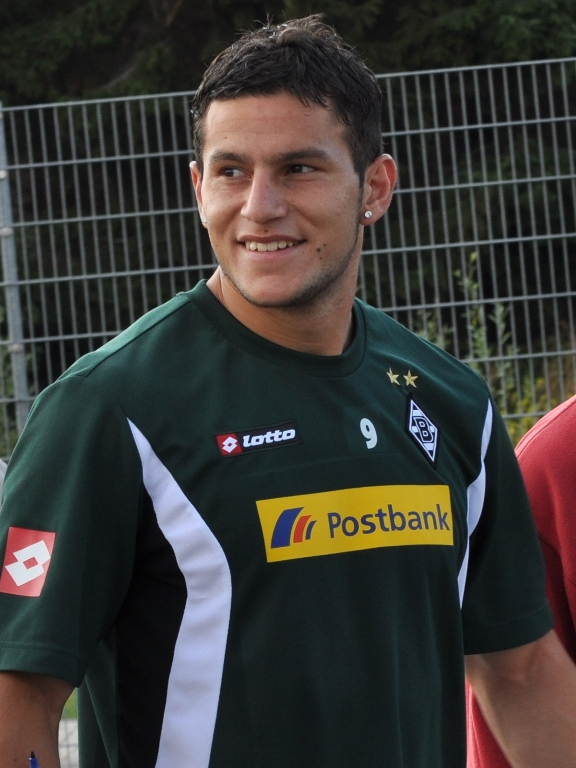
Raúl Bobadilla (* 1987)

- Bobadilla, Tomás (1785–1871), dominikanischer Politiker und Jurist, erster Präsident der Junta Central Gubernativa Definitiva
- Bobak, Celia (* 1952), britische Szenenbildnerin
- Bobak, Paulina (* 1984), polnische Biathletin
- Bobak, Roman (* 1990), ukrainischer Fußballspieler
- Bobak, Stanisław (1956–2010), polnischer Skispringer
- Bobák, Vladislav (1912–1943), tschechoslowakischer Widerstandskämpfer gegen den Nationalsozialismus
- Bobál, Gergely (* 1995), ungarischer Fußballspieler
- Boban, Mate (1940–1997), bosnisch-herzegowinischer Politiker, Präsident der Republik Herceg-Bosna
- Boban, Rafael (* 1907), kroatischer Faschist und Kommandant der Schwarzen Legion
- Boban, Zvonimir (* 1968), jugoslawischer FußballspielerZvonimir Boban (* 1968)

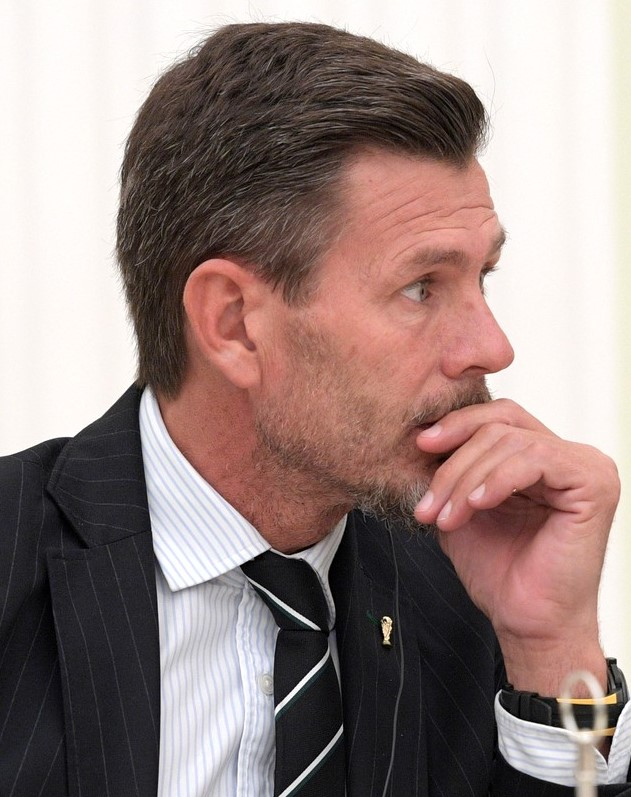
Zvonimir Boban (* 1968)

- Bobarenko, Nikolai Semjonowitsch (1930–1996), sowjetischer Radrennfahrer
- Bobart, Jacob der Ältere († 1680), deutscher Gärtner in Oxford
- Bobarykow, Iwan Iwanowitsch (1869–1928), russischer Physiker und Hochschullehrer
- Bobath, Berta (1907–1991), deutsche Physiotherapeutin
- Bobb, Caitlyn (* 2003), bermudische Sprinterin
- Bobb, Christina (* 1982), US-amerikanische Rechtsanwältin, Fernsehmoderatorin und Politikerin
- Bobb, Curtis (* 1978), US-amerikanischer Basketballspieler
- Bobb, Euric (* 1943), Sprinter aus Trinidad und Tobago
- Bobb, Oscar (* 2003), norwegischer Fußballspieler
- Bobb, Yusupha (* 1996), gambischer Fußballspieler
- Bobbato, Maurizio (* 1979), italienischer Mittelstreckenläufer
- Bobbe, Jutta (* 1970), deutsche Künstlerin
- Bobbejaan (1925–2010), belgischer SängerBobbejaan (1925–2010)

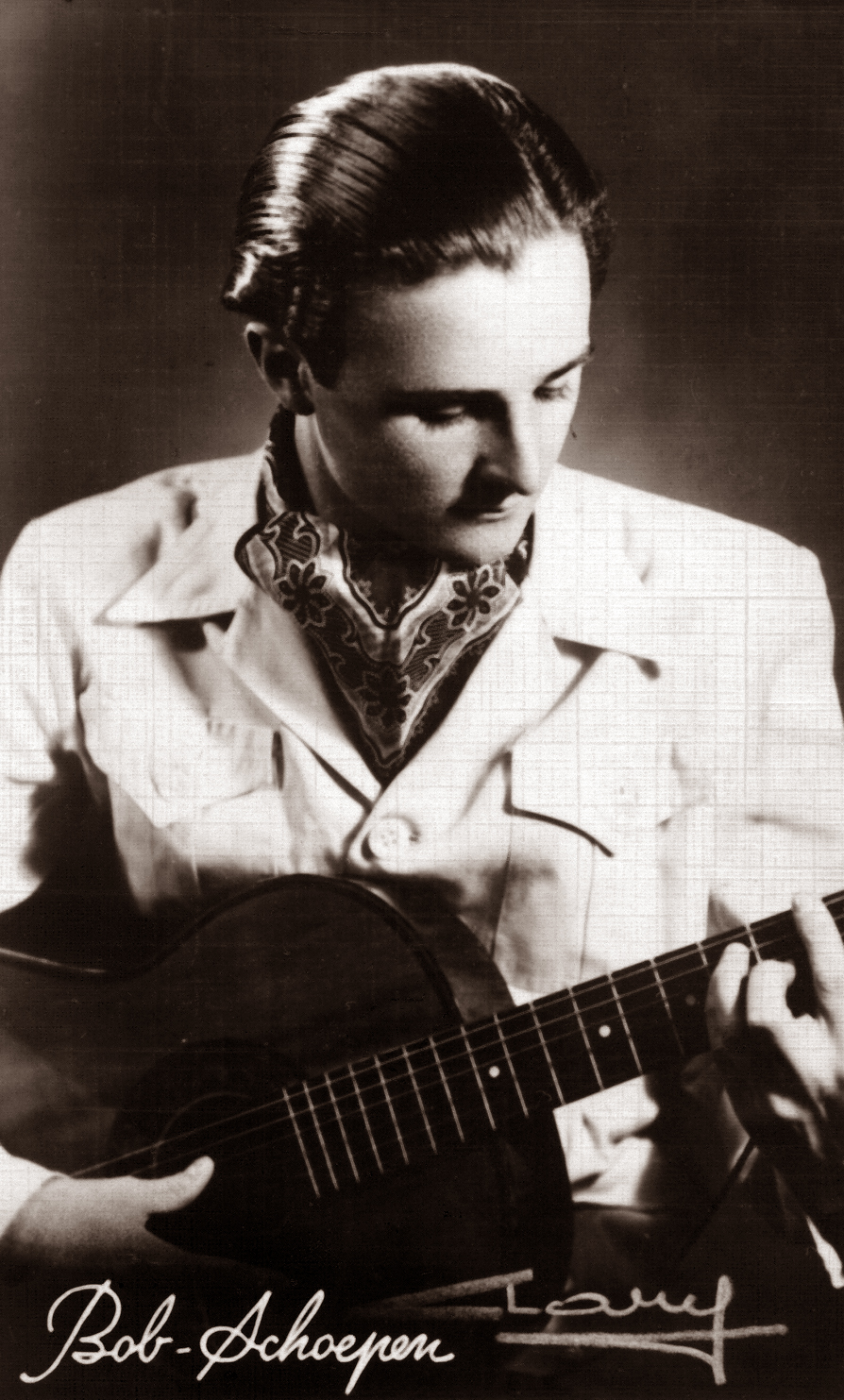
Bobbejaan (1925–2010)

- Bobbert, Monika (* 1963), deutsche Sozialethikerin und Hochschullehrerin
- Bobbi, Matteo (* 1978), italienischer Rennfahrer
- Bobbio, Norberto (1909–2004), italienischer Rechtsphilosoph und Publizist
- Bobbio, Valentino (1872–1940), italienischer General und Politiker
- Bobbitt, James M. (1930–2021), US-amerikanischer Chemiker
- Bobbitt, Philip (* 1948), US-amerikanischer Militärstratege, Verfassungsrechtler, Hochschullehrer und Autor
- Bobbitt, Sean (* 1958), britischer Kameramann
- Bobby George, Anju (* 1977), indische Leichtathletin
- Bobby, Hamilton († 2011), indischer Fußballspieler
- Bobe, Carl (1878–1947), Begründer des Postleitzahlensystems
- Bobe, Franz Werner (1902–1947), katholischer Ordenspriester, Prior des Malteser-Konvents in Prag
- Bobe, Franziska (* 1982), deutsche Oratorien- und Liedsängerin in der Stimmlage Sopran
- Bobe, Hermann (1860–1925), deutscher Steingutarbeiter und Konsumgenossenschaftler
- Bobé, Louis (1867–1951), dänischer Historiker und Hochschullehrer
- Bobe, Rolf (1920–1999), deutscher Ingenieur und Hochschullehrer
- Bobeck, Michael, US-amerikanischer Militär, General der US Army
- Bobeck, Vilma (* 1998), schwedische Regattaseglerin
- Bobek, Aleksander (* 2004), polnischer Fußballspieler
- Bobek, Emil (1883–1945), tschechoslowakischer Abgeordneter der deutschen Minderheit
- Bobek, Felix (1898–1938), deutscher Widerstandskämpfer und Physikochemiker
- Bobek, Gertrud (1898–2000), deutsche Widerstandskämpferin und Politikerin (SED)
- Bobek, Hans (1903–1990), österreichischer Geograph
- Bobek, Karl (1925–1992), deutscher Bildhauer
- Bobek, Nicole (* 1977), US-amerikanische Eiskunstläuferin
- Bobek, Stjepan (1923–2010), jugoslawischer Fußballspieler und -trainerStjepan Bobek (1923–2010)

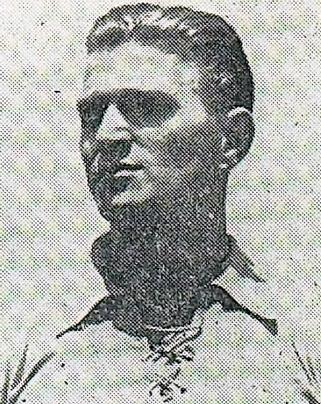
Stjepan Bobek (1923–2010)

- Bobek, Václav (1914–1980), tschechoslowakischer Autorennfahrer
- Bobekow, Iwan (* 1940), bulgarischer Radrennfahrer
- Bobekow, Stojan (* 1953), bulgarischer Radrennfahrer
- Bobel, Tomasz (* 1974), polnischer Fußballtorwart
- Böbel, Udo (* 1952), deutscher Handballspieler und -trainer
- Bobelis, Kazys (1923–2013), litauischer Chirurg und Politiker
- Bobenhausen, Heinrich von († 1595), Hochmeister des Deutschen Ordens
- Bobenko, Alexander Iwanowitsch (* 1960), russischer Mathematiker
- Bobenrieth, Benjamin (* 1988), französischer Jazzmusiker (Gitarre, Komposition)
- Bober, Andrzej (* 1950), polnischer Politiker, Mitglied des Sejm
- Bober, Bernard (* 1950), slowakischer Geistlicher, Erzbischof von Košice
- Bober, Dany (* 1948), israelischer Sänger, Liedermacher und Schauspieler
- Böber, Johann von (1746–1820), deutscher Lehrer, wirklicher Etatsrat, Freimaurer, Forschungsreisender, Entomologe und Botaniker
- Bober, Philippe (* 1963), französischer Filmproduzent und Verkaufsagent
- Bober, Robert (* 1931), französischer Schriftsteller, Dokumentarfilmer und Filmemacher
- Bober, Stanislas (1930–1975), französischer Radrennfahrer
- Boberach, Heinz (1929–2008), deutscher Archivar und Historiker
- Boberg, Anna (1864–1935), schwedische Malerin, Keramikerin und Porzellanmalerin
- Boberg, Carl (1859–1940), schwedischer Geistlicher, Dichter und Politiker
- Boberg, Ernst (1903–1971), deutscher Politiker (KPD/SED)
- Boberg, Ferdinand (1860–1946), schwedischer Architekt
- Boberg, Jochen (* 1941), deutscher Kulturmanager
- Boberg, Oliver (* 1965), deutscher Fotograf
- Boberg, Sarah (* 1966), dänische SchauspielerinSarah Boberg (* 1966)

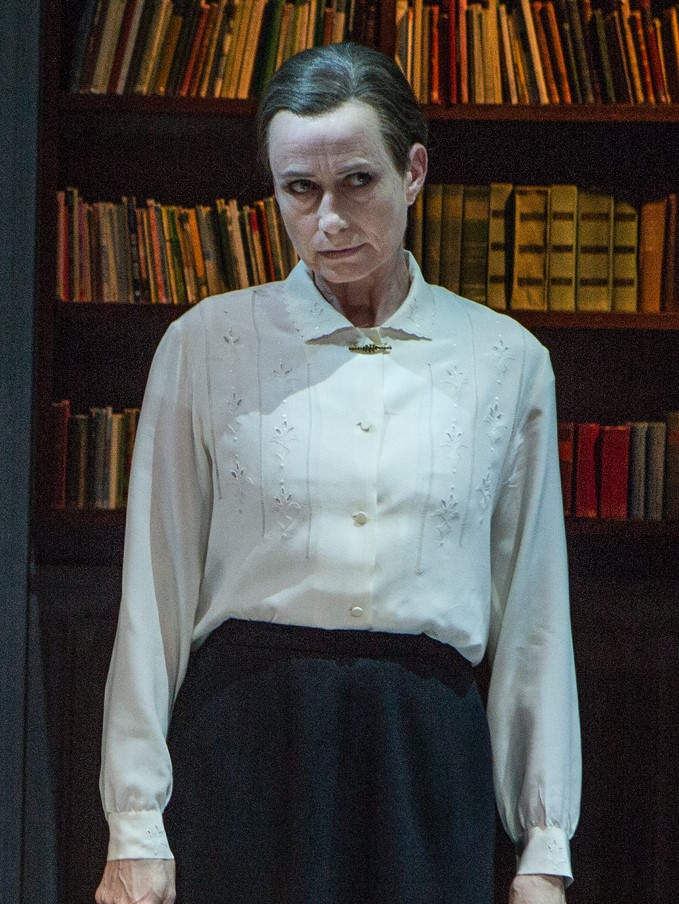
Sarah Boberg (* 1966)

- Boberić, Teodora (* 2005), serbische Leichtathletin
- Boberman, Voldemar (1897–1987), französischer Maler und Dekorateur
- Bobermin, Hanns (1903–1960), deutscher Volkswirt und verurteilter Kriegsverbrecher
- Boberski, Heiner (* 1950), österreichischer Journalist und Autor
- Bobert, Sabine (* 1964), evangelische Theologin und Hochschullehrerin für praktische Theologie in Kiel
- Bobertag, Bianca (1846–1900), deutsche Schriftstellerin
- Bobertag, Felix (1842–1907), deutscher Germanist und Literaturhistoriker
- Bobertag, Johann Gottfried (1770–1830), deutscher evangelischer Geistlicher, Generalsuperintendent für Schlesien in Breslau (ab 1829)
- Bobertag, Otto (1879–1934), deutscher Psychologe
- Bobertag, Paul (1813–1874), deutscher Gymnasiallehrer
- Bobesco, Lola (1921–2003), belgische Geigerin rumänischer Herkunft
- Bobescu, Constantin (1899–1992), rumänischer Violinist, Musikpädagoge, Komponist und Dirigent
- Bobescu, Jean (1890–1981), rumänischer Violinist, Dirigent und Musikpädagoge
- Bobet, Jacques (1919–1996), französischer Filmproduzent, Drehbuchautor, Regisseur und Cutter
- Bobet, Jean (1930–2022), französischer Radrennfahrer
- Bobet, Louison (1925–1983), französischer Radrennfahrer
- Bobeth Bolander, Kurt (1896–1961), deutscher Schauspieler
- Bobeth, Johannes (* 1886), deutscher Gymnasiallehrer
- Bobéth, Marek (1935–2012), deutscher Chorleiter, Pianist, Musikwissenschaftler, Hochschullehrer
- Bobeth, Wolfgang (1918–1996), deutscher Textiltechniker
- Bobetko, Janko (1919–2003), kroatischer Armeegeneral
- Bobi, Selpius, indonesischer Oppositioneller
- Bobic, Fredi (* 1971), deutscher FußballspielerFredi Bobic (* 1971)

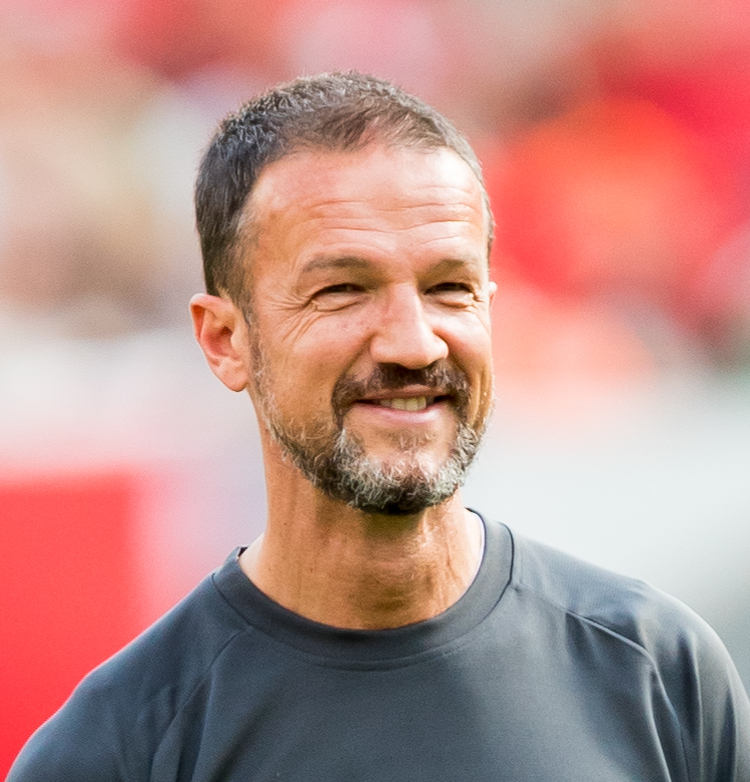
Fredi Bobic (* 1971)

- Bobichon, Antonin (* 1995), französischer Fußballspieler
- Bobick, Duane (* 1950), US-amerikanischer Schwergewichtsboxer
- Bobies, Carl (1865–1897), österreichischer Landschaftsmaler
- Bobies, Carl August (1898–1958), österreichischer Beamter und Paläontologe
- Bobik, Daniel (* 1979), US-amerikanischer Basketballspieler
- Bobillier, Étienne (1798–1840), französischer Mathematiker
- Bobin, Christian (1951–2022), französischer SchriftstellerChristian Bobin (1951–2022)

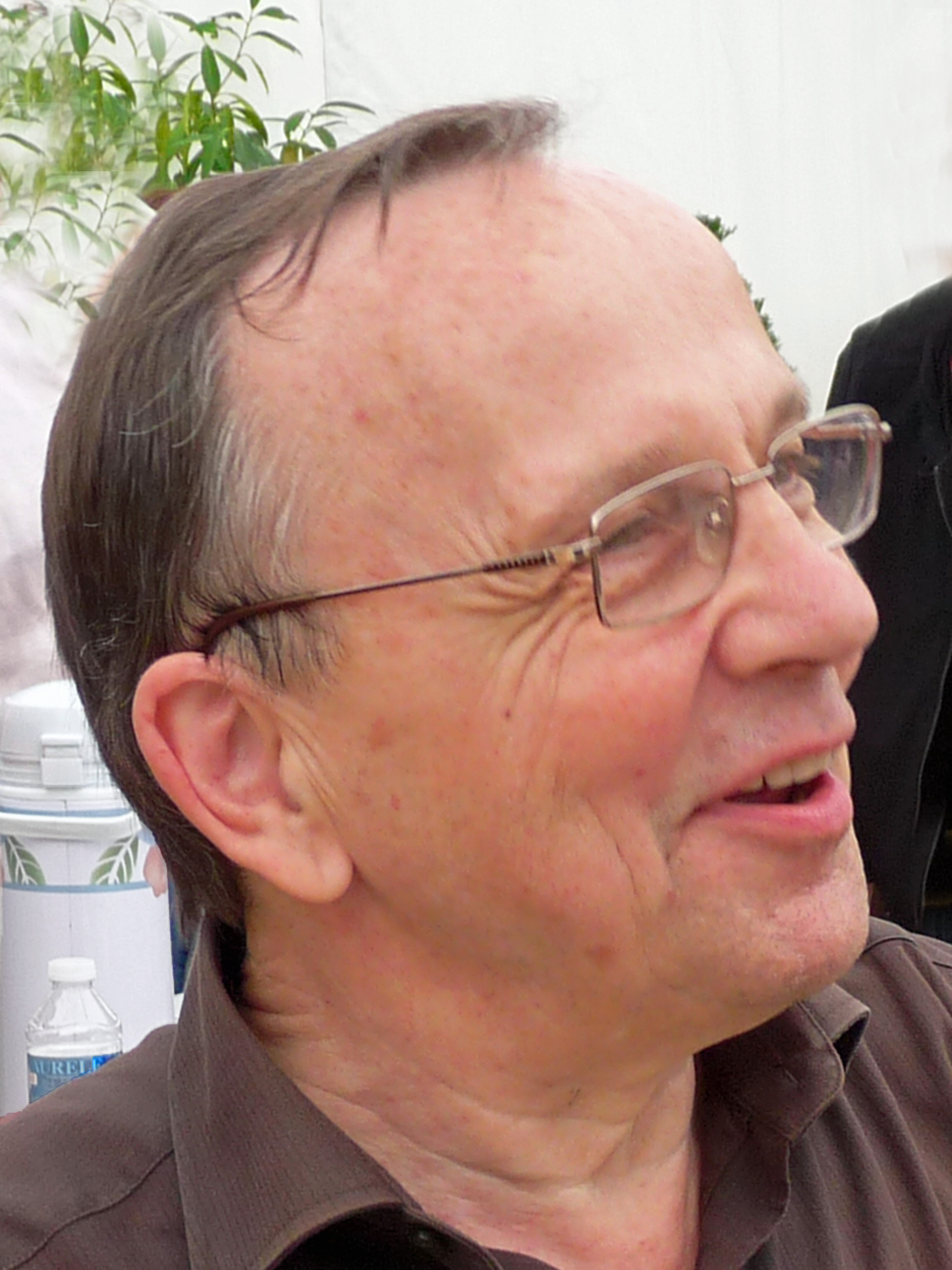
Christian Bobin (1951–2022)

- Bobin, James (* 1972), britischer Filmregisseur, Fernsehproduzent und Drehbuchautor
- Bobin, Joanna (* 1973), britische Schauspielerin
- Bobina (* 1982), russischer Trance-Produzent und DJ
- Bobineau, Julien (* 1986), deutsch-französischer Kulturwissenschaftler, Publizist und Unternehmer
- Bobinger, Julius (* 1944), deutscher Diplomat
- Bobinger, Leonhard (1876–1962), deutscher römisch-katholischer Geistlicher
- Bobinger, Maximilian (1895–1973), deutscher Lehrer und Wissenschaftshistoriker
- Bobińska, Helena (1887–1968), polnische Schriftstellerin
- Bobîrnat, Ovidiu (* 1978), rumänisch-zyprischer Boxer
- Bóbis, Gyula (1909–1972), ungarischer Ringer
- Bóbis, Ildikó (* 1945), ungarische Florettfechterin
- Bobke, Susa (* 1964), deutsche Kraftfahrzeugmonteurin, Pannenhelferin und Autorin
- Bobker, Lee R. (1925–1999), US-amerikanischer Filmregisseur und -produzent
- Bobkin, Leonid Wassiljewitsch (1894–1942), sowjetischer General
- Bobko, Iwan (* 1990), ukrainischer Fußballspieler
- Bobko, Karol J. (1937–2023), US-amerikanischer Astronaut
- Bobková, Radka (* 1973), tschechische Tennisspielerin
- Bobkow, Igor Sergejewitsch (* 1991), russischer Eishockeytorwart
- Bobkow, Waleri Anatoljewitsch (* 1956), russischer Regisseur
- Bobkow, Waleri Walerjewitsch (* 1989), russisch-estnischer Eishockeyspieler
- Bobkowski, Andrzej (1913–1961), polnischer Schriftsteller und Essayist
- Boblenz, Frank (* 1957), deutscher Archivar, Historiker und Autor
- Boblenz, Marianne (1878–1960), deutsche Malerin und Grafikerin
- Bobleter, Carl Heinz (1912–1984), österreichischer Botschafter und Politiker
- Bobleter, Franz Xaver (1800–1869), österreichischer Maler
- Boblick, Heinrich Adolph von (1729–1809), sächsischer General der Infanterie und Festungskommandant
- Boblick, Johann Heinrich von (1655–1747), kursächsischer Generalmajor
- Böblinger, Dionysius, deutscher Baumeister
- Böblinger, Hans († 1482), deutscher Baumeister
- Böblinger, Hans der Jüngere, Baumeister der süddeutschen Gotik
- Böblinger, Lux († 1504), deutscher Baumeister
- Böblinger, Marcus († 1492), deutscher Baumeister
- Böblinger, Matthäus (1450–1505), deutscher Baumeister
- Böbner, Esmée (* 1999), Schweizer Beachvolleyballspielerin
- Bobô (* 1985), brasilianischer Fußballspieler
- Bobo, Eric (* 1968), US-amerikanischer PercussionistEric Bobo (* 1968)

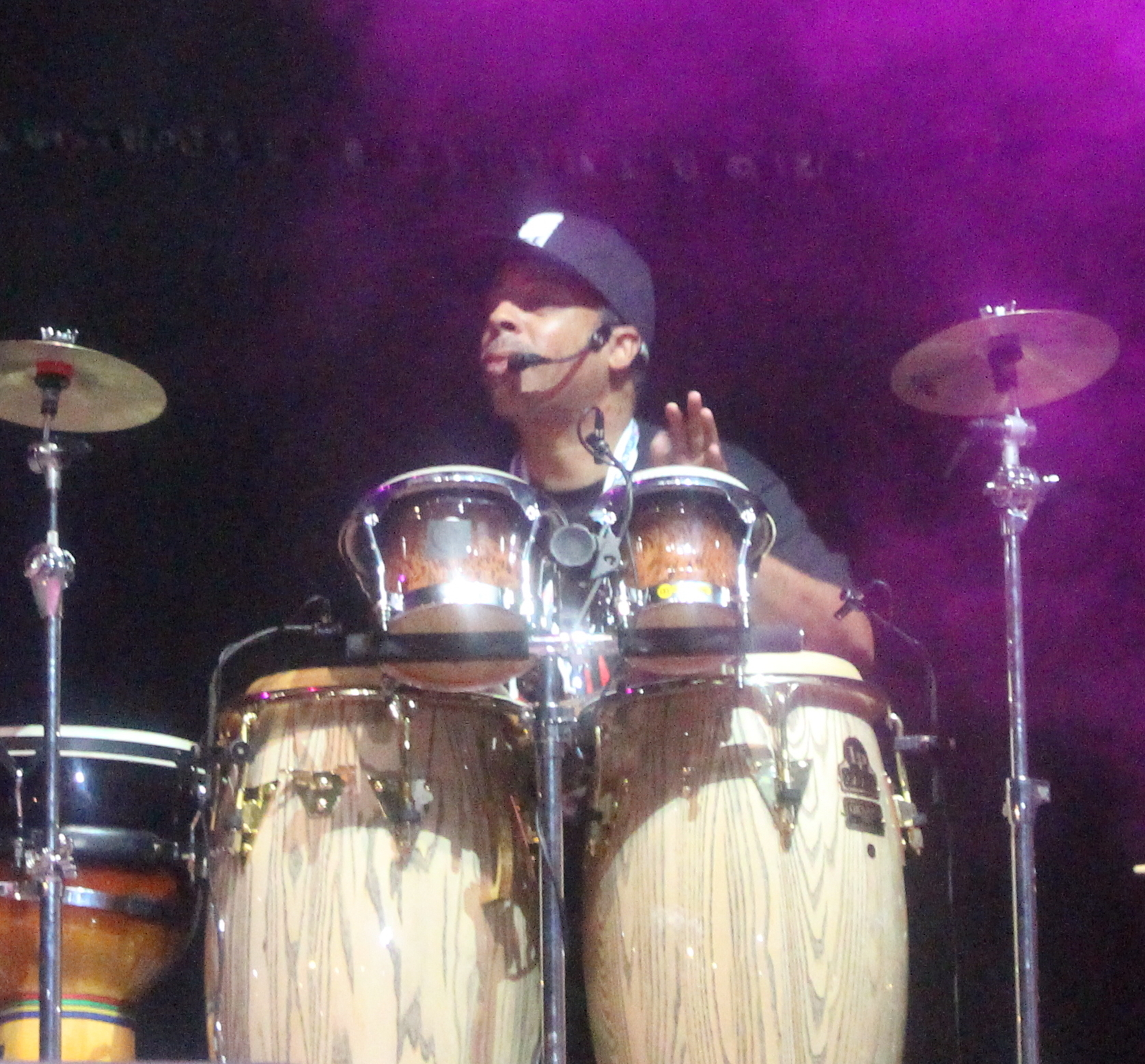
Eric Bobo (* 1968)

- Bobo, Jonah (* 1997), US-amerikanischer Schauspieler
- Bobo, Roger (1938–2023), US-amerikanischer Jazzmusiker, Musikpädagoge und Autor
- Bobo, Willie (1934–1983), US-amerikanischer Jazzperkussionist
- Boboc, Loredana (* 1984), rumänische Kunstturnerin
- Boboc, Radu (* 1999), rumänischer Fußballspieler
- Bobocea, Claudia (* 1992), rumänische Langstreckenläuferin
- Bobocel, Ancuța (* 1987), rumänische Leichtathletin
- Bobocica, Mihai (* 1986), italienischer Tischtennisspieler
- Bobojew, Scheriddin (* 1999), tadschikischer Fußballspieler
- Bobok (* 1966), deutscher Maler, Musiker und Medienkünstler
- Bobola, Andreas (1591–1657), polnischer heiliggesprochener Jesuit
- Bobonasarowa, Oinihol (* 1948), tadschikische Juristin, Hochschullehrerin und politische Aktivistin
- Bobonich, Christopher (* 1960), US-amerikanischer Philosophiehistoriker
- Bobonov, Davlat (* 1997), usbekischer Judoka
- Boborykin, Pjotr Dmitrijewitsch (1836–1921), russischer Schriftsteller
- Boboș, Ștefan (* 1923), rumänischer Politiker (PCR) und Diplomat
- Bobošíková, Jana (* 1964), tschechische Politikerin, MdEP
- Bobowska, Irena (1920–1942), polnische Dichterin und Widerstandskämpferin
- Bobowski, Władysław (1932–2025), polnischer Geistlicher, römisch-katholischer Weihbischof in Tarnów
- Boboxonov, Abdulla (1910–1992), sowjetisch-usbekischer Architekt und Pädagoge
- Boboy, Delice (* 2006), deutsche Fußballspielerin
- Bobozow, Milko (1931–2000), bulgarischer Schachspieler
- Bobras, Piotr (* 1977), polnischer Schachspieler
- Bobrezkyj, Mykola (1843–1907), ukrainischer Zoologe, Professor und Universitätsrektor
- Bobrich, Bernd (* 1955), deutscher Ringer
- Bobridge, Jack (* 1989), australischer Radsportweltmeister
- Bobrik, Eduard (1802–1870), Seemann, Autor maritimer Handbücher, Rektor der Philosophischen Fakultät der Universität Zürich, Direktor der Danziger Handelsschule und Schüler Johann Friedrich Herbarts
- Bobrik, Günther (1888–1957), deutscher Schauspieler und Regisseur
- Bobrik, Hermann (1814–1845), deutscher Historiker und Geograph
- Bobrik, Wladislaw Jurjewitsch (* 1971), russischer Radrennfahrer
- Bobrikow, Nikolai Iwanowitsch (1839–1904), russischer General der Infanterie und Generalgouverneur von FinnlandNikolai Iwanowitsch Bobrikow (1839–1904)

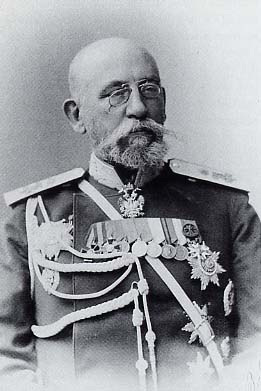
Nikolai Iwanowitsch Bobrikow (1839–1904)

- Bobrin, Igor Anatoljewitsch (* 1953), russischer Eiskunstläufer
- Bobrinskaja, Nadeschda Alexandrowna (1865–1920), russische Astronomin
- Bobrinski, Alexei Alexandrowitsch (1852–1927), russischer Politiker und Historiker
- Bobrinski, Alexei Alexejewitsch (1800–1868), russischer Offizier
- Bobrinski, Alexei Grigorjewitsch (1762–1813), russischer GeneralmajorAlexei Grigorjewitsch Bobrinski (1762–1813)

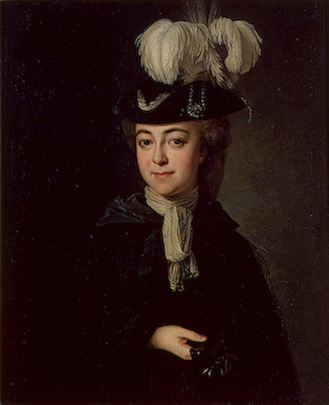
Alexei Grigorjewitsch Bobrinski (1762–1813)

- Bobrinski, Georgi Alexandrowitsch (1863–1928), russischer Generaladjutant und Generalgouverneur von Galizien und der Bukowina
- Bobrinski, Nikolai Alexejewitsch (1890–1964), russisch-sowjetischer Zoologe und Professor (seit 1934)
- Bobrischtschew-Puschkin, Nikolai Sergejewitsch (1800–1871), russischer Leutnant und Dekabrist
- Bobrischtschew-Puschkin, Pawel Sergejewitsch (1802–1865), russischer Leutnant, Poet und Dekabrist
- Bobrovská, Barbora (* 1982), slowakische Badmintonspielerin
- Bobrow, Andrei Jurjewitsch (* 1964), sowjetischer Eisschnellläufer
- Bobrow, Bogdan Alexandrowitsch (* 1997), russischer Tennisspieler
- Bobrow, Daniel G. (1935–2017), US-amerikanischer Informatiker
- Bobrow, Davis B. (* 1936), US-amerikanischer Politikwissenschaftler und Hochschullehrer
- Bobrow, Iwan Wassiljewitsch (1904–1952), sowjetischer Schauspieler
- Bobrow, Semjon Sergejewitsch († 1810), russischer Dichter und Beamter
- Bobrow, Wiktor Alexandrowitsch (* 1984), russischer Eishockeyspieler
- Bobrow, Wladimir (* 1953), kasachischer Politiker
- Bobrow, Wsewolod Michailowitsch (1922–1979), sowjetischer Fußball- und Eishockeyspieler, Olympiasieger und Weltmeister
- Bobrowa, Jekaterina Alexandrowna (* 1990), russische Eistänzerin
- Bobrowa, Natalja Sergejewna (1978–2015), russische Turnerin
- Bobrowicz, Hans von (1901–1977), deutscher Denkmalpfleger und Heimatforscher
- Bobrowicz, Jan Nepomucen (1805–1881), polnischer Komponist und Gitarrenvirtuose
- Bobrownikowa, Wladlena Eduardowna (* 1987), russische Handballspielerin
- Bobrowski, Claude (1931–2011), französischer Automobilrennfahrer
- Bobrowski, Emil (1876–1938), polnischer Mediziner und Politiker (Polnische Sozialdemokraten)
- Bobrowski, Johannes (1917–1965), deutscher Lyriker, Erzähler, Nachdichter und Essayist
- Bobrowski, Sergei Andrejewitsch (* 1988), russischer EishockeytorwartSergei Andrejewitsch Bobrowski (* 1988)

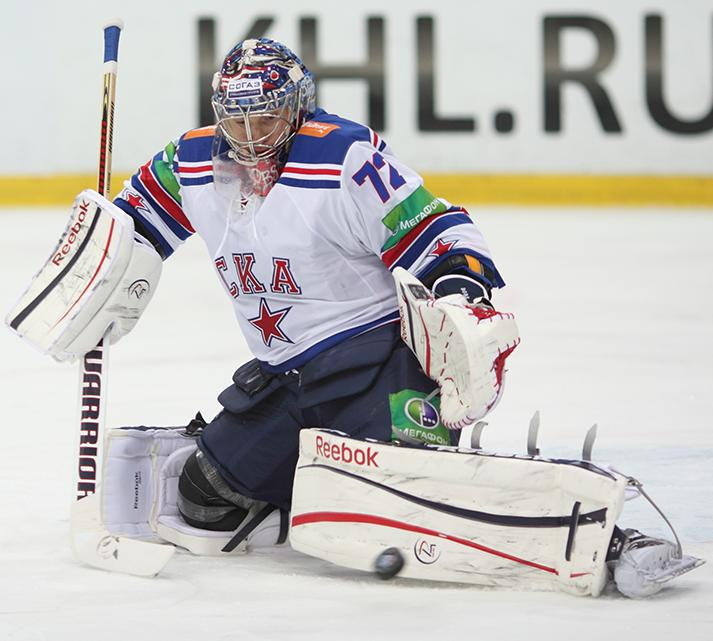
Sergei Andrejewitsch Bobrowski (* 1988)

- Bobrowski, Ursula (1920–2001), deutsche Schrift- und Fotografikerin
- Bobrussow, Michail Pawlowitsch (1878–1955), russischer Architekt
- Bobryk, Kazjaryna (* 1983), belarussische Sprinterin
- Bobrzyński, Michał (1849–1935), polnischer Politiker und Hochschullehrer
- Bobsien, Bernhard (1878–1934), deutscher Konteradmiral der Reichsmarine
- Bobsien, Friedrich (1860–1938), sächsischer Generalmajor
- Bobsin, Jörg (* 1938), deutscher Autor, Regisseur und Produzent
- Bobson, Kevin (* 1980), niederländischer Fußballspieler
- Bobtschew, Dimitar (1926–2015), bulgarischer Radrennfahrer
- Bobtschewa, Monka (* 1949), bulgarische Leichtathletin
- Bobu, Emil (1927–2014), rumänischer Politiker (PCR)
- Bobu, Maria (1925–2007), rumänische Politikerin
- Bobuľová, Barbora (* 1974), slowakische SchauspielerinBarbora Bobuľová (* 1974)

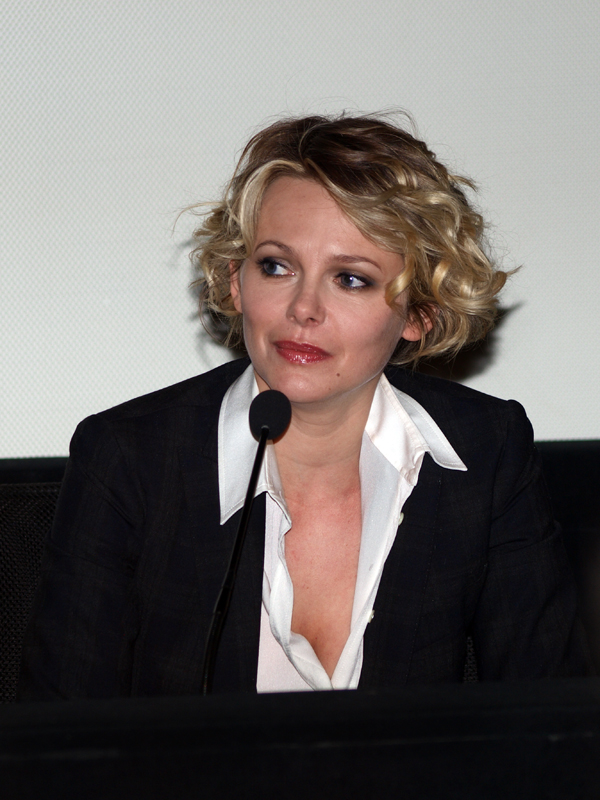
Barbora Bobuľová (* 1974)

- Bobusic, Bojana (* 1987), australische Tennisspielerin
- Bobyleva, Nadja (* 1983), russisch-deutsche Schauspielerin
- Bobyleva, Natalia (* 1951), russische Schauspielerin
- Bobyljow, Dmitri Konstantinowitsch (1842–1917), russischer Physiker und Mathematiker
- Bobynin, Wiktor Wiktorowitsch (1849–1919), russischer Mathematikhistoriker
- Bobynskyj, Wassyl (1898–1938), ukrainischer Dichter, Schriftsteller, Journalist und Übersetzer
- Bobyr, Andrij (1915–1994), ukrainischer Kobsar, Dirigent und Musikpädagoge
- Bobzien, Ben (* 2003), deutscher Fußballspieler
- Bobzien, Franz (1906–1941), deutscher Politiker (SPD), NS-Opfer
- Bobzien, Susanne (* 1960), deutsche Philosophin und Philosophiehistorikerin
- Bobzin, Hartmut (* 1946), deutscher Orientalist
- Bobzin, Kirsten (* 1967), deutsche Maschinenbauingenieurin
- Bobzin, René (* 1973), deutscher Koch

### Boc
- Boc, Alexandru (* 1946), rumänischer Fußballspieler
- Boc, Emil (* 1966), rumänischer Wissenschaftler und PolitikerEmil Boc (* 1966)

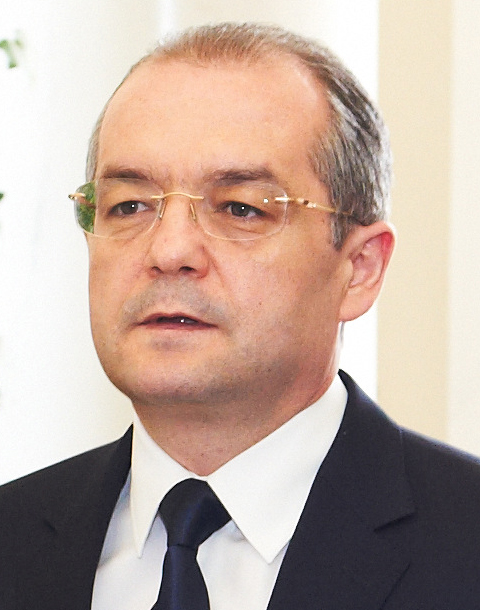
Emil Boc (* 1966)

#### Boca
- Boca, Andrea Del (* 1965), argentinische Schauspielerin und Sängerin
- Bocage, José Vicente Barbosa du (1823–1907), portugiesischer Zoologe und Politiker
- Bocage, Manoel Maria de Barbosa du (1765–1805), portugiesischer Dichter
- Bocage, Peter (1887–1967), US-amerikanischer Jazz-Kornettist des frühen New Orleans Jazz
- Bocaly, Garry (* 1988), französischer Fußballspieler
- Bocaly, Mario (* 1978), französischer Fußballtrainer von Martinique
- Bočan, Hynek (* 1938), tschechischer Filmregisseur und Drehbuchautor
- Bocan, Jacques Cordier dit († 1653), französischer Tänzer und Choreograf
- Bocandé, Jules (1958–2012), senegalesischer Fußballspieler und -trainer
- Bocanegra, Alfredo († 2019), mexikanischer Fußballspieler
- Bocanegra, Carlos (* 1979), US-amerikanischer Fußballspieler
- Bocanegra, Pedro Atanasio (1638–1689), spanischer Maler
- Bočanová, Mahulena (* 1967), tschechische SchauspielerinMahulena Bočanová (* 1967)

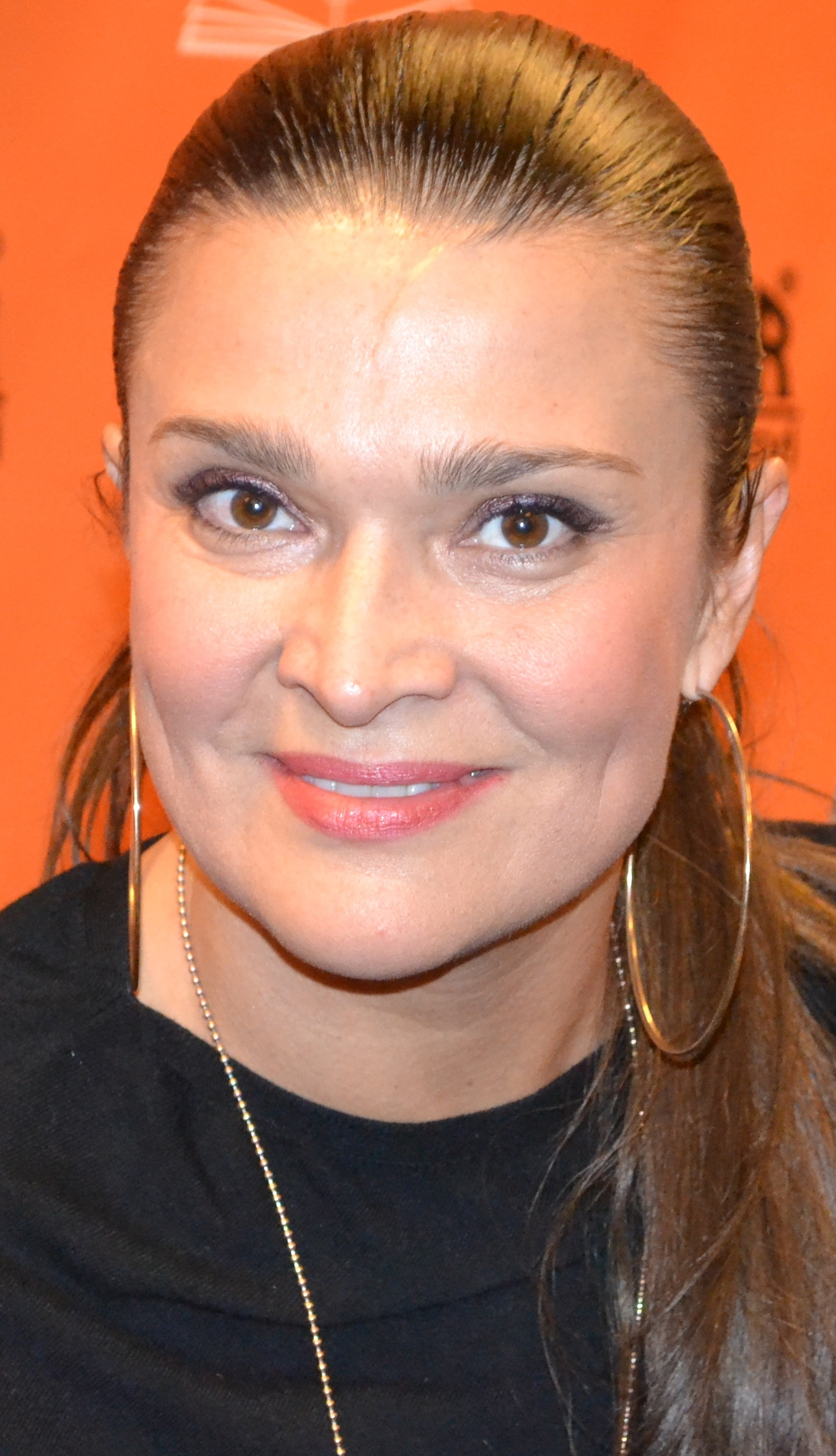
Mahulena Bočanová (* 1967)

- Bocarro Francês, Manuel († 1668), sefardischer Arzt, Astronom, Mathematiker und Schriftsteller
- Bocarsly, Andrew (* 1954), US-amerikanischer Chemiker
- Bocatius, Anton († 1600), Gelehrter und evangelischer Geistlicher

#### Bocc
- Bocca, Giorgio (1920–2011), italienischer Schriftsteller und Journalist
- Bocca, Julio (* 1967), argentinischer Balletttänzer
- Boccabadati, Luigia († 1850), italienische Opernsängerin (Sopran)
- Boccacci, Antonio, italienischer Drehbuchautor und Filmregisseur
- Boccaccini, Aldo R. (* 1962), argentinisch-italienischer Kerntechniker und Werkstoffwissenschaftler
- Boccaccini, Pietro (1843–1939), italienischer Pianist und Musikpädagoge
- Boccaccino, Camillo († 1546), italienischer Maler
- Boccaccio Boccaccino († 1524), italienischer Maler der Renaissance
- Boccaccio, Giovanni (1313–1375), italienischer Schriftsteller
- Boccaccio, Salvatore (1938–2008), römisch-katholischer Bischof von Frosinone
- Boccacini, Corinna (* 1985), italienische Snowboarderin
- Boccalini, Giovanni († 1580), italienischer Architekt der Spätrenaissance
- Boccalini, Traiano (1556–1613), italienischer Autor der Renaissance
- Boccalini-Barcellona, Giovanna (1901–1991), italienische Frauenrechtlerin
- Boccamazza, Giovanni († 1309), italienischer Bischof und Kardinal
- Boccanegra, Egidio († 1367), genuesischer Admiral und Korsar
- Boccanegra, Simone († 1363), erster Doge von Genua
- Boccanera, Jorge (* 1952), argentinischer Journalist und Schriftsteller
- Boccanfuso, Dorothée (* 1970), französische Ökonomin
- Boccara, Frida (1940–1996), französische SängerinFrida Boccara (1940–1996)

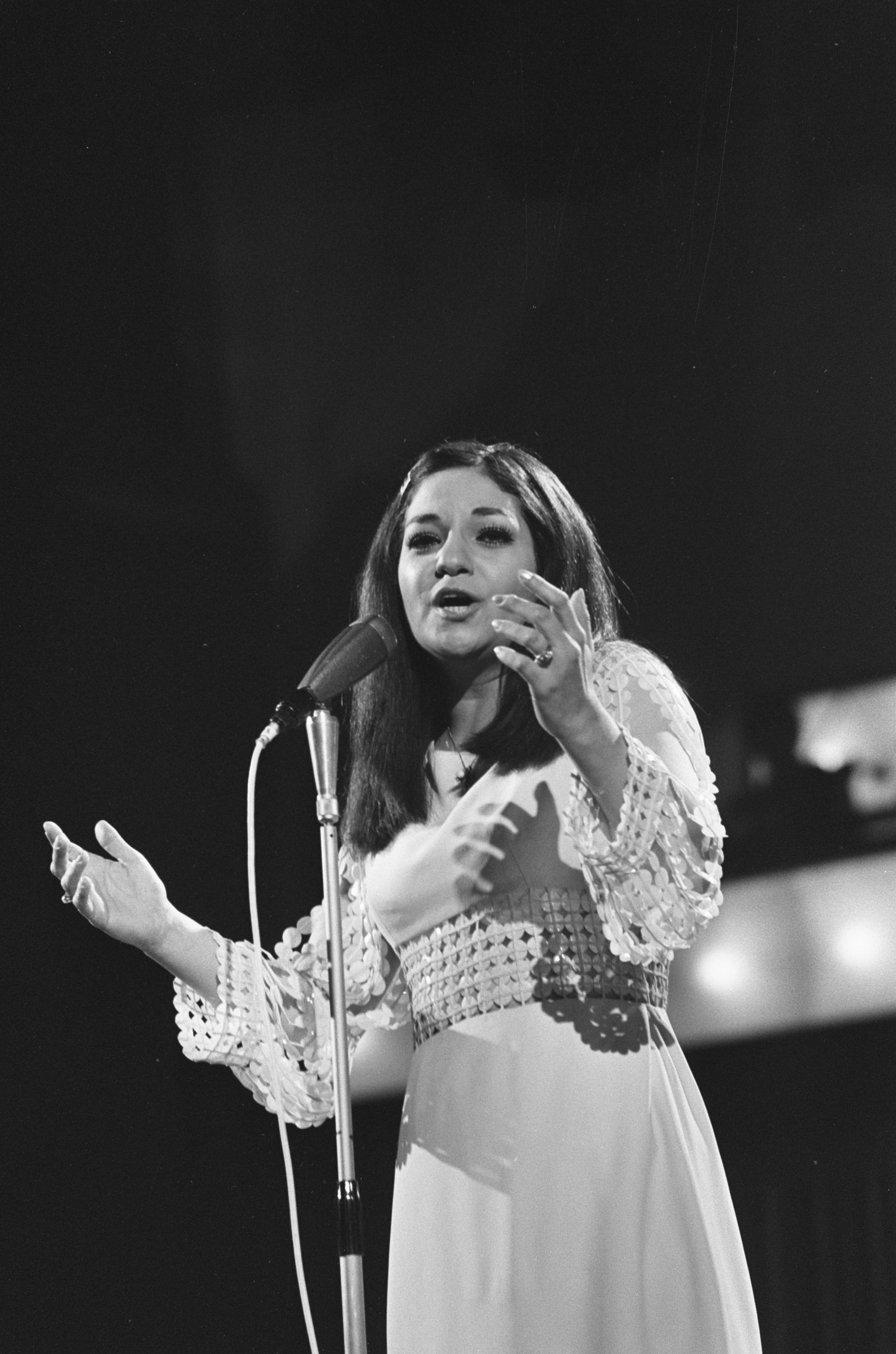
Frida Boccara (1940–1996)

- Boccara, Ilan (* 1993), niederländisch-französischer Fußballspieler
- Boccara, Paul (1932–2017), französischer Historiker und Ökonom
- Boccara, Philippe (* 1959), französischer Kanute
- Boccard, Elisa de (1847–1925), Schweizer Malerin
- Boccard, François Jean-Philippe de (1696–1782), Schweizer Offizier
- Boccard, Gauthier (* 1991), belgischer Hockeyspieler
- Boccard, Jeanne-Marie de (1922–2020), Schweizer Diplomatin und Frauenrechtlerin
- Boccard, Joseph Hubert de († 1758), Schweizer römisch-katholischer Geistlicher, Bischof von Lausanne
- Boccard, Louis de (1866–1956), Schweizer Forschungsreisender, Fotograf, Präparator und Farmer
- Boccardi, Leo (* 1953), italienischer Geistlicher, römisch-katholischer Erzbischof und Diplomat des Heiligen Stuhls
- Boccardo, Delia (* 1948), italienische Schauspielerin
- Boccardo, Gabriella (* 1946), italienische Schauspielerin
- Boccardo, Gerolamo (1829–1904), italienischer Nationalökonom
- Boccardo, Jean-Pierre (1942–2019), französischer Sprinter
- Boccardo, Renato (* 1952), italienischer Bischof
- Boccassini, Ilda (* 1949), italienische Juristin
- Boccati, Giovanni, italienischer Maler
- Boccherini, Luigi (1743–1805), italienischer Komponist und CellistLuigi Boccherini (1743–1805)

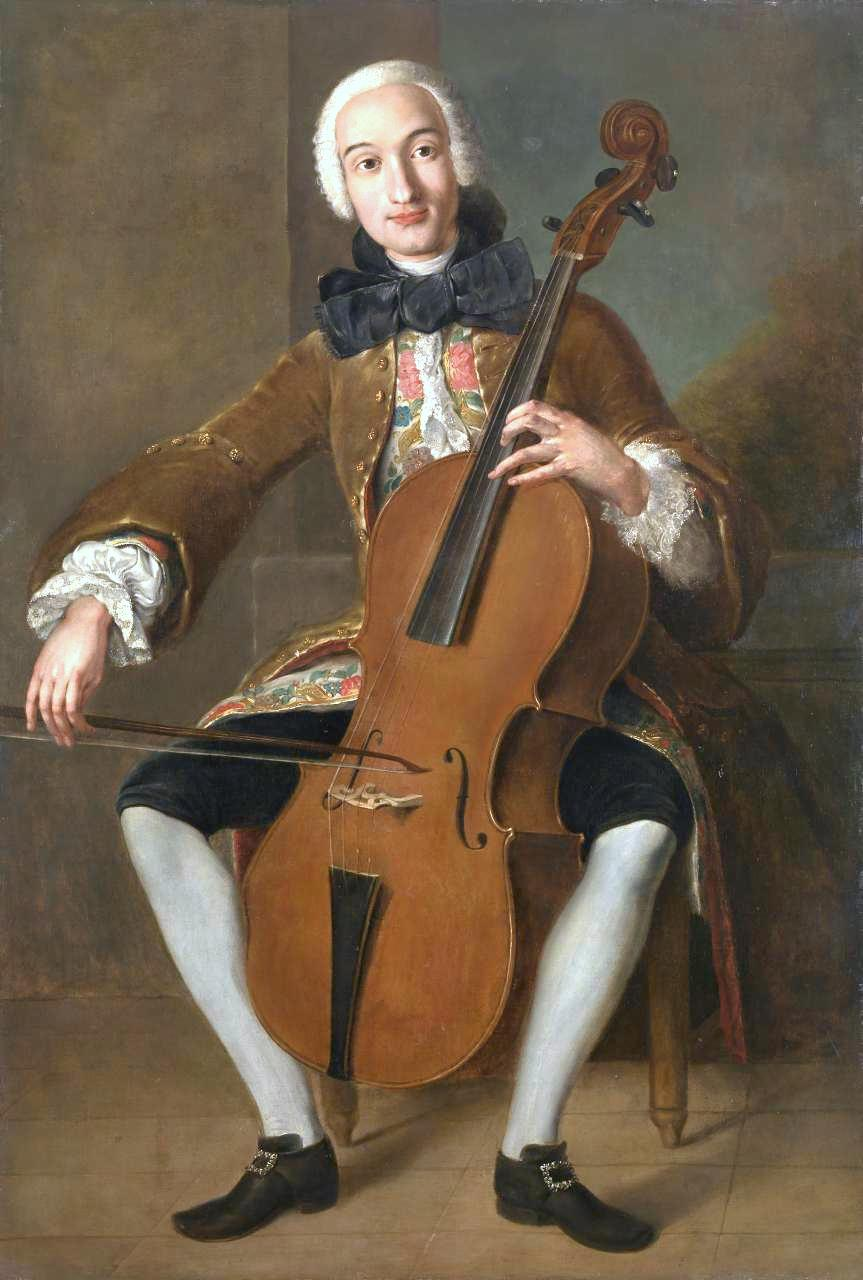
Luigi Boccherini (1743–1805)

- Bocchetta, Vittore (1918–2021), italienischer Bildhauer, Maler und Literaturwissenschaftler
- Bocchetti, Antonio (* 1980), italienischer Fußballspieler
- Bocchetti, Salvatore (* 1986), italienischer Fußballspieler und -trainer
- Bocchi, Francesco (* 1548), italienischer Kunstkritiker und Schriftsteller
- Bocchi, Tobia (* 1997), italienischer Dreispringer
- Bocchini, Arturo (1880–1940), faschistischer italienischer Polizeichef
- Bocchino, Giorgio (1913–1995), italienischer Florettfechter und Olympiasieger
- Bocchus I., König von Mauretanien
- Bocchus II. († 33 v. Chr.), mauretanischer König
- Bocchus, Cornelius, römischer Historiker und Autor, vielleicht auch Flamen und Militärtribun
- Bocci, Eraldo (* 1942), italienischer Radrennfahrer
- Bocci, Gildo (1886–1964), italienischer Schauspieler
- Boccia, Lionello (1926–1996), italienischer Architekt und Waffenkundler
- Boccia, Tanio (1912–1982), italienischer Filmregisseur
- Boccieri, John (* 1969), US-amerikanischer Politiker
- Boccioni, Umberto (1882–1916), italienischer Maler und BildhauerUmberto Boccioni (1882–1916)

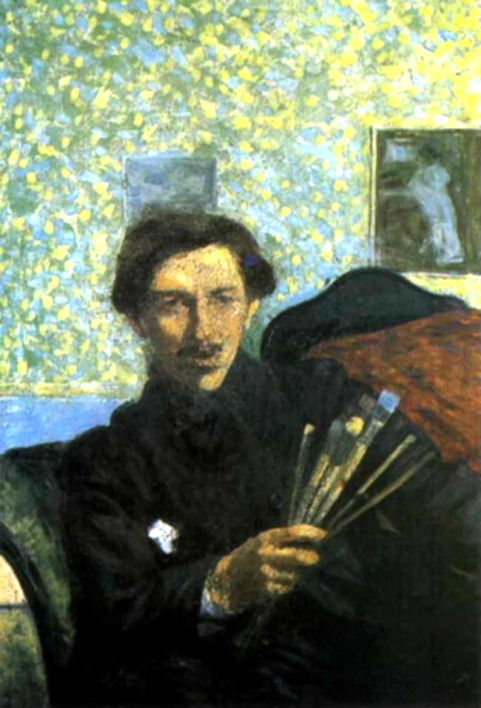
Umberto Boccioni (1882–1916)

- Boccius, Franz (1831–1907), deutscher Beamter und Geheimer Oberregierungsrat
- Boccius, Ludwig Christian (1791–1832), deutscher Jurist und Dichter
- Boccolacci, Dorian (* 1998), französischer Automobilrennfahrer
- Boccoli, Benedicta (* 1966), italienische Schauspielerin
- Boccoli, Brigitta (* 1972), italienische Schauspielerin
- Boccolini, Alfredo (1885–1956), italienischer Schauspieler
- Boccone, Paolo (1633–1704), italienischer Botaniker
- Boccone-Pagès, Brigitte (* 1959), monegassische Politikerin

#### Boce
- Boček I. von Podiebrad († 1373), böhmischer Adliger, Mundschenk am Hof des böhmischen Königs Karl IV., Begründer des Kunstädter Familienzweigs Podiebrad
- Boček II. von Podiebrad († 1417), böhmischer Adliger; Höchster Kämmerer bzw. Unterkämmerer (1377–1387) und Oberstlandschreiber von Böhmen (1404–1407)
- Boček III. von Podiebrad († 1429), böhmisch-mährischer Adliger und Anhänger der Hussiten
- Boček IV. von Podiebrad (1442–1496), böhmischer Adliger, ältester Sohn des Königs Georg von Podiebrad, zeitweise Besitzer der Herrschaften Náchod, Litice, Veliš und Jičín
- Boček von Jaroslavice und Zbraslav († 1255), Marschall und Unterkämmerer von Mähren, Burggraf von Znaim, Graf von Pernegg
- Boček, Antonín (1802–1847), mährischer Historiker und Archivar
- Bocek, Karl (1911–2000), österreichischer Politiker (ÖVP), Mitglied des Bundesrates
- Böcek, Muhittin (* 1962), türkischer Politiker der Republikanischen Volkspartei (CHP)
- Bocek-Piotrowska, Bernadeta (* 1970), polnische Skilangläuferin
- Bocelli, Andrea (* 1958), italienischer Sänger (Tenor)Andrea Bocelli (* 1958)

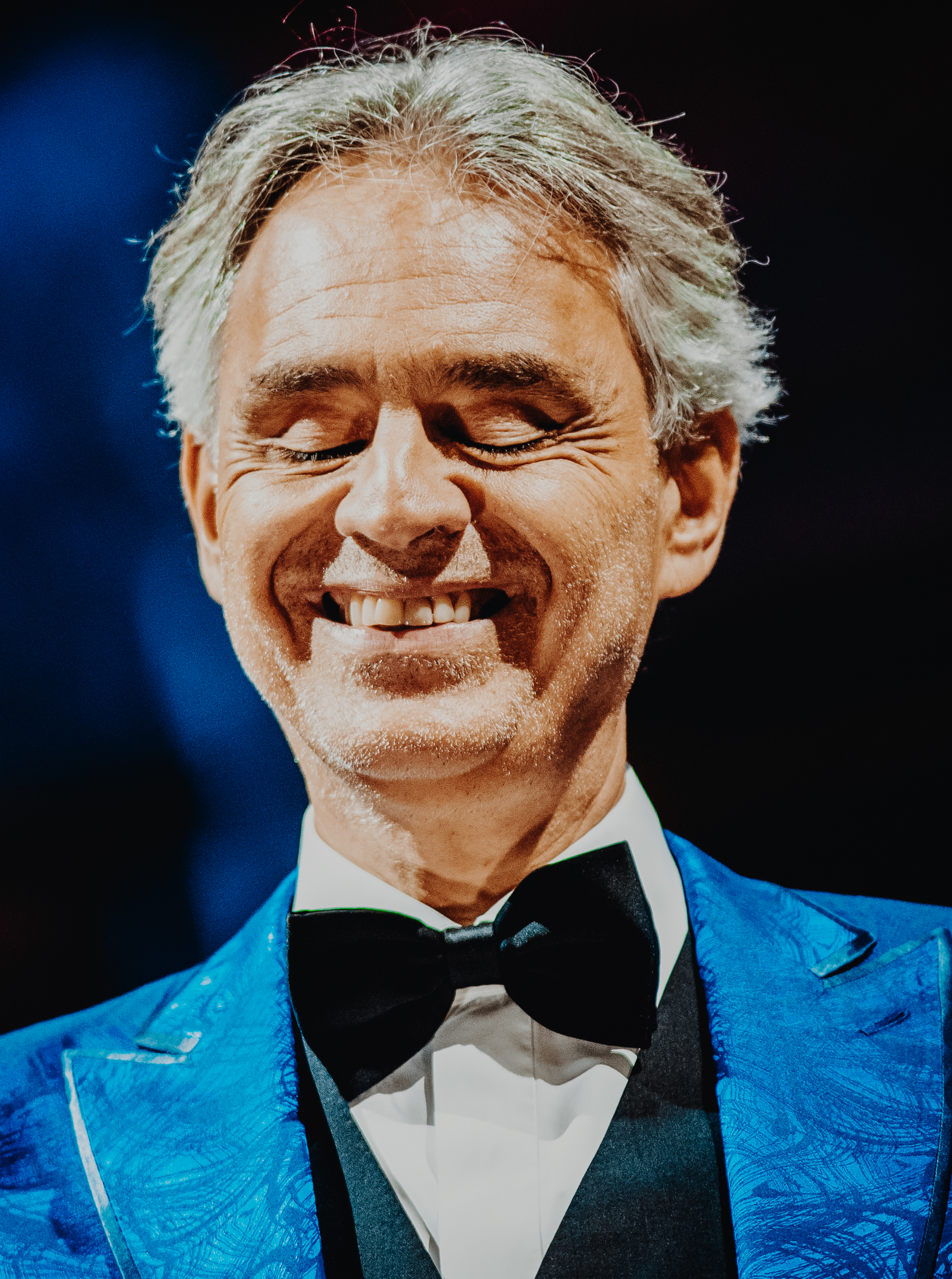
Andrea Bocelli (* 1958)

- Bocelli, Matteo (* 1997), italienischer Sänger (Tenor)
- Bocelli, Virginia (* 2012), italienische Sängerin
- Bocer, Heinrich (1561–1630), Rechtswissenschaftler in Tübingen
- Bocerus, Johann (1523–1565), Dichter und Historiker

#### Boch
- Boch, Alfred von (1860–1943), preußischer Landrat
- Boch, Anna (1848–1936), französisch-belgische Malerin
- Boch, Charlotte (1868–1931), deutsche Theaterschauspielerin
- Boch, Edmund von (1845–1931), deutscher Unternehmer
- Boch, Eugen von (1809–1898), deutscher Unternehmer
- Boch, Eugène (1855–1941), französisch-belgischer Maler und Gründungsmitglied der Künstlergruppe »Les XX«
- Boch, François (1700–1754), Eisengießer, Gründer der Porzellanmanufaktur Jean-François Boch et Frères
- Boch, Gerold (* 1950), deutscher Fechter
- Boch, Jean-François (1782–1858), luxemburgischer Unternehmer
- Boch, Johann Siegismund (1798–1870), Politiker Freie Stadt Frankfurt
- Boch, Margot (* 1999), französische Bobfahrerin und Rennrodlerin
- Boch, Monika von (1915–1993), deutsche Künstlerin
- Boch, Peter (* 1980), deutscher Politiker (CDU), Bürgermeister von Epfendorf, ab Sommer 2017 von Pforzheim
- Boch, Pierre-Joseph (1737–1818), französischer Unternehmer
- Boch, Rudolf (* 1952), deutscher Historiker für Sozial- und Wirtschaftsgeschichte
- Boch, Simon (* 1994), deutscher LeichtathletSimon Boch (* 1994)

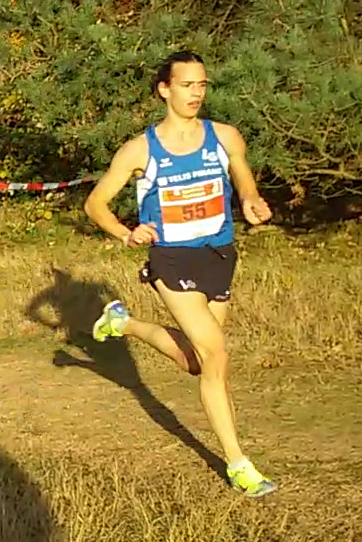
Simon Boch (* 1994)

- Boch, Thomas (1810–1878), Beamter, als 1848er Patriot Opfer der Reaktion
- Boch, Volker (* 1976), deutscher Journalist, Zeitungsredakteur und Landrat
- Boch-Galhau, Béatrice von (1914–2011), deutsche Unternehmerin und Mäzenin
- Boch-Galhau, Franz Egon von (1909–1981), deutscher Unternehmer, Gesellschafter der Villeroy & Boch KG
- Boch-Galhau, Luitwin Gisbert von (* 1936), deutscher Unternehmer, Ehrenmitglied des Aufsichtsrates der Villeroy & Boch AG
- Boch-Galhau, Luitwin Maria von (1906–1988), deutscher Unternehmer und Landrat
- Boch-Galhau, Luitwin von (1877–1932), deutscher Unternehmer
- Boch-Galhau, René von (1843–1908), deutscher Unternehmer; Gesellschafter von Villeroy & Boch
- Boch-Galhau, Roger von (1873–1917), deutscher Unternehmer, Generaldirektor der Villeroy & Boch Keramische Werke
- Boch-Galhau, Wendelin von (* 1942), deutscher Unternehmer, Vorstandsvorsitzender der Villeroy & Boch AG
- Bochalli, Alfred (1877–1971), deutscher Verwaltungsjurist und Regierungspräsident
- Bochalli, Richard (1878–1966), deutscher Mediziner
- Bochan, Wjatschaslau (* 1996), belarussischer Handballspieler
- Bochanow, Alexander Nikolajewitsch (1944–2019), russischer Historiker
- Bochar, Ron, US-amerikanischer Tontechniker
- Bochardt, Louis (* 1770), deutscher Arzt und Autor
- Bocharov, Dmitriy (* 2002), usbekischer Radrennfahrer
- Bochart, Samuel (1599–1667), französischer Orientalist
- Bochatay, Fernande (* 1946), Schweizer Skirennfahrerin
- Bochatay, Madeleine (* 1944), französische Skirennläuferin
- Bochatay, Nicolas (1964–1992), Schweizer Skirennfahrer
- Bochatey, Alberto Germán (* 1955), argentinischer Geistlicher, Weihbischof in La Plata
- Bochco, Steven (1943–2018), amerikanischer Drehbuchautor
- Bochdalek, Vincent Alexander (1801–1883), tschechischer Anatom
- Bochdansky, Christoph (* 1960), österreichischer Puppenspieler, Ausstatter und Regisseur
- Boche, Bruno (1897–1972), deutscher Feldhockeyspieler
- Boche, Gernot (1938–2011), deutscher Chemiker
- Boche, Holger (* 1966), deutscher Ingenieur und Mathematiker
- Boche, Paul (* 1987), deutscher Schauspieler und Model
- Böchel, Karl (1884–1946), sozialdemokratischer Widerstandskämpfer und Mitbegründer des Arbeitskreises revolutionärer Sozialisten (RSD)
- Bochenek, Jan (1931–2011), polnischer Gewichtheber
- Bochenek, Johannes (1831–1909), deutscher Maler
- Bochenek, Krystyna (1953–2010), polnische Journalistin, Politikerin und Senatorin
- Bochenko, Irka, polnische Schauspielerin
- Bochenski, Brandon (* 1982), US-amerikanisch-kasachischer Eishockeyspieler
- Bocheński, Joseph Maria (1902–1995), polnischer Philosoph und LogikerJoseph Maria Bocheński (1902–1995)

Joseph Maria Bocheński (1902–1995)

- Bocheński, Tobiasz (* 1987), polnischer Politiker und Jurist
- Bocheński, Zbigniew M. (* 1962), polnischer Wirbeltier-Paläontologe und Ornithologe
- Bocheński, Zygmunt (1935–2009), polnischer Paläontologe und Ornithologe
- Böcher, Christoph (* 1983), deutscher Fußballspieler
- Böcher, Herbert (1903–1983), deutscher Mittelstreckenläufer
- Bocher, Main (1890–1976), US-amerikanischer Modedesigner
- Bocher, Marc, französischer Radrennfahrer
- Bôcher, Maxime (1867–1918), US-amerikanischer Mathematiker
- Böcher, Michael, deutscher Politikwissenschaftler
- Böcher, Otto (1935–2020), deutscher evangelischer Theologe
- Bocherens, François (* 1962), Schweizer Apotheker und Politiker (LDP)
- Böcherer, Andreas (* 1983), deutscher Triathlet
- Bochert, Alfred (1887–1975), deutscher Politiker (USPD, KPD, später SED)
- Bochert, Jens (* 1964), deutscher Fußballspieler
- Bochert, Marc-Andreas (* 1971), deutscher Filmregisseur und Drehbuchautor
- Bochert, Ralf (* 1961), deutscher Hochschullehrer
- Bochet, Marie (* 1994), französische Skirennläuferin
- Bochinger, Christoph (* 1959), deutscher Religionswissenschaftler
- Bochinger, Erich (1928–2016), deutscher evangelischer Theologe und Religionspädagoge
- Bochini, Ricardo (* 1954), argentinischer Fußballspieler
- Bochkoltz, Anna (1815–1879), deutsche Sängerin und Komponistin
- Bochkoltz, Wilhelm Christoph (1810–1877), deutscher Chemie-Ingenieur und Botaniker
- Böchler, Valentin (* 1874), deutsch-russischer römisch-katholischer Geistlicher und Märtyrer
- Bøchman, Lasse (* 1983), dänischer Straßenradrennfahrer
- Bochmann, Annika (* 1991), deutsche Seglerin
- Bochmann, Dieter (1938–2025), deutscher Informatiker und Hochschullehrer für Automatentheorie
- Bochmann, Georg (1913–1973), deutscher SS-Offizier, zuletzt SS-OberführerGeorg Bochmann (1913–1973)

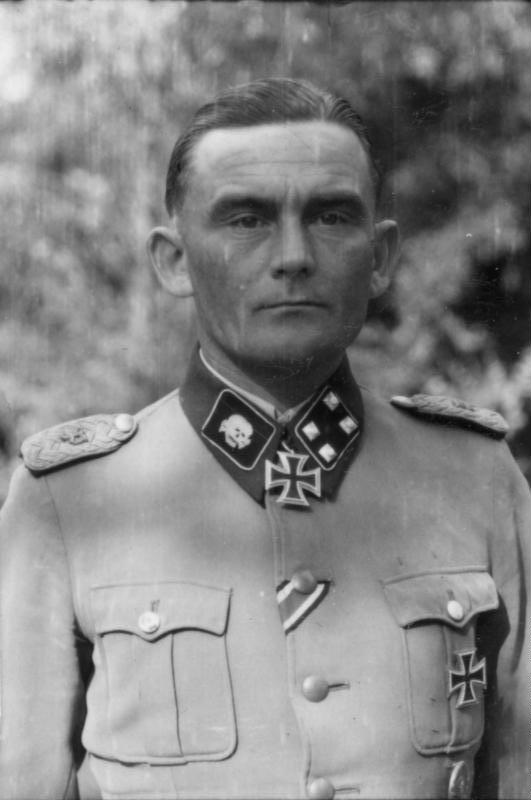
Georg Bochmann (1913–1973)

- Bochmann, Gregor von (1850–1930), deutsch-baltischer Maler und Zeichner
- Bochmann, Gregor von (* 1941), deutsch-kanadischer Informatiker und emeritierter Professor
- Bochmann, Gregor von der Jüngere (1878–1914), deutscher Bildhauer
- Bochmann, Heinz (1921–2011), deutscher Maler
- Bochmann, Johannes (1899–1977), deutscher Politiker (NSDAP), MdR und SA-Führer
- Bochmann, Julius (1832–1918), deutscher Baumeister und konservativer Politiker, MdL (Königreich Sachsen)
- Bochmann, Julius (1901–1957), deutscher Lehrer und Philatelist
- Bochmann, Julius (* 2005), deutscher Fußballspieler
- Bochmann, Klaus (* 1939), deutscher Romanist und Hochschullehrer
- Bochmann, Manfred (1928–2011), deutscher Politiker (SED) und Minister für Geologie der DDR
- Bochmann, René (* 1969), deutscher Politiker (AfD)René Bochmann (* 1969)

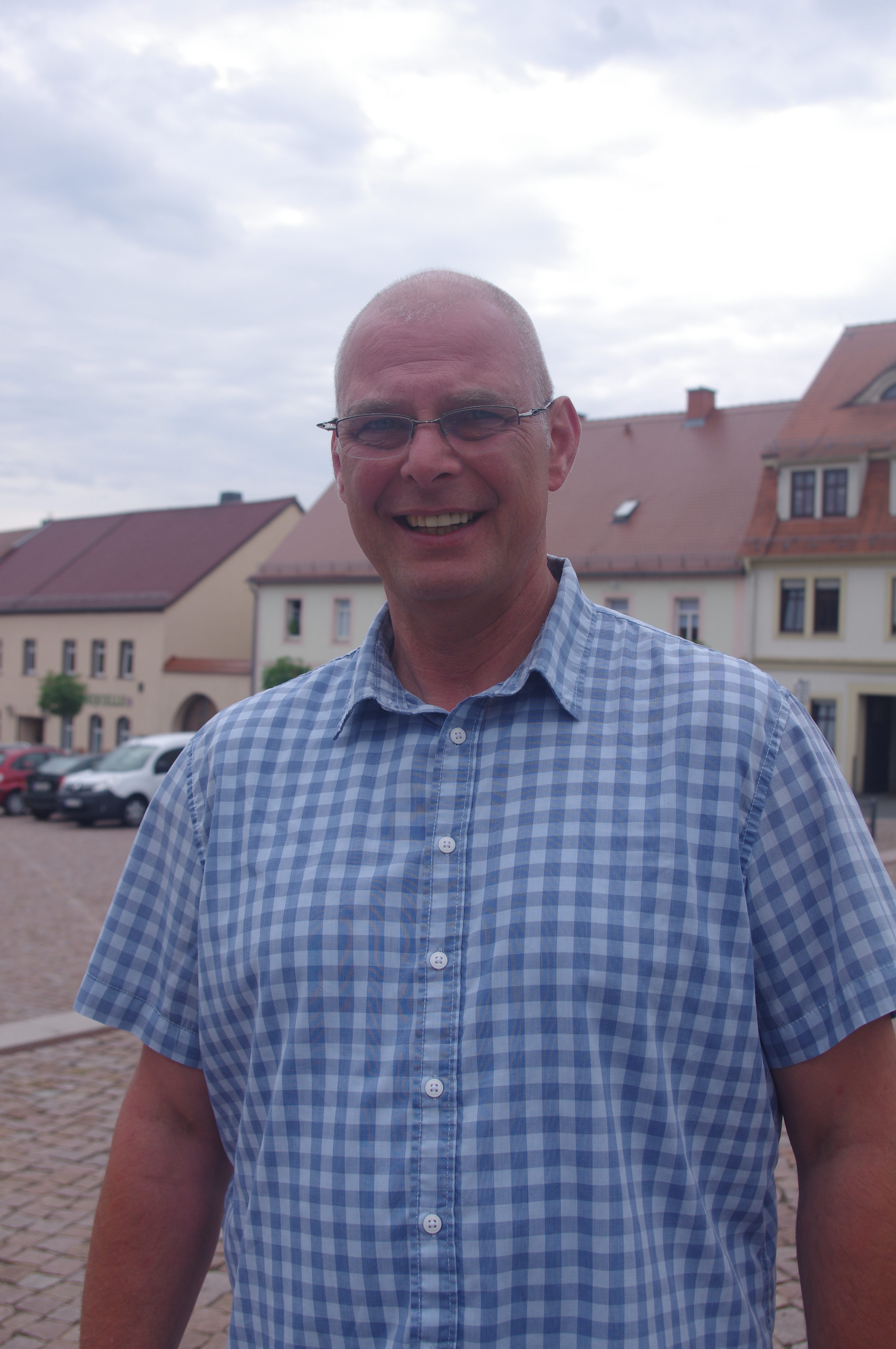
René Bochmann (* 1969)

- Bochmann, Werner (1900–1993), deutscher Komponist
- Bochner, Daniel (* 1984), kanadisch-israelischer Eishockeyspieler
- Bochner, Hart (* 1956), kanadischer Schauspieler und Regisseur
- Bochner, Lloyd (1924–2005), kanadischer Schauspieler
- Bochner, Mel (1940–2025), US-amerikanischer Konzeptkünstler und Maler
- Bochner, Salomon (1899–1982), US-amerikanischer Mathematiker
- Bochniarz, Henryka (* 1947), polnische Politikerin (Polska Zjednoczona Partia Robotnicza), Handelsministerin und Präsidentin der Polnischen Konföderation Privater Arbeitgeber Lewiatan (PKPP)
- Bochnik, Hans-Joachim (1920–2005), deutscher Psychiater
- Bocholt, Franz von, Kupferstecher und Goldschmied
- Bocholtz zu Störmede und Henneckenrode, Ferdinand Wilhelm von (1708–1784), Domherr in Münster und Hildesheim
- Bocholtz, Arnold Udalrich von, Domherr in Münster
- Bocholtz, Arnold von († 1632), Vizedominus und Domherr in verschiedenen Bistümern
- Bocholtz, Dieterich von (1797–1861), deutscher Rittergutsbesitzer und Parlamentarier
- Bocholtz, Ferdinand von († 1669), Vizedominus und Domherr in Münster
- Bocholtz, Reiner von († 1585), Fürstabt von Corvey
- Bocholtz, Temmo von († 1626), Subdiakon und Domherr in verschiedenen Bistümern
- Bocholtz, Theodor Werner von (1743–1822), Dompropst in Paderborn und Domherr in verschiedenen Bistümern
- Bocholtz, Wilhelm von, Domherr in Münster
- Bocholtz-Asseburg, Diederich von (1812–1892), deutscher Fideikommissherr und Parlamentarier
- Bocholtz-Asseburg, Hermann von (1770–1849), deutscher Rittergutsbesitzer und Parlamentarier
- Bocholtz-Meschede, Wilhelm von (1833–1890), Rittergutsbesitzer, Reichstagsabgeordneter
- Bochořáková-Dittrichová, Helena (1894–1980), tschechische Buchillustratorin, Holzschneiderin und Malerin
- Bochoridis, Eleftherios (* 1994), griechischer Basketballspieler
- Bochow, Frank (1937–2012), deutscher Diplomat, Botschafter der DDR
- Bochow, Herbert (1906–1942), deutscher Kommunist und Widerstandskämpfer
- Bochow, Karl (1861–1937), deutscher Lehrer für Mathematik und Naturwissenschaften; Museumsleiter in Magdeburg
- Bochow, Klaus (1950–2010), deutscher Politiker (SPD), MdL
- Bochow, Michael (* 1948), deutscher Autor und Soziologe
- Bochow, Walter (* 1889), deutscher Journalist und Agent
- Bochow, Wolfgang (1944–2017), deutscher Badmintonspieler
- Bochow-Blüthgen, Hansi (1897–1983), deutsche Übersetzerin
- Bochra, Karolina (* 1988), polnische Fußballspielerin
- Bochsa, Charles († 1821), französischer Komponist, Oboist, Verleger und Musikalienhändler
- Bochsa, Robert Nicolas-Charles (1789–1856), französischer Komponist und Harfenvirtuose
- Bochskanl, Peter (* 1940), österreichischer Chefredakteur und Herausgeber
- Bochsler, Daniel (* 1978), Schweizer Politikwissenschaftler und Hochschullehrer
- Bochsler, Regula (* 1958), Schweizer Historikerin und TV-Journalistin
- Bochtler, Michael (* 1975), deutscher Fußballspieler und -trainer
- Bochud, Hervé (* 1980), französisch-schweizerischer Fußballspieler
- Bochum Welt, italienischer Musiker im Bereich der elektronischen Musik
- Bochum, Otto (1897–1947), deutscher Landwirt und Kommunalpolitiker (NSDAP)

#### Boci
- Bocian, Bernard (* 1974), polnischer Radrennfahrer
- Bocian, Jacek (* 1976), polnischer Leichtathlet
- Bocian, Lars (* 1969), deutscher Politiker (CDU)
- Bocian, Michael (* 1953), amerikanischer Gitarrist und Komponist
- Bocio, Benjamin (* 1996), dominikanischer Sozialunternehmer, Zahnarzt und Aktivist
- Bocion, François (1828–1890), schweizerischer Maler und Zeichenlehrer
- Bociurkiw, Michael (* 1961), kanadischer Journalist und UN-Beauftragter

#### Bock U – Bockw

##### Bock U
- Bock und Hermsdorf, Friedrich Anton Georg Karl von (1798–1866), deutscher Beamter
- Bock und Polach, Erich von (1911–1979), deutscher Offizier und Polizeipräsident bei der Polizei in Bremen
- Bock und Polach, Friedrich von (1849–1934), preußischer General der Infanterie
- Bock und Polach, Karl von (1840–1902), deutscher Kommunalpolitiker
- Bock und Polach, Max von (1842–1915), preußischer Generalfeldmarschall

##### Bock V
- Bock von Lennep, Dieter (1946–2020), deutscher Maler und Grafiker
- Bock von Wülfingen, Adolf (1840–1920), preußischer Generalmajor
- Bock von Wülfingen, Burghard (1874–1950), preußischer Landrat
- Bock von Wülfingen, Constantin (1885–1954), deutscher Verwaltungsjurist und Politiker (NSDAP)
- Bock von Wülfingen, Detlef (1895–1984), deutscher Generalmajor
- Bock von Wülfingen, Ernst (1840–1899), preußischer Generalmajor
- Bock von Wülfingen, Ferdinand (1883–1956), deutscher Generalleutnant, Erbdrost und Erbkämmerer des Fürstentums Hildesheim
- Bock von Wülfingen, Georg (1822–1905), deutscher Verwaltungsjurist
- Bock von Wülfingen, Georg (1868–1952), deutscher Generalmajor der Reichswehr
- Bock von Wülfingen, Harry (1829–1881), deutscher Maschinenbauingenieur
- Bock von Wülfingen, Karl (1772–1852), hannoverscher Generalleutnant
- Bock von Wülfingen, Otto (1855–1937), preußischer Generalmajor und Mitglied des preußischen Abgeordnetenhauses
- Bock von Wülfingen, Wulbrand Georg von (1580–1651), deutscher Domherr und Erzkämmerer
- Bock von Wülfingen, Wulbrand von († 1583), Erzkämmerer der Stifts Hildesheim

##### Bock,
- Bock, Abraham (1531–1603), kursächsischer Hofbeamter und Rittergutsbesitzer
- Bock, Adam (1832–1912), deutscher Politiker (Zentrum), MdR
- Bock, Adolf (1890–1968), deutscher Marinemaler
- Bock, Alana (* 1969), deutsche Schauspielerin
- Bock, Alexander, deutscher Fußballspieler
- Bock, Alexander (* 1994), namibischer Leichtathlet
- Bock, Alexander von (1829–1895), russischer Bildhauer und Hochschullehrer
- Bock, Alfred (1859–1932), deutscher Fabrikant und Schriftsteller
- Bock, Alina (* 1984), deutsche PopsängerinAlina Bock (* 1984)

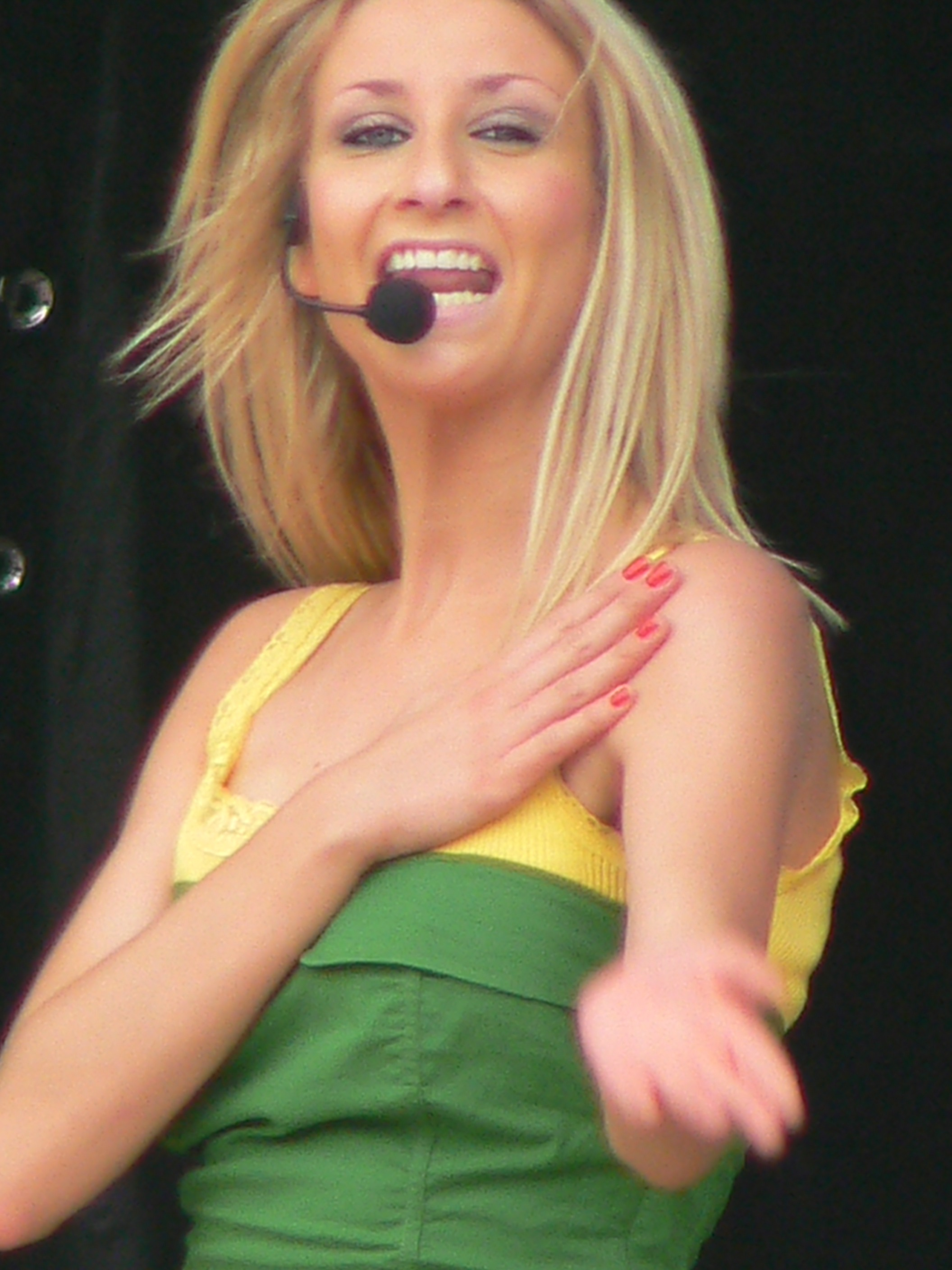
Alina Bock (* 1984)

- Bock, Aline (* 1982), deutsche Freeride-Sportlerin
- Bock, Amalie († 1926), deutsche Kinder-, Genre- und Porträtmalerin
- Bock, Amy (1859–1943), neuseeländische Hochstaplerin und Trickbetrügerin
- Bock, André (* 1973), deutscher Politiker (CDU), MdL
- Bock, Andreas (1629–1668), deutscher Zimmermeister
- Bock, Andreas (* 1968), deutscher Handballspieler und -trainer
- Böck, Angelika (1967–2023), deutsche bildende Künstlerin und Kunsttheoretikerin
- Bock, Anselm (* 1864), deutscher Bauingenieur und Wasserbau-Fachmann
- Bock, Anton (1884–1945), deutscher Verleger
- Bock, Arthur (1875–1957), deutscher Bildhauer
- Bock, Ashley (* 1987), südafrikanischer Eishockeytorwart
- Bock, Audie (* 1946), US-amerikanische Politikerin und Filmwissenschaftlerin
- Böck, August (* 1937), deutscher Biochemiker und Mikrobiologe
- Bock, August Carl (1782–1833), deutscher Anatom
- Bock, Auguste (1857–1917), deutsche Kinder-, Genre- und Porträtmalerin
- Bock, Beate (* 1963), deutsche Autorin
- Bock, Bernhard (* 1980), österreichischer Eishockeytorwart
- Bock, Berthold (* 1967), österreichischer Maler und Filmemacher
- Bock, Brittany (* 1987), US-amerikanische Fußballspielerin
- Bock, Carl († 1931), deutscher Gewerkschafter und Politiker (USPD, SPD), MdL
- Bock, Carl Albert Hermann (1841–1916), deutscher Gutsbesitzer und Politiker, MdR
- Bock, Carl Alfred (1849–1932), norwegischer Naturforscher und Entdecker
- Bock, Carl Ernst (1809–1874), deutscher Anatom
- Bock, Carolina (1792–1872), schwedische Bühnenschauspielerin
- Bock, Christian (1906–1975), deutscher Hörspielautor
- Bock, Christian (* 1958), deutscher Radrennfahrer
- Bock, Christian (* 1965), deutscher Journalist
- Bock, Christian (* 1968), Schweizer Jurist und Bundesangestellter
- Bock, Christian (* 1969), deutscher FlottillenadmiralChristian Bock (* 1969)

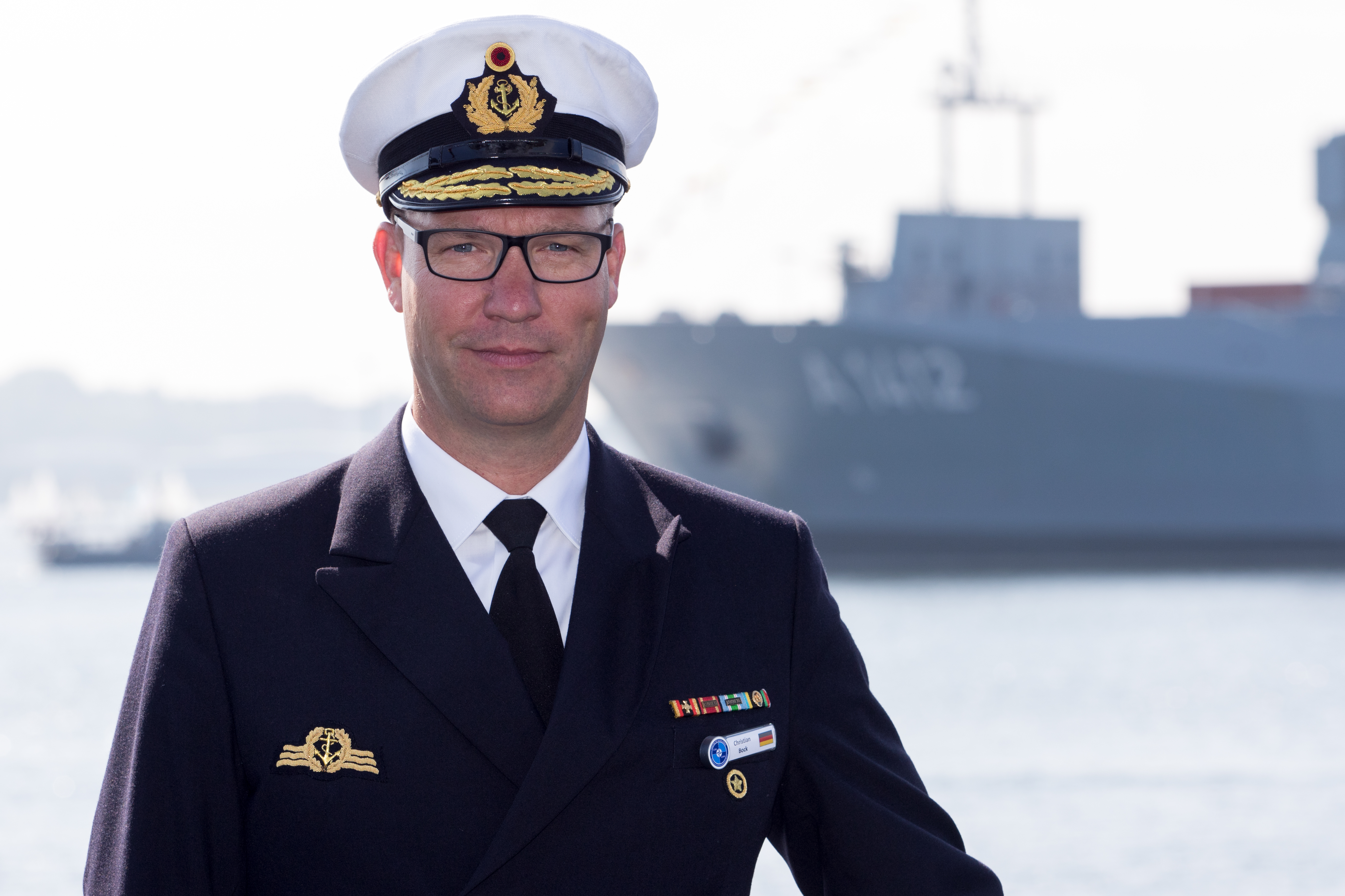
Christian Bock (* 1969)

- Bock, Christian Ehrenfried († 1750), kursächsischer Amtmann
- Bock, Christina (* 1986), deutsche Opernsängerin der Stimmlage Mezzosopran
- Böck, Christoph (* 1966), deutscher Bürgermeister
- Bock, Christoph Wilhelm (1755–1835), deutscher Kupferstecher
- Bock, Claus Victor (1926–2008), deutscher Dichter und Schriftsteller
- Bock, Cornelius Peter (1804–1870), deutscher Archäologe, Kunsthistoriker und Universitätsprofessor
- Bock, Darrell (* 1953), evangelischer Neutestamentler und Autor
- Bock, Dennis (* 1978), deutscher Rechtswissenschaftler, Professor für Strafrecht
- Bock, Dieter (1939–2010), deutscher Unternehmer und Hotelier
- Bock, Dietmar (* 1959), deutscher Diplomat
- Bock, Dominik (* 1995), deutscher Fußballspieler
- Bock, Elfried (1875–1933), deutscher Kunsthistoriker
- Bock, Emil (1895–1959), deutscher Priester, Anthroposoph und SchriftstellerEmil Bock (1895–1959)

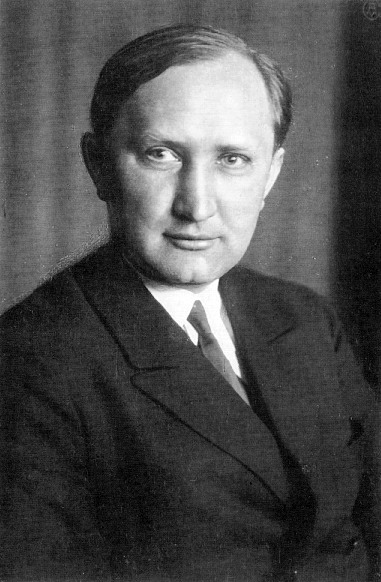
Emil Bock (1895–1959)

- Böck, Emmi (1932–2002), deutsche Autorin und volkskundliche Sagenforscherin
- Bock, Erich (1907–1994), deutscher Sanitätsoffizier
- Bock, Erich (1911–2001), deutscher SS-Hauptsturmführer
- Bock, Ernst (1880–1961), deutscher Lokalhistoriker und Sachbuchautor
- Bock, Erwin (1908–1939), deutscher Widerstandskämpfer gegen den Nationalsozialismus
- Bock, Eugen (1816–1888), deutscher Politiker, preußischer Generalmajor
- Bock, Fedor von (1880–1945), deutscher Generalfeldmarschall, Oberbefehlshaber einer Heeresgruppe im Zweiten WeltkriegFedor von Bock (1880–1945)

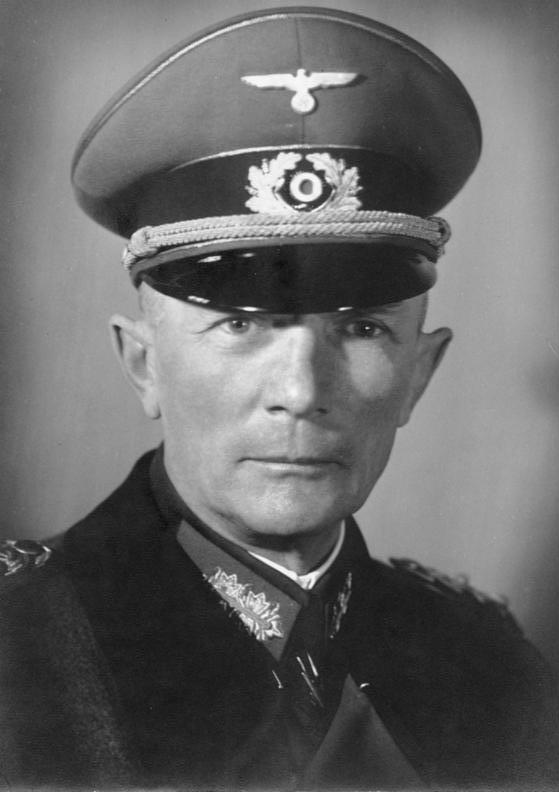
Fedor von Bock (1880–1945)

- Bock, Ferdinand Wilhelm von (1819–1884), preußischer Generalleutnant
- Bock, Fiete (* 2007), deutscher Fußballspieler
- Bock, Florian (* 1982), deutscher römisch-katholischer Theologe
- Bock, Franz (1823–1899), deutscher Kanonikus und Kunsthistoriker
- Bock, Franz (1876–1944), deutscher Kunsthistoriker
- Bock, Franz (1905–1974), deutscher Politiker (NSDAP), MdR und SA-Führer
- Bock, Franz Heinrich (1901–1964), deutscher Verwaltungsbeamter
- Böck, Franz Xaver (1901–1983), deutscher Kommunalpolitiker
- Böck, Franz-Rasso (* 1957), deutscher Historiker und Archivar
- Bock, Frederick C. (1918–2000), amerikanischer Bomberpilot und Forscher
- Bock, Freia De (* 1979), deutsch-belgische Wissenschaftlerin
- Böck, Friedrich (1876–1958), österreichischer Chemiker und Hochschullehrer
- Bock, Friedrich (1886–1964), deutscher Bibliothekar
- Bock, Friedrich (1890–1963), deutscher Historiker
- Bock, Friedrich Samuel (1716–1785), deutscher evangelischer Theologe, Historiker, Bibliothekar und Schriftsteller
- Bock, Friedrich-Wilhelm (1897–1978), deutscher Polizist und SS-Oberführer der Waffen-SS
- Bock, Fritz (1875–1963), deutscher Ingenieur
- Bock, Fritz (1882–1954), deutscher Zeitungsverleger, Lehrer und Journalist
- Bock, Fritz (1911–1993), österreichischer Politiker (VF, ÖVP), Abgeordneter zum Nationalrat
- Bock, Gary (* 1984), südafrikanischer Eishockeytorwart
- Bock, Georg (1894–1970), deutscher Ingenieur und Hochschullehrer
- Bock, Georg von (1818–1876), russischer Vizeadmiral
- Bock, Gerhard (1879–1945), deutscher Sportschütze
- Bock, Gisela (* 1941), deutsche Politikerin (FDP) und Mitglied des Bayerischen Landtags
- Bock, Gisela (* 1942), deutsche Historikerin
- Bock, Günter (1918–2002), deutscher Architekt, Architekturtheoretiker, Stadtplaner und Hochschullehrer
- Bock, Günter (1938–2007), deutscher Politiker (CDU) und Staatssekretär (Berlin), MdA
- Bock, Günther (1898–1970), deutscher Aeronautiker, Hochschullehrer und Direktor der Deutschen Versuchsanstalt für Luftfahrt (1936–1945)
- Bock, Günther (1899–1968), deutscher Diplomat
- Bock, Gustav (1813–1863), deutscher Musikverleger
- Bock, Gustav (1882–1953), deutscher Musikverleger
- Bock, Hans (* 1901), deutscher Funktionshäftling
- Bock, Hans (1903–1991), deutscher Jurist und Richter am Bundesgerichtshof
- Böck, Hans (1914–1991), österreichischer Politiker (SPÖ), Mitglied des Bundesrates
- Bock, Hans (1914–2002), österreichischer Politiker (SPÖ), Landtagsabgeordneter
- Bock, Hans (1928–2008), deutscher Chemiker
- Böck, Hans (* 1951), österreichischer Journalist
- Bock, Hans der Ältere († 1624), Schweizer Maler
- Bock, Hans Erhard (1903–2004), deutscher Internist und Hochschullehrer
- Bock, Hans Georg (* 1948), deutscher Mathematiker
- Bock, Hans Manfred (1940–2022), deutscher Politikwissenschaftler, Komparatist und Hochschullehrer
- Bock, Hans-Georg (1909–1990), deutscher Jurist
- Bock, Hans-Hermann (* 1940), deutscher Statistiker
- Bock, Hans-Joachim (1913–1974), deutscher Hispanist und Bibliothekar
- Bock, Hans-Jürgen (1939–2006), deutscher Jazzpianist
- Bock, Hans-Lothar (* 1952), deutscher Handballspieler
- Bock, Hans-Michael (* 1947), deutscher Filmhistoriker, Filmmacher und Publizist
- Bock, Hans-Peter (* 1957), österreichischer Politiker (SPÖ), Landtagsabgeordneter, Mitglied des Bundesrates
- Bock, Hansl (1893–1973), deutsche Malerin
- Bock, Hartmut (* 1944), deutscher Lehrer, Museologe und Heimatforscher
- Bock, Heinrich (1899–1945), deutscher Politiker (SPD) und Widerstandskämpfer gegen das NS-Regime
- Bock, Heinrich Albrecht († 1825), Glockengießer in Einbeck und Linden bei Hannover
- Bock, Heinrich von (1771–1863), livländischer Jurist, Politiker, Ökonom und Schriftsteller
- Bock, Heinz, deutscher Rugbyspieler
- Bock, Hellmut (1897–1962), deutscher Anglist und Hochschullehrer
- Bock, Hellmut (1907–1997), deutscher Widerstandskämpfer
- Bock, Helmut (1928–2013), deutscher Historiker
- Böck, Helmut (* 1931), deutscher Skisportler
- Bock, Henning (* 1931), deutscher Kunsthistoriker und Museumsdirektor
- Bock, Herbert (* 1948), deutscher Kommunikationspsychologe und Hochschullehrer
- Bock, Hermann (1882–1969), österreichischer Höhlenforscher
- Bock, Hieronymus (1498–1554), deutscher Botaniker, Arzt und lutherischer PredigerHieronymus Bock (1498–1554)

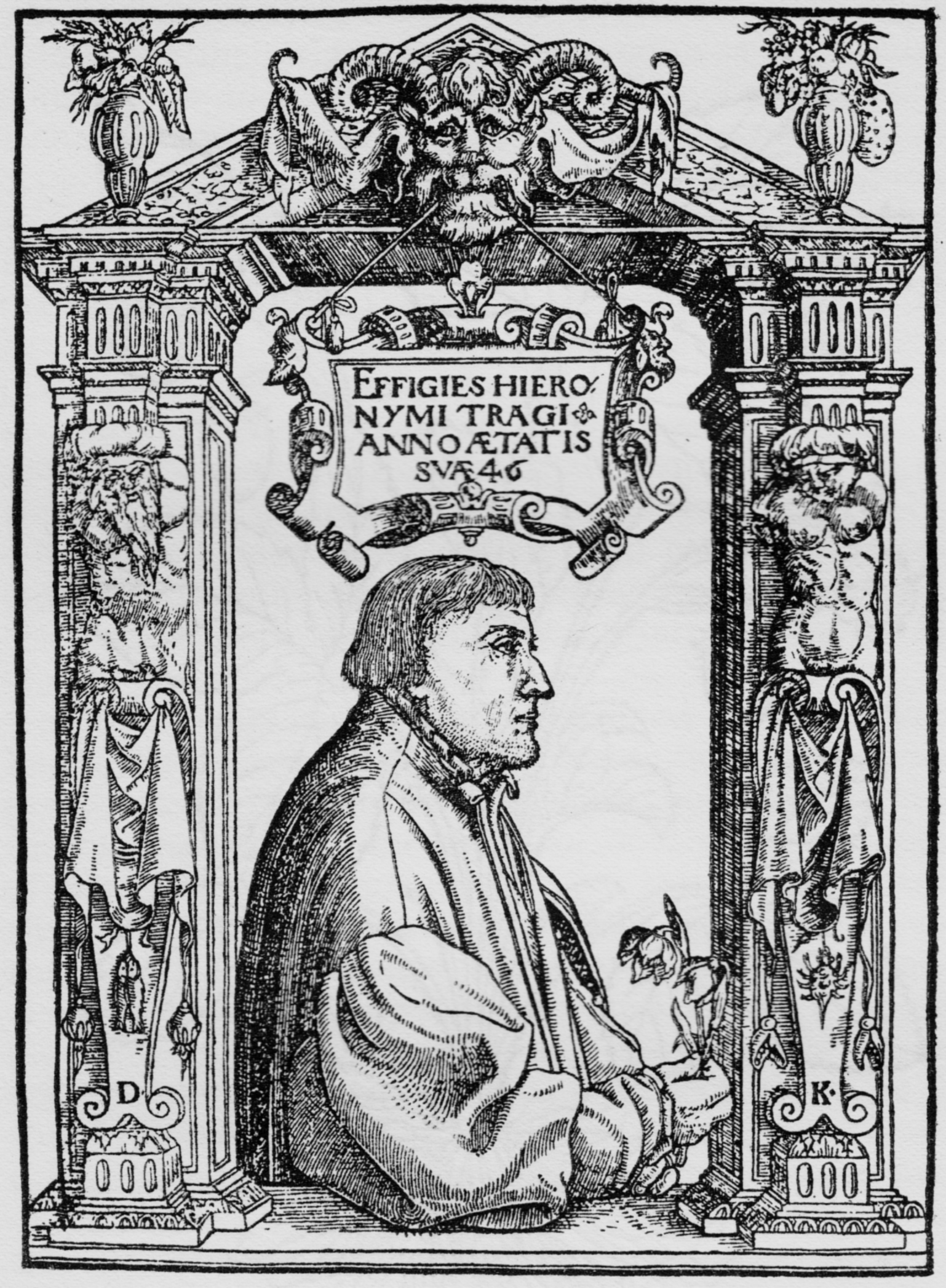
Hieronymus Bock (1498–1554)

- Bock, Hieronymus de († 1744), alt-katholischer Bischof von Haarlem
- Bock, Hilde (1916–2010), deutsche Keramikkünstlerin
- Bock, Hugo (1848–1932), deutscher Musikverleger
- Bock, Ida (1872–1940), deutsche Schriftstellerin
- Bock, Ior (1942–2010), finnischer Fremdenführer, Schauspieler und Mythologe
- Bock, Irmgard (* 1937), deutsche Erziehungswissenschaftlerin
- Bock, Jacob († 1704), Angolaner in Wien
- Bock, Jerry (1928–2010), US-amerikanischer Komponist
- Bock, Johann (1638–1688), schlesischer Gelehrter und Geistlicher
- Bock, Johann Carl (1757–1843), deutscher Kupferstecher
- Bock, Johann Christian (1724–1785), deutscher Schriftsteller
- Bock, Johann Christoph (1752–1830), deutscher Kupferstecher
- Bock, Johann Georg (1698–1762), deutscher Literaturwissenschaftler und Dichter
- Bock, Johann Michael von (1743–1812), preußischer Generalmajor
- Bock, Johannes (1569–1621), niedersorbischer Dichter, Diplomat und Pädagoge
- Bock, John (* 1965), deutscher AktionskünstlerJohn Bock (* 1965)

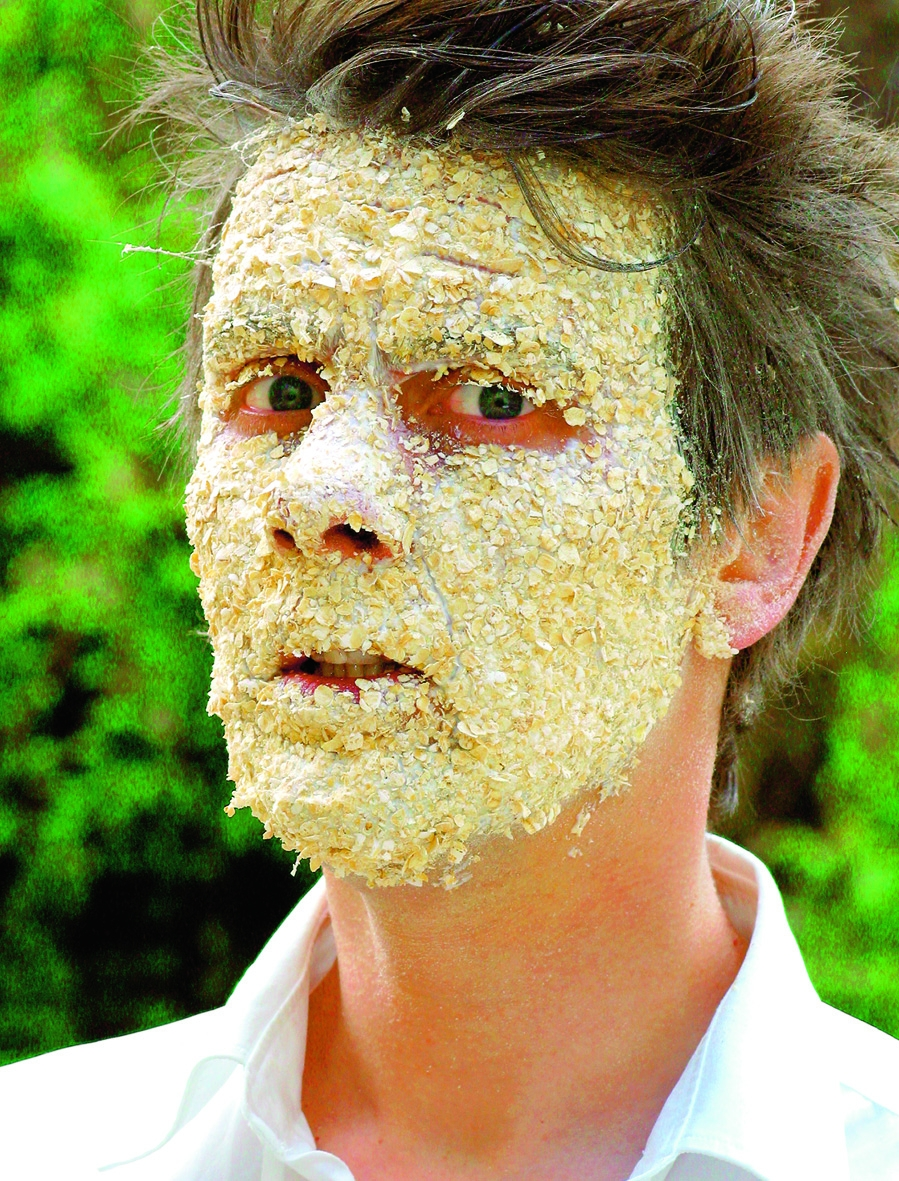
John Bock (* 1965)

- Bock, Josef (1883–1966), österreichischer Bildhauer
- Böck, Josef (1901–1985), österreichischer Ophthalmologe
- Böck, Josef (1913–1999), deutscher Ringer
- Böck, Josef (1940–2019), österreichischer Kirchenmusiker
- Bock, Josepha (* 2000), deutsche Volleyballspielerin
- Bock, Jürgen (1943–2019), deutscher Mathematiker und Biometriker
- Bock, Karl (1873–1940), deutscher Maler und Grafiker
- Bock, Karl (1886–1946), tschechoslowakischer Politiker
- Bock, Karl (1922–2004), deutscher Mediziner auf dem Gebiet der Kinderkardiologie
- Bock, Karl Walter (* 1935), deutscher Pharmakologe und Toxikologe
- Bock, Katharina von (* 1968), deutsche Schauspielerin und Hörspielsprecherin
- Bock, Katinka (* 1976), deutsche Bildhauerin und Installationskünstlerin
- Bock, Klaus (1930–1995), deutscher Bibliothekar
- Bock, Kurt (* 1958), deutscher Manager
- Bock, Lars (* 1955), dänischer Handballspieler
- Bock, Linda (* 2000), deutsche VolleyballspielerinLinda Bock (* 2000)

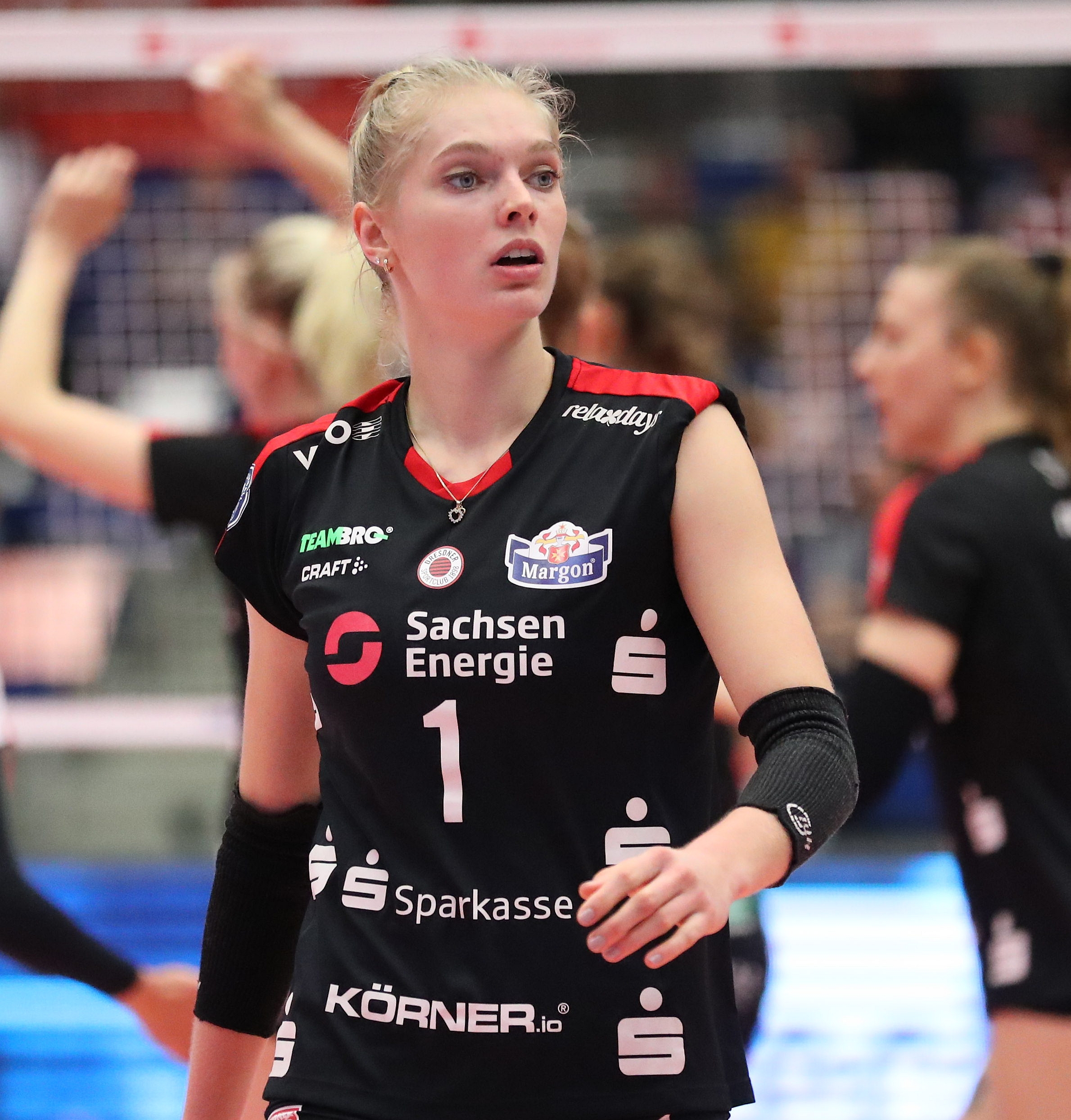
Linda Bock (* 2000)

- Bock, Lorenz (1883–1948), deutscher Jurist und Politiker (Zentrum, CDU), MdL
- Böck, Lucia (* 1998), österreichische Saxophonistin, Komponistin, Filmeditorin und Holzbläserin
- Bock, Ludwig (1886–1971), deutscher Maler und Grafiker
- Böck, Ludwig (1902–1960), deutscher Skisportler
- Bock, Ludwig (* 1942), deutscher Rechtsanwalt
- Bock, Lutricia (* 1999), deutsche Eiskunstläuferin
- Bock, Magnus Johann von (1730–1807), baltisch-deutscher Offizier und Staatsrat in russischen Diensten
- Bock, Manfred (1941–2010), deutscher Leichtathlet und Basketballspieler
- Böck, Maria Goretti (* 1940), deutsche Ordensschwester der Kongregation der Elisabethinen
- Bock, Marie (1864–1957), deutsche Malerin
- Bock, Marie (1881–1959), österreichische Politikerin (SDAP), Landtagsabgeordnete, Mitglied des Bundesrates
- Bock, Markus (* 1979), deutscher Kletterer
- Bock, Max (1878–1945), deutscher General der Infanterie
- Bock, Max (1881–1946), deutscher Politiker (KPD), Arbeitsminister in Württemberg-Baden
- Bock, Max (1885–1949), deutsch-estnischer Politiker, Mitglied des Riigikogu
- Bock, Max (1888–1953), deutscher Politiker (SPD), MdL
- Bock, Mette (* 1957), dänische Journalistin und Politikerin
- Bock, Michael (1950–2021), deutscher Kriminologe, Hochschullehrer
- Bock, Michael (* 1953), deutscher Diplomat
- Bock, Michael (* 1967), deutscher Radrennfahrer
- Bock, Moritz von (1828–1897), preußischer Generalmajor und Kommandant von TorgauMoritz von Bock (1828–1897)

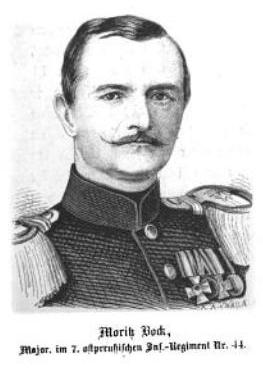
Moritz von Bock (1828–1897)

- Böck, Natalie (* 1967), deutsche Balletttänzerin und Musical-Darstellerin
- Bock, Nathalie (* 1987), deutsche Fußballspielerin
- Bock, Nathalie (* 1988), deutsche Fußballspielerin
- Bock, Nathan, US-amerikanischer Schauspieler
- Bock, Niclas (* 1990), deutscher Triathlonsportler
- Bock, Nils (* 1981), deutscher Historiker
- Bock, Olaf (* 1966), deutscher Fernsehjournalist
- Bock, Olaf (* 1973), deutscher Ringer
- Bock, Oliver (* 1971), deutscher Fußballspieler
- Bock, Oskar (1915–1979), deutscher Arzt, Zahnarzt und Hochschullehrer
- Bock, Otmar Leo (* 1953), deutscher Physiologe, Biophysiker und Hochschullehrer
- Bock, Otto (1856–1926), preußischer Büchsenmacher und Hoflieferant
- Bock, Paul (1890–1968), deutscher Unternehmer und Politiker (CDU), MdB
- Böck, Peter (1950–2023), deutscher Jurist, Richter am Bundesarbeitsgericht
- Bock, Petra (* 1970), deutsche Autorin und Rednerin
- Bock, Philipp (1845–1922), deutscher Theaterschauspieler, Sänger (Tenor), Theaterregisseur sowie -intendant
- Bock, Rainer (* 1954), deutscher SchauspielerRainer Bock (* 1954)

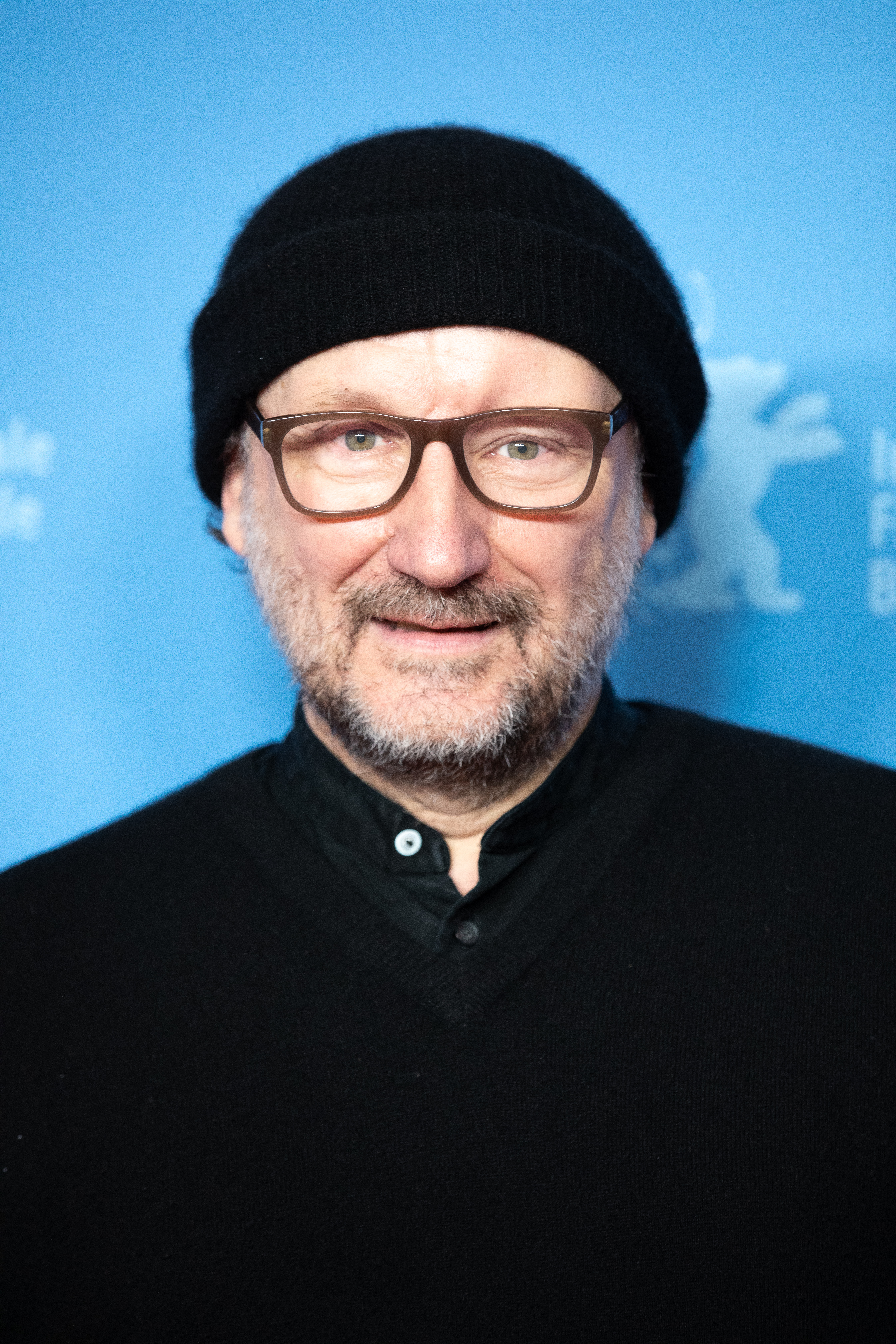
Rainer Bock (* 1954)

- Bock, Ralph (* 1967), deutscher Molekularbiologe
- Bock, Reinhold, deutscher Fußballspieler
- Bock, Richard (1927–1988), US-amerikanischer Jazz-Produzent, Gründer von Pacific Jazz Records
- Bock, Robert Jakob (1896–1943), deutscher Maler
- Bock, Roland (* 1944), deutscher Ringer und Wrestler
- Bock, Rolf (1937–2022), deutscher Fußballspieler und Fußballtrainer
- Bock, Rudolf (1924–2008), deutscher Politiker (SPD), MdL
- Bock, Rudolf (1927–2024), deutscher Physiker
- Böck, Rudolf (* 1962), deutscher Fußballspieler
- Böck, Rupert (1845–1899), österreichischer Maschinenbauer und Hochschullehrer
- Bock, Sabine (* 1954), deutsche Architekturhistorikerin, Denkmalpflegerin und Hochschullehrerin
- Bock, Sibylle (* 1954), deutsche Politikerin (SPD), MdL Brandenburg
- Bock, Siegfried (1926–2019), deutscher Diplomat, Botschafter der DDR in Rumänien
- Bock, Siegfried II. († 1446), Bischof von Cammin
- Bock, Sixten (1884–1946), schwedischer Meereszoologe
- Bock, Stefanie, deutsche Rechtswissenschaftlerin
- Bock, Stefanie (* 1988), deutsche Schauspielerin, Sängerin und MusicaldarstellerinStefanie Bock (* 1988)

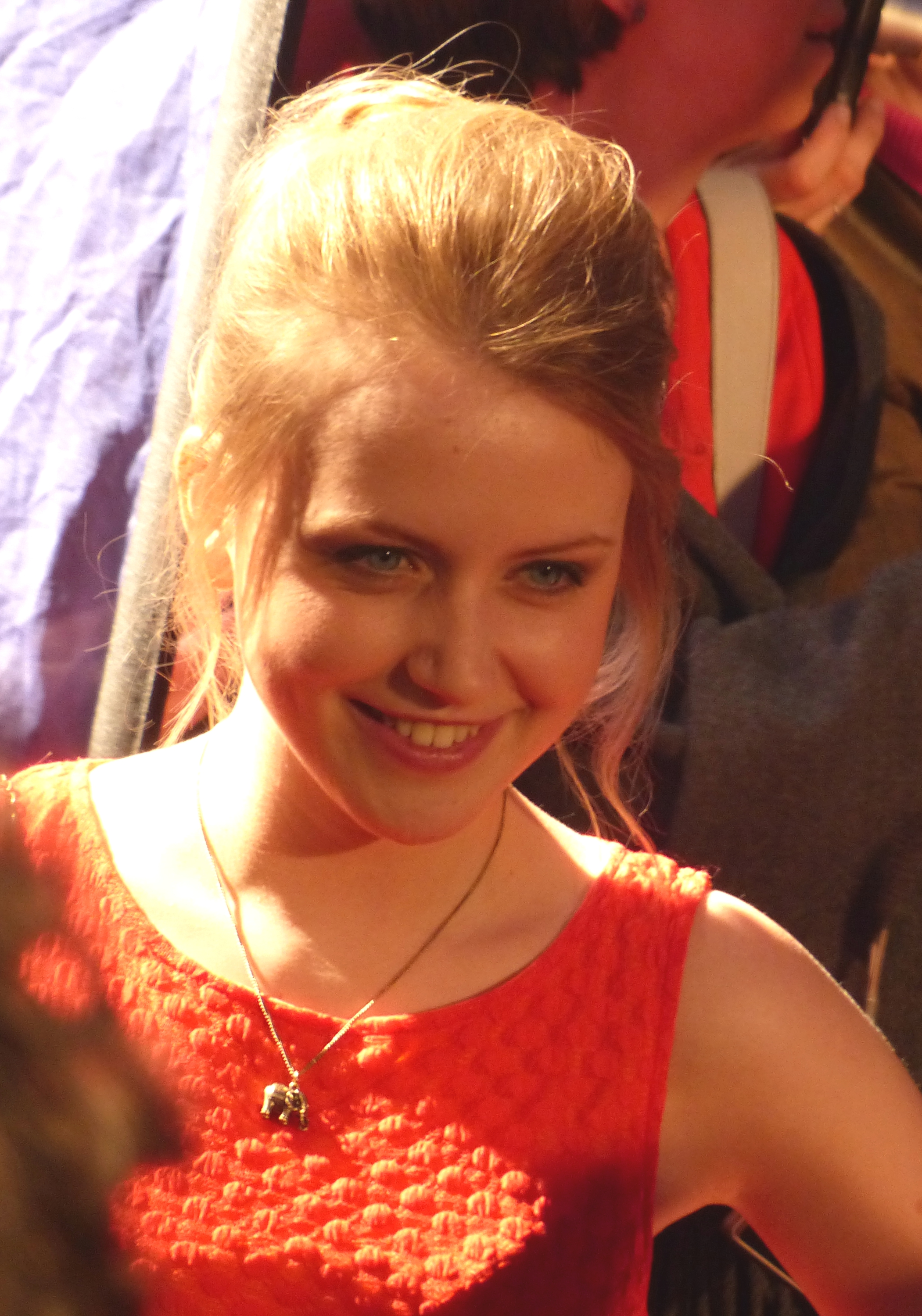
Stefanie Bock (* 1988)

- Bock, Teresa (1927–2012), deutsche Sozialarbeitswissenschaftlerin, Autorin und Verbandsfunktionärin
- Bock, Thea (1938–2025), deutsche Politikerin (GAL, SPD), MdHB, MdB
- Bock, Theodor (1839–1911), deutscher Kaufmann und Politiker, MdHB
- Bock, Theodor Ferdinand (1859–1937), österreichischer Schriftsteller und Journalist
- Bock, Théophile de (1851–1904), niederländischer Landschaftsmaler, Zeichner, Aquarellist, Radierer und Lithograf
- Bock, Thilo (* 1973), deutscher Schriftsteller und Journalist
- Bock, Thomas (* 1954), deutscher Psychologe
- Bock, Thomas (* 1957), deutscher Bauingenieur, Architekt und Hochschullehrer
- Böck, Thomas (* 1965), österreichischer Fußballspieler
- Bock, Timotheus Eberhard von (1787–1836), deutschbaltischer Adliger und Dissident
- Bock, Ulla (* 1950), deutsche Soziologin
- Bock, Ulrich von (* 1939), deutscher Schauspieler
- Bock, Ulrike (1941–2024), deutsche Künstlerin
- Bock, Ute (1942–2018), österreichische Erzieherin
- Bock, Violetta (* 1987), deutsche Politikerin (Die Linke)Violetta Bock (* 1987)

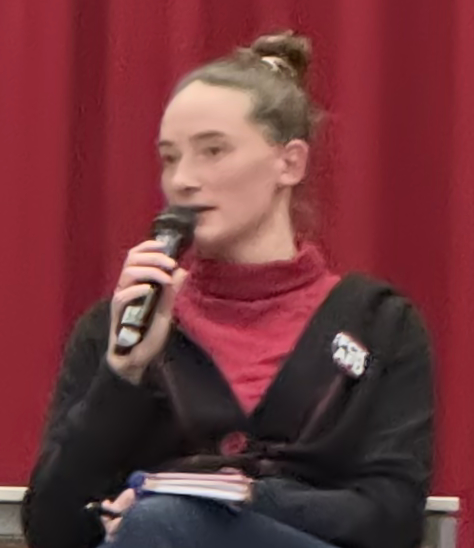
Violetta Bock (* 1987)

- Bock, Walter (1895–1948), deutscher Chemiker
- Bock, Walter J. (1933–2022), US-amerikanischer Evolutionsbiologe und Ornithologe
- Bock, Werner (1893–1962), deutscher Lyriker, Erzähler und Literaturhistoriker
- Bock, Werner (1898–1964), deutscher Gewerkschafter
- Bock, Wilhelm (1846–1931), deutscher Politiker (SDAP), MdR und Gewerkschafter
- Bock, Wilhelm (1872–1924), deutscher Arzt und Politiker
- Bock, Wilhelm (1886–1940), deutscher Widerstandskämpfer
- Bock, Wilhelm (1895–1966), österreichischer Priester und christlichsozialer Politiker
- Bock, Wilhelm († 1972), US-amerikanischer Fossiliensammler und Paläontologe
- Bock, Wilhelm (1903–1945), deutscher Gestapo-Mitarbeiter, SS-Führer und Täter des Holocaust
- Bock, Wilhelm Christian Friedrich (1815–1888), Oberbürgermeister der Stadt Weimar
- Böck, Willibald (1946–2016), deutscher Politiker (CDU), MdV, MdL
- Bock, Woldemar von (1816–1903), deutschbaltischer Jurist, Publizist, Politiker und Komponist
- Bock, Wolfgang (* 1952), deutscher Jurist und Richter
- Böck, Wolfgang (* 1953), österreichischer Schauspieler und TheaterintendantWolfgang Böck (* 1953)

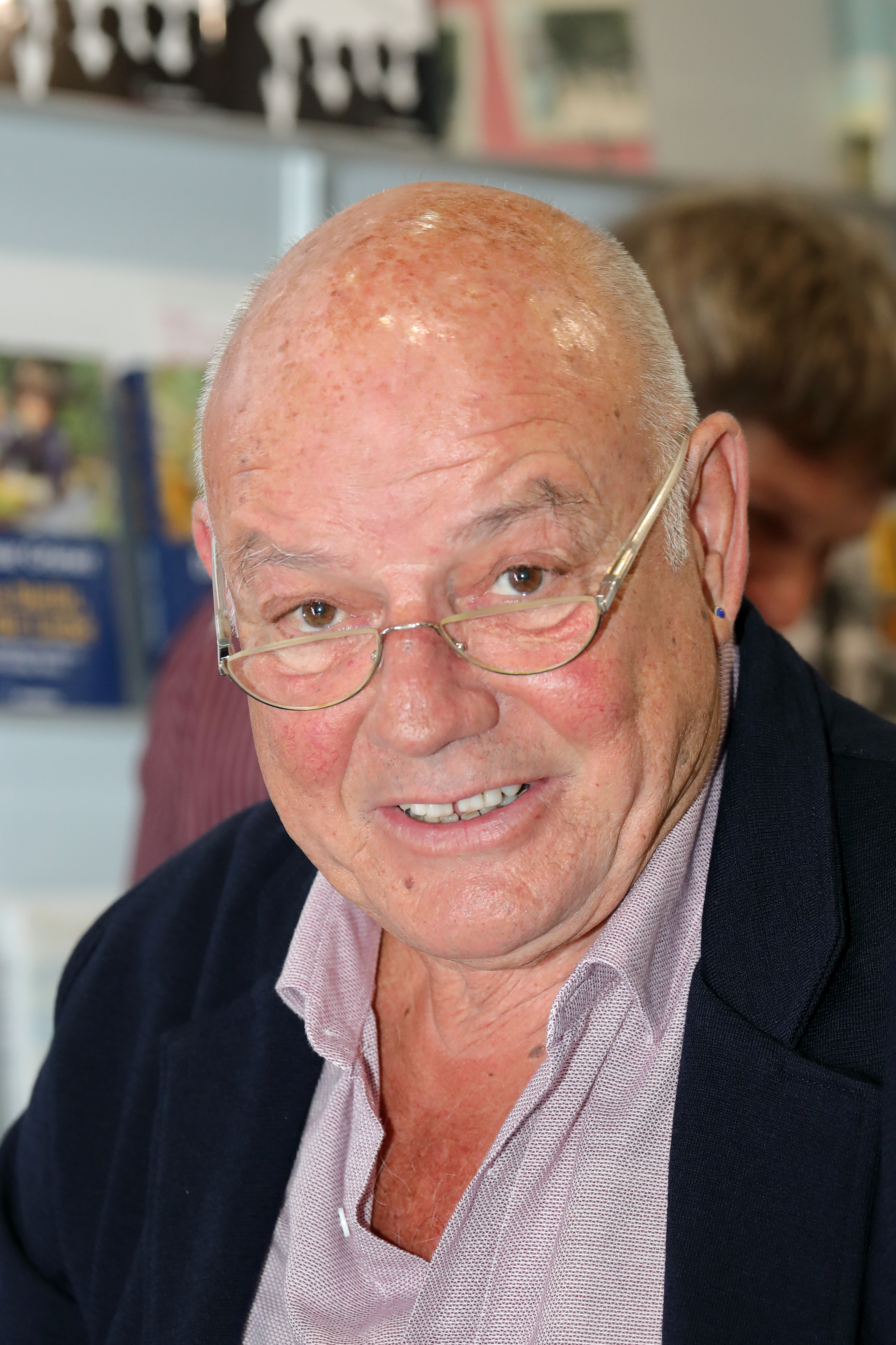
Wolfgang Böck (* 1953)

- Bock, Wolfgang (* 1957), deutscher Kulturwissenschaftler und Hochschullehrer
- Bock, Wolfgang J. (1935–2008), deutscher Neurochirurg, emeritierter Ordinarius der Universität Düsseldorf
- Bock, Wulbrand († 1534), deutscher Domherr

##### Bock-

###### Bock-G
- Böck-Greissau, Josef C. (1893–1953), österreichischer Industrieller und Politiker (ÖVP), Abgeordneter zum Nationalrat und Handelsminister (1952–1953)

###### Bock-S
- Bock-Stieber, Gernot (1892–1943), österreichischer Regisseur, Drehbuchautor und Dokumentarfilmer

##### Bocka
- Bocka, Anne (* 1993), deutsche Handballspielerin
- Bockamp, Christoph (* 1954), deutscher Arzt und römisch-katholischer Priester
- Böckamp, Jens (* 1986), deutscher Jazzmusiker (Saxophone, Klarinette, Komposition)
- Bockamp, Karl (1891–1965), deutscher Rechtsanwalt und Oberleutnant
- Bockarie, Sam (1964–2003), sierra-leonischer General der Rebellengruppe Revolutionary United Front

##### Bocke
- Bockee, Abraham (1784–1865), US-amerikanischer Jurist und Politiker
- Bockel, Alit, Mutter von Jan van Leiden
- Böckel, Dagobert (1816–1883), deutscher Philologe, Lehrer, Redakteur und Politiker
- Bockel, Dirk (* 1976), luxemburgischer Triathlet
- Böckel, Elisabeth, deutsche Eiskunstläuferin
- Böckel, Ernst (1909–1940), deutscher Widerstandskämpfer gegen den Nationalsozialismus und Opfer der NS-Euthanasie
- Böckel, Ernst Gottfried Adolf (1783–1854), deutscher Theologe, Geistlicher und Hochschullehrer
- Bockel, Franz (1798–1879), deutscher Autor
- Bockel, Herbert (* 1940), deutscher Germanist, Rumänist, Literaturhistoriker und Hochschullehrer
- Böckel, Holger (* 1966), deutscher evangelischer Theologe und Professor
- Bockel, Jean-Marie (* 1950), französischer Politiker (La Gauche moderne), Mitglied der Nationalversammlung
- Böckel, Johann Gotthard (1645–1702), deutscher Rechtswissenschaftler
- Böckel, Martin von (1610–1688), deutscher Rechtsgelehrter und Politiker
- Böckel, Otto (1859–1923), deutscher Bibliothekar, Volksliedforscher und PolitikerOtto Böckel (1859–1923)

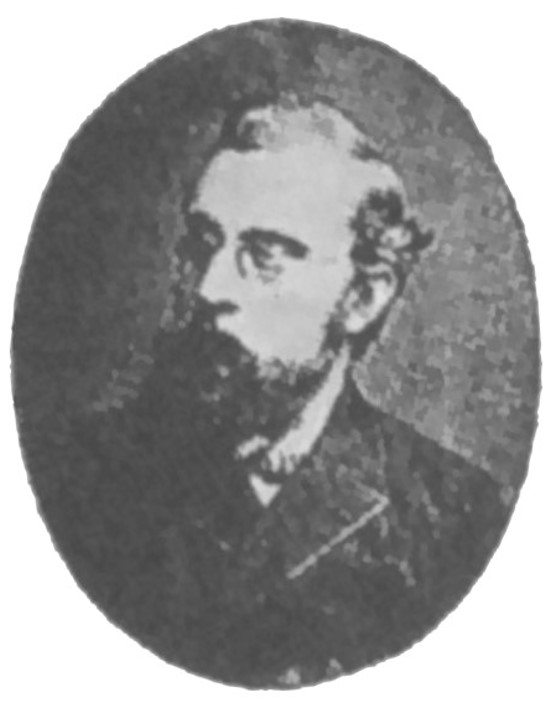
Otto Böckel (1859–1923)

- Böckel-Grosch, Marie (1900–1988), deutsche Rechtsanwältin und Kommunalpolitikerin
- Bockelberg, Ernst Friedrich von (1727–1796), preußischer Generalmajor und zuletzt Assessor des 5. Departements des Oberkriegskollegiums sowie Generalintendant der Armee
- Bockelberg, Heinrich Friedrich Philipp von (1802–1857), preußischer Diplomat
- Bockelberg, Helmut von (1911–1996), deutscher Offizier, Steuerberater und Politiker (CDU), MdB
- Bockelberg-Vollard, Friedrich von (1851–1919), preußischer Verwaltungsbeamter und Landrat
- Böckeler, Hans-Jörg (1944–2018), deutscher Komponist
- Böckeler, Heinrich (1836–1899), deutscher römisch-katholischer Priester und Kirchenmusikdirektor
- Böckeler, Johann Otto (1803–1899), deutscher Apotheker, Botaniker und Mineraloge
- Böckeler, Maura (1890–1971), deutsche Benediktinerin und Hildegardisforscherin
- Bockelie, Rick (1902–1966), norwegischer Segler
- Bockelkamp, Marianne (1925–2011), deutsche Germanistin, Editionswissenschaftlerin und Papierhistorikerin
- Bockelmann, Andrej (* 1941), deutscher Journalist und Dokumentarfilmer
- Bockelmann, Christian (1579–1661), deutscher evangelischer Theologe
- Bockelmann, Erwin (1903–1971), deutscher Maschinenbau-Ingenieur und Manager in der Mineralölwirtschaft
- Bockelmann, Eske (* 1957), deutscher Lehrer und Autor
- Bockelmann, Ferdinand von (1831–1891), preußischer Generalmajor und Kommandeur der 20. Infanterie-Brigade
- Böckelmann, Frank (* 1941), deutscher Schriftsteller und Soziologe
- Böckelmann, Gottfried Andreas (1802–1870), Fabrikant und Rittergutsbesitzer
- Bockelmann, Gottfried von (1789–1860), preußischer Generalleutnant
- Bockelmann, Günther (1945–2009), deutscher Sänger von Seemannsliedern sowie Chorleiter
- Bockelmann, Heinrich (1870–1945), deutscher Bankier und Diplomat
- Bockelmann, Johann Hinrich (1804–1868), Hamburger Fabrikant und Abgeordneter
- Böckelmann, Johannes Friedrich (1633–1681), deutscher Rechtsgelehrter
- Bockelmann, Manfred (* 1943), österreichischer Maler und Fotograf
- Bockelmann, Paul (1908–1987), deutscher Rechtswissenschaftler und Hochschullehrer
- Böckelmann, Petra (* 1945), deutsche Politikerin (CDU), MdL
- Bockelmann, Petrus (1505–1576), deutscher lutherischer Theologe
- Bockelmann, Rudolf (1892–1958), deutscher Opernsänger (Bariton) und Gesangspädagoge
- Bockelmann, Stefan (* 1976), deutscher Schauspieler und ModeratorStefan Bockelmann (* 1976)

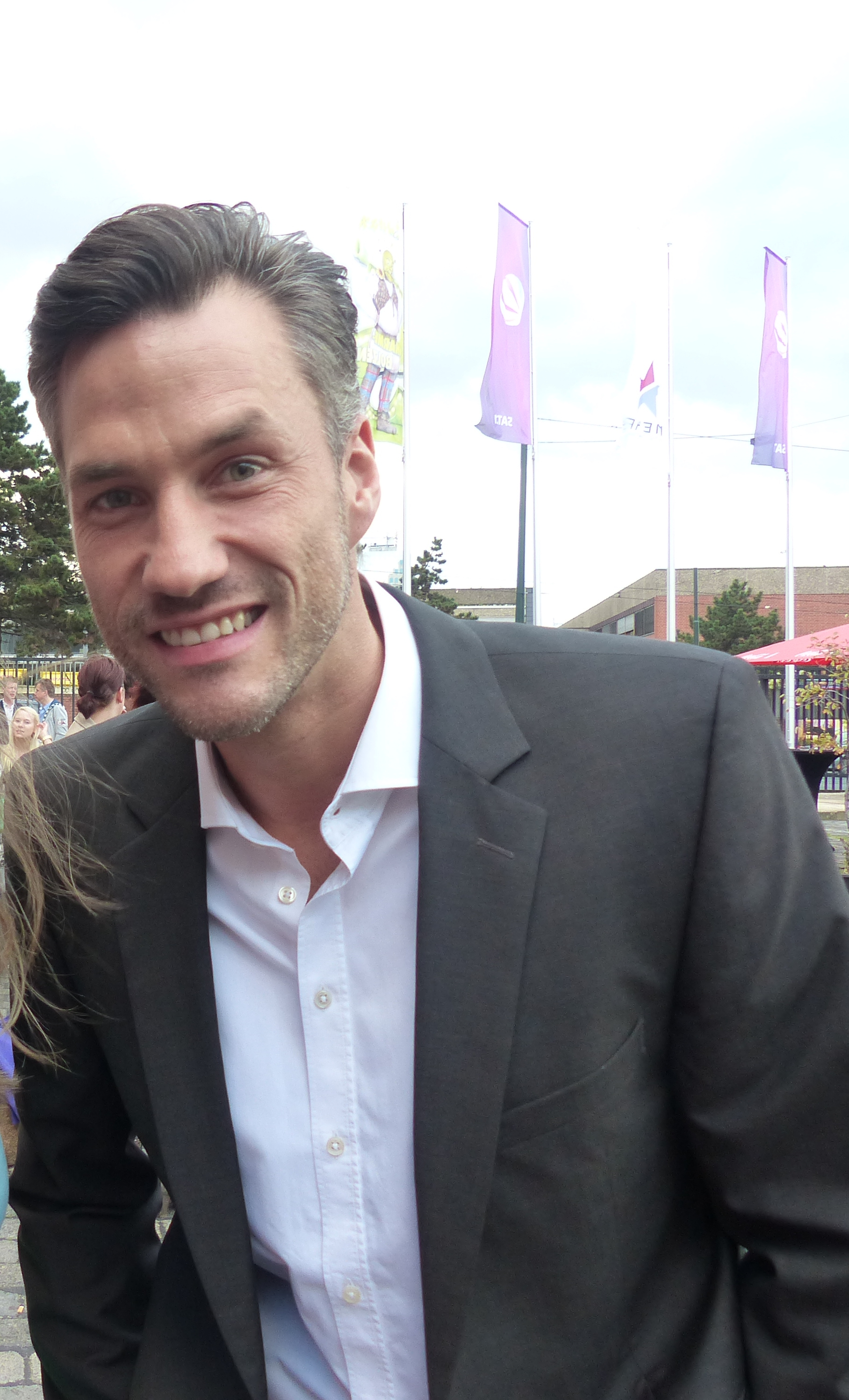
Stefan Bockelmann (* 1976)

- Bockelmann, Thomas (* 1955), deutscher Schauspieler, Regisseur und Intendant
- Bockelmann, Werner (1907–1968), deutscher Jurist und Politiker
- Böckelühr, Heinrich (* 1961), deutscher Politiker (CDU)
- Böckem, Jörg (* 1966), deutscher Journalist und Autor
- Bockemühl, Alfred (1896–1992), deutscher Ingenieur und Verkehrswissenschaftler
- Bockemühl, Erich (1885–1968), deutscher Lehrer, Dichter und Organist
- Bockemühl, Jan (* 1966), deutscher Strafverteidiger und Rechtswissenschaftler
- Bockemühl, Justus (1930–1983), deutscher Jurist, Heimatforscher und Autor zur Frühgeschichte des Herzogtums Berg
- Bockemühl, Michael (1943–2009), deutscher Kunstwissenschaftler
- Bockemühl, Peter (1896–1953), evangelisch-reformierter Theologe
- Bockemühl, Sabina (* 1966), deutsche zeitgenössische Künstlerin und Malerin
- Bockemüller, Julius (1895–1943), deutscher Arzt und NS-Opfer
- Bockenauer, Bodo (* 1940), deutscher Eiskunstläufer
- Bockenauer, Erich (1904–1985), deutscher Turner
- Bockendahl, Adolf Wilhelm (1855–1928), deutscher Mediziner
- Bockendahl, Johannes (1826–1902), deutscher Arzt und Hochschullehrer
- Bockenfeld, Manfred (* 1960), deutscher Fußballspieler
- Böckenförde, Ernst-Wolfgang (1930–2019), deutscher Rechtsphilosoph und Richter des BundesverfassungsgerichtsErnst-Wolfgang Böckenförde (1930–2019)

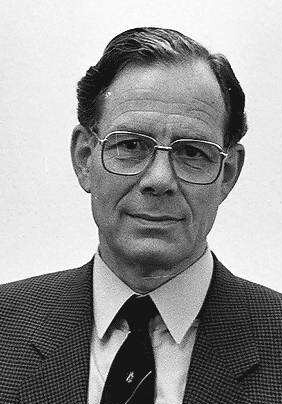
Ernst-Wolfgang Böckenförde (1930–2019)

- Böckenförde, Heinrich von († 1437), Landmeister des deutschen Ordens in Livland
- Böckenförde, Johann von († 1545), Landdrost des Herzogtums Westfalen
- Böckenförde, Werner (1928–2003), deutscher Theologe, Jurist und Domkapitular
- Böckenhauer, Arthur (1899–1953), deutscher Politiker (NSDAP), MdR und SA-Führer
- Bockenheim, Johannes, Hofkoch von Papst Martin V.
- Bockenheimer, Jakob Hermann (1837–1908), deutscher Arzt und Chirurg
- Bockenheimer, Karl Georg (1836–1914), großherzoglich hessischer Landgerichtsdirektor, Landtagsabgeordneter
- Bockenheimer, Philipp (1875–1933), Geheimer Sanitätsrat, Hochschullehrer für Chirurgie, Reiseschriftsteller
- Böckenhoff, Ewald (1929–2005), deutscher Agrarmarktökonom und Berater der Europäischen Kommission
- Böckenhoff, Ignaz (1911–1994), deutscher Fotograf
- Böckenhoff, Josef (1900–1968), deutscher Agrarwissenschaftler
- Böckenhoff, Karl (1870–1917), deutscher römisch-katholischer Geistlicher, Kirchenrechtler und Moraltheologe
- Böckenholt, Ingo (* 1956), deutscher Wirtschaftswissenschaftler und Präsident sowie Geschäftsführer der International School of Management (ISM)
- Bockenkamp, Walter (1907–1994), deutscher Politiker (NSDAP, DP, CDU), MdL
- Bockenrod, Johannes, deutscher Poet und Theologe
- Böcker, Alfons (1926–1985), deutscher Diplomat und Botschafter
- Böcker, Annelies (* 1939), deutsche Politikerin (CDU), MdL
- Böcker, Conrad (1870–1936), deutscher Turner
- Böcker, Dirk (* 1945), deutscher Generalleutnant der Luftwaffe
- Böcker, Ewald (1844–1901), deutscher Pädagoge und Schriftsteller
- Böcker, Felix (1931–2022), deutscher Psychiater
- Böcker, Friedrich Wilhelm (1818–1861), deutscher Rechtsmediziner
- Bocker, Hans J. (1939–2020), deutscher Maschinenbauingenieur und WirtschaftsingenieurHans J. Bocker (1939–2020)

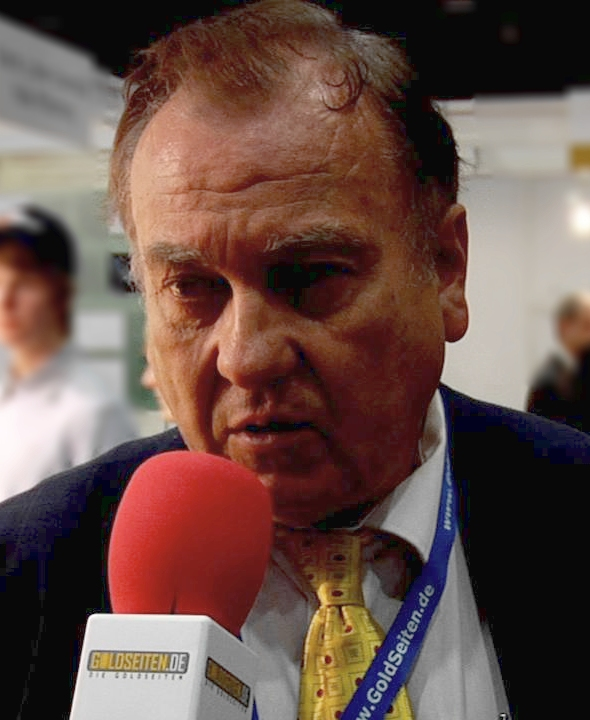
Hans J. Bocker (1939–2020)

- Böcker, Hans Werner (1916–1993), deutscher Jugendbuchautor und Verleger
- Böcker, Heidelore (1943–2019), deutsche Mittelalterhistorikerin
- Böcker, Hermann (* 1882), deutscher Politiker (DNVP)
- Böcker, Hermann (1890–1978), deutscher Maler
- Böcker, Jens (* 1965), deutscher Wirtschaftswissenschaftler (Marketing) und Hochschullehrer
- Böcker, Louis (1893–1950), deutscher Politiker (SPD), MdL
- Böcker, Manfred (1940–2023), deutscher Politiker (SPD), MdL
- Böcker, Martin (* 1958), deutscher Organist
- Böcker, Max (1883–1945), deutscher Lehrer und Volkskundler
- Böcker, Ralf (* 1962), deutscher Jazz-Saxofonist und -Klarinettist, Komponist und Arrangeur
- Böcker, Thomas (* 1977), deutscher Produzent und künstlerischer Leiter
- Böcker, Walfried, deutscher Bassist, Produzent und Komponist
- Böcker, Wolfgang (* 1967), deutscher Unfallchirurg und Hochschullehrer
- Böcker-Giannini, Nicola (* 1975), deutsche Politikerin (SPD), MdANicola Böcker-Giannini (* 1975)

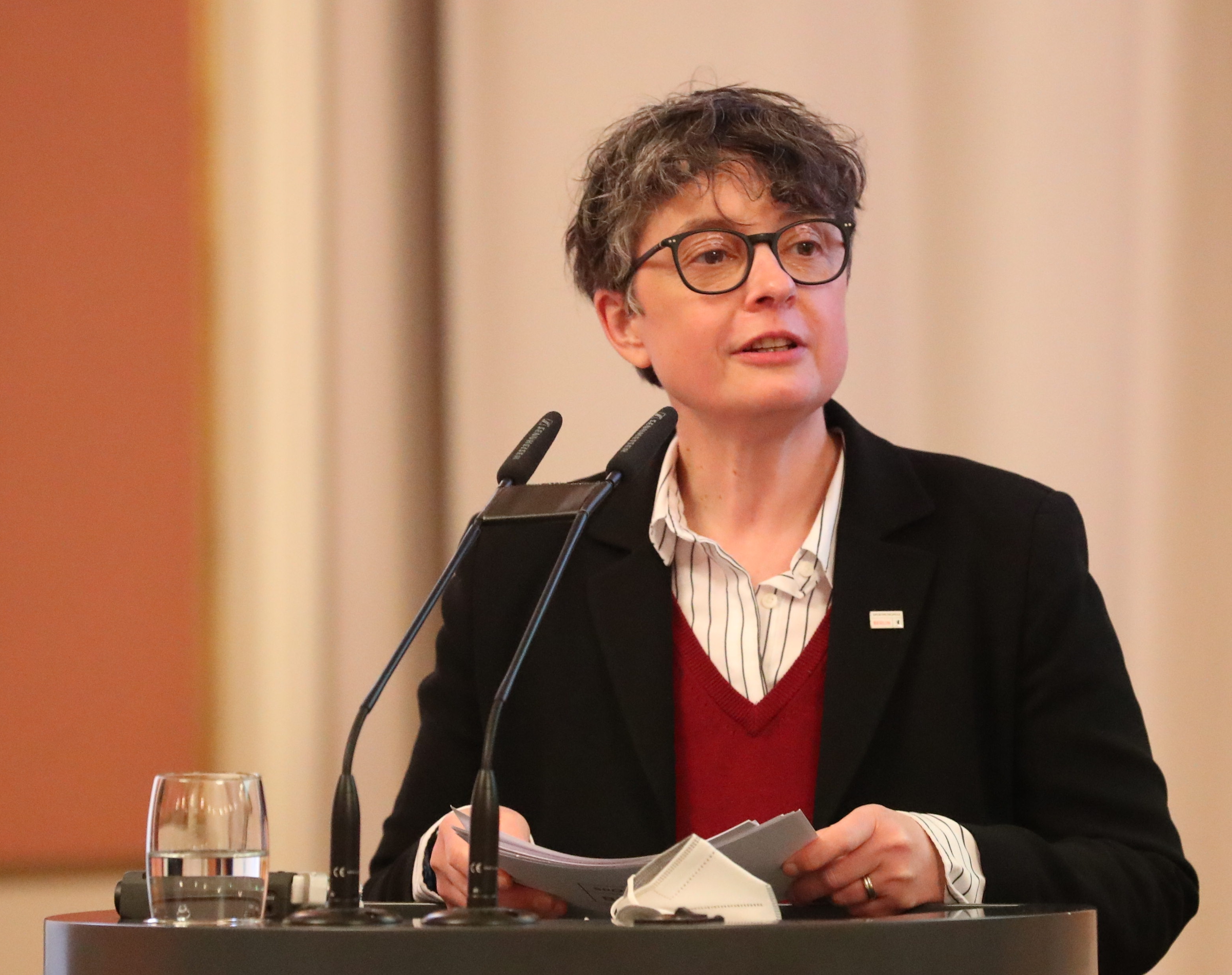
Nicola Böcker-Giannini (* 1975)

- Böckermann, Dirk (* 1984), deutscher Volleyball- und Beachvolleyballspieler
- Bockermann, Ewald (* 1928), deutscher Fußballspieler
- Bockermann, Gustav (1894–1973), deutscher NSDAP-Funktionär, Kreisleiter in Gladbeck
- Böckermann, Markus (* 1986), deutscher Volleyball- und Beachvolleyballspieler
- Böckermann, Tobias (* 1973), deutscher Journalist und Sachbuchautor
- Böckers, Tobias (* 1964), deutscher Anatom

##### Bockh
- Böckh, Franz Heinrich (1787–1831), österreichischer Schriftsteller
- Böckh, Hugó (1874–1931), ungarischer Geologe
- Böckh, Johann (1840–1909), ungarischer Geologe, Paläontologe
- Böckh, Margareta (* 1952), deutsche Politikerin (CSU)
- Bockhacker, Werner (1893–1959), deutscher Mediziner
- Bockhahn, Steffen (* 1978), deutscher Politiker (parteilos, Die Linke), MdB
- Bockholdt, Frank (* 1975), deutscher Jurist, Richter am Bundessozialgericht
- Bockholdt, Rudolf (1930–2007), deutscher Musikwissenschaftler
- Bockholt, Franz Peter (* 1944), deutscher Springreiter und Richter im Reitsport
- Bockholt, Fred-Werner (* 1943), deutscher Fußballtorhüter
- Bockholt, Heinrich III. (1463–1535), Bischof von Lübeck
- Bockholt, Johannes, deutscher Jazzschlagzeuger
- Bockholt, Johannes (1892–1972), deutscher Politiker der CDU
- Bockholt, Ludwig (1885–1918), deutscher Luftschiffkommandeur, Kapitänleutnant der Kaiserlichen Marine
- Bockhop, Cord (* 1967), deutscher Politiker (CDU)
- Bockhorn, Dieter (1938–1983), deutscher Nachtklubbetreiber und Kneipier im Hamburger Rotlichtmilieu
- Bockhorn, Fritz (1871–1942), Schweizer Politiker und Unternehmer
- Bockhorn, Herbert (* 1995), deutsch-ugandischer Fußballspieler
- Bockhorn, Olaf (1942–2023), österreichischer Volkskundler
- Bockhorni, Felix (1801–1878), deutscher Landschaftsmaler, königlich-bayerischer Hofmaler
- Bockhorni, Joseph Peter (1832–1905), deutscher Glasmaler
- Bockhorst, Anna (* 1998), deutsche Fußballtorhüterin
- Bockhorst, Helene (* 1987), deutsche Kabarettistin, Poetry Slammerin und AutorinHelene Bockhorst (* 1987)

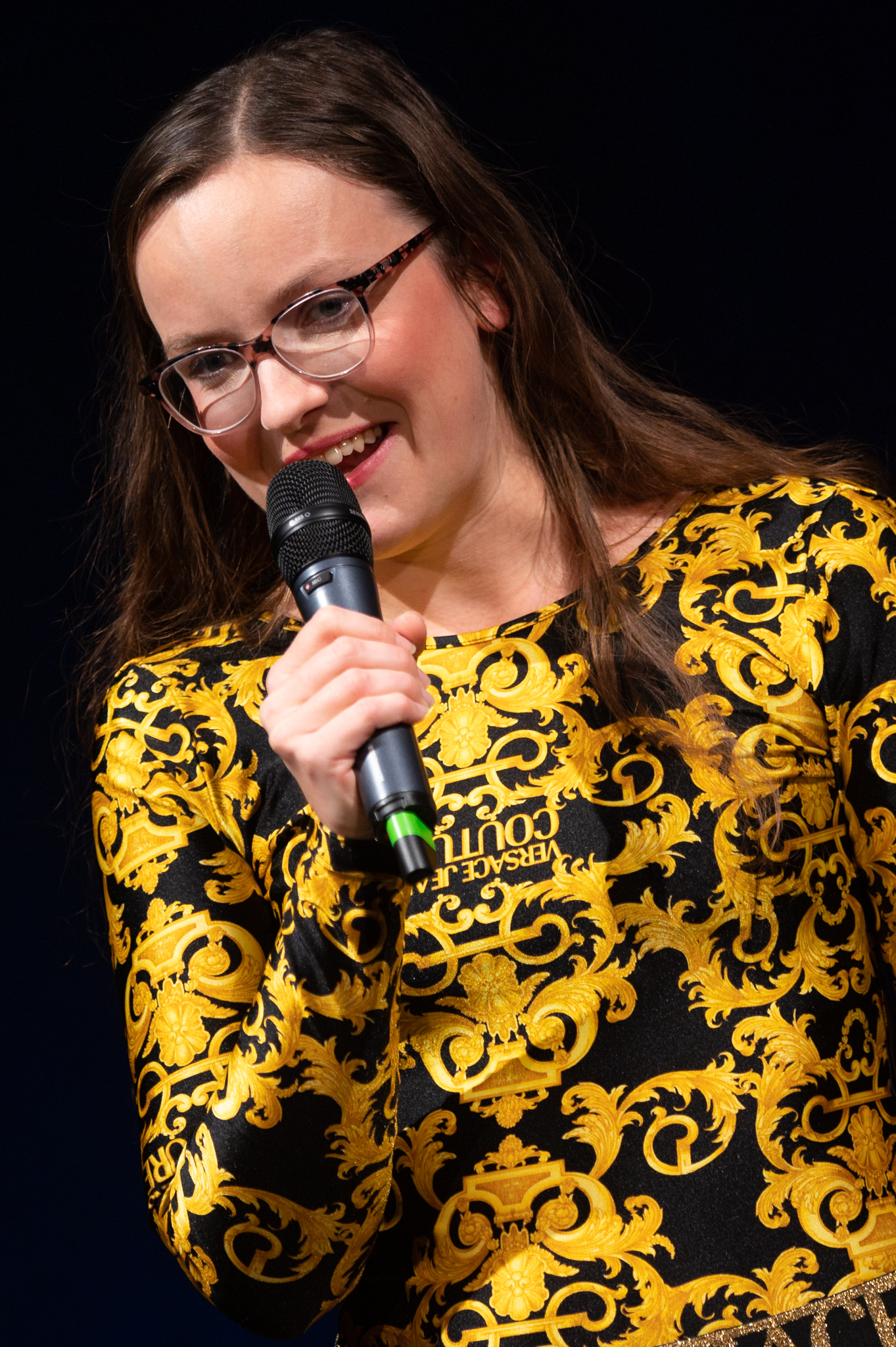
Helene Bockhorst (* 1987)

- Bockhorst, Johann (1604–1668), deutscher Maler

##### Bocki
- Böcking, Adolf (1754–1800), deutscher Großkaufmann, Unternehmer und Bankier
- Böcking, Adolph (1782–1861), deutschamerikanischer Landschaftsmaler
- Böcking, Adolph (1799–1866), Politiker und Weingutsbesitzer
- Böcking, Bernhard (1781–1824), deutscher Kaufmann und preußischer Landrat des Kreises Monschau
- Böcking, Daniel (* 1977), deutscher Journalist und Autor
- Böcking, Eduard (1802–1870), deutscher Jurist und Historiker
- Böcking, Eduard Sigismund (1842–1916), deutscher Ingenieur und Unternehmer
- Böcking, Hans-Joachim (* 1956), deutscher Wirtschaftswissenschaftler
- Böcking, Heinrich (1785–1862), deutscher Bergrat und Bürgermeister in Saarbrücken
- Böcking, Kai (* 1964), deutscher Hörfunk- und Fernsehmoderator
- Böcking, Karl (1815–1895), deutscher Unternehmer
- Böcking, Rudolf (1843–1918), deutscher Unternehmer in der Eisenindustrie
- Böcking, Timo (* 1987), deutscher Musiker und Professor für Popularmusik
- Böcking, Werner (1929–2021), deutscher Schriftsteller
- Bockisch, Andreas (* 1950), deutscher Nuklearmediziner, Physiker und Hochschullehrer
- Bockisch, Gabriele (1936–2012), deutsche Althistorikerin
- Bockisch, Karl (1874–1952), deutscher Musikwerkinstrumentenbauer
- Bockisch, Klaus (1938–2018), deutscher Fußballspieler und Fußballtrainer
- Bockius, Fritz (1882–1945), deutscher Jurist und Politiker (Zentrum), MdR, Anwalt und NS-Opfer
- Bockius, Peter (* 1941), deutscher Jazzbassist
- Bockius, Ronald (* 1959), deutscher Prähistoriker

##### Bockk
- Bockkom, Hans (1907–1981), niederländischer Radrennfahrer

##### Bockl
- Böckl, Manfred (* 1948), deutscher Schriftsteller
- Böckl, Willy (1893–1975), österreichischer Eiskunstläufer
- Bocklage, Albert (1938–2023), deutscher Maler und Bildhauer
- Bocklant, Willy (1941–1985), belgischer Radsportler
- Böckle, Benjamin (* 2002), österreichischer FußballspielerBenjamin Böckle (* 2002)

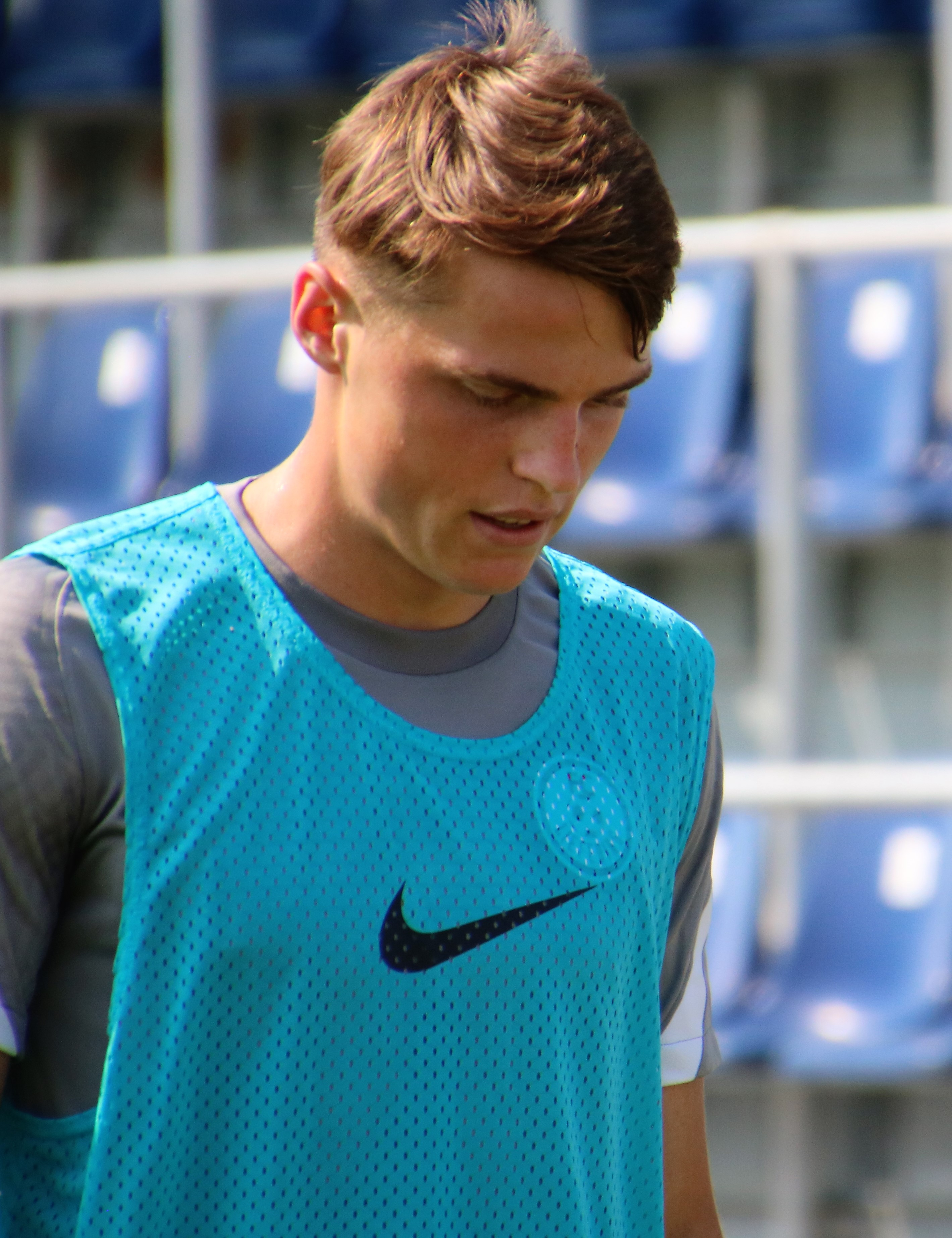
Benjamin Böckle (* 2002)

- Böckle, Franz (1921–1991), Schweizer Moraltheologe
- Böckle, Gebhard (* 1964), deutscher Mathematiker
- Böckle, Timo (* 1977), deutscher Fernsehkoch
- Böckler, Annette M. (* 1966), deutsche Bibliothekarin und Dozentin für Bibel und jüdische Liturgie
- Bockler, Erich (1899–1969), deutscher Jurist und Politiker
- Böckler, Georg Andreas († 1687), deutscher Architekt, Erfinder und Autor
- Böckler, Hans (1875–1951), deutscher Politiker (SPD), MdR, MdL und GewerkschaftsfunktionärHans Böckler (1875–1951)

Hans Böckler (1875–1951)

- Bockler, Ingo (1964–2023), deutscher Koch und Autor
- Böckler, Michael (* 1949), deutscher Schriftsteller
- Böckler, Otto (1867–1932), deutscher Schriftsteller und Politiker, MdR
- Böckler, Thorsten (* 1977), deutscher Feldhockeyspieler
- Böckler-Raettig, Anne, deutsche Psychologin
- Bocklet, Carl Maria von (1801–1881), österreichischer Pianist, Geiger, Komponist und Musikpädagoge
- Bocklet, Marcus (* 1964), deutscher Politiker (Bündnis 90/Die Grünen), MdL
- Bocklet, Paul (1928–2009), deutscher römisch-katholischer Geistlicher
- Bocklet, Reinhold (* 1943), deutscher Politiker (CSU), MdL, MdEP
- Bocklet-Freiheim, Betty von (1837–1901), österreichische Schauspielerin und Schauspiellehrerin
- Böckli, Carl (1889–1970), Schweizer Autor, Karikaturist und Journalist
- Böckli, Claudio (* 1984), Schweizer Biathlet
- Böckli, Franz (1858–1937), Schweizer Sportschütze
- Böckli, Peter (* 1936), Schweizer Rechtswissenschaftler und Autor
- Böcklin von Böcklinsau, Franz Friedrich Siegmund August (1745–1813), deutscher Naturforscher, Autor, Musikschriftsteller und Komponist
- Böcklin von Böcklinsau, Friedrich (1767–1829), badischer Generalmajor
- Böcklin von Böcklinsau, Ludwig (1838–1922), preußischer General der Infanterie
- Böcklin von Böcklinsau, Wilhelm († 1585), Hofmarschall sowie Dompropst zu Magdeburg
- Böcklin, Arnold (1827–1901), Schweizer Maler, Zeichner, Graphiker und BildhauerArnold Böcklin (1827–1901)

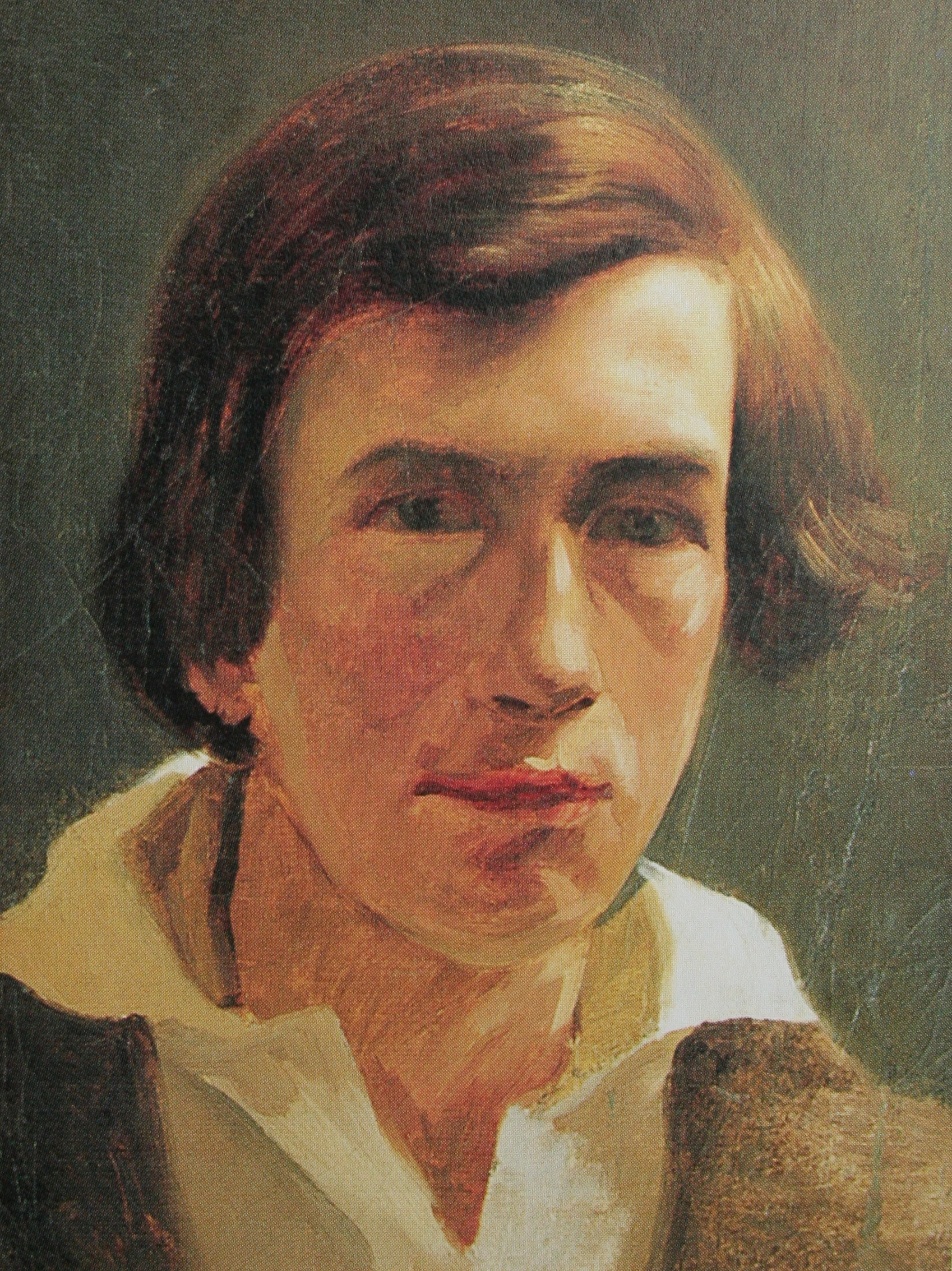
Arnold Böcklin (1827–1901)

- Böcklin, Carlo (1870–1934), Schweizer Architekt und Maler
- Böcklin, Charlotte (1894–1981), deutsche Schauspielerin in der Stummfilmzeit
- Böckling, Arno (* 1952), deutscher Handballnationalspieler und Handballtrainer
- Böcklinger, Karl (1916–1977), österreichischer römisch-katholischer Geistlicher und Hochschullehrer

##### Bockm
- Böckmann, Alfred (1905–1995), deutscher Komponist und Hochschullehrer
- Böckmann, Alfred von (1859–1921), preußischer Generalleutnant im Ersten Weltkrieg
- Böckmann, Aquinata (* 1937), deutsche Benediktinerin, Theologin und Ordenshistorikerin
- Bockmann, Birgit (* 1966), deutsche Schauspielerin und Theaterregisseurin
- Böckmann, Calvin (* 2001), deutscher Spring- und Vielseitigkeitsreiter
- Böckmann, Ernst (1863–1940), Kreisrat in Büdingen und Schotten
- Böckmann, Frantz (1669–1741), deutscher Kaufmann und Diplomat
- Böckmann, Friedrich (1923–1999), deutscher Politiker (SPD)
- Böckmann, Gerd (* 1944), deutscher Schauspieler und Regisseur
- Böckmann, Gilbert (* 1960), deutscher Springreiter
- Bockmann, Heike (* 1954), deutsche Politikerin (SPD), MdL
- Böckmann, Herbert von (1886–1974), deutscher General der Infanterie im Zweiten Weltkrieg
- Böckmann, Johann Lorenz (1741–1802), deutscher Physiker und Mathematiker
- Böckmann, Karl (1826–1905), deutscher Verwaltungsjurist
- Böckmann, Karl Wilhelm (1773–1821), deutscher Physiker und Chemiker
- Böckmann, Kurt (1929–2008), deutscher Ingenieur und Politiker (CDU), MdL, rheinland-pfälzischer Landesminister
- Böckmann, Paul (1899–1987), deutscher Germanist
- Böckmann, Simone (* 1963), deutsche Vielseitigkeitsreiterin
- Böckmann, Udo (* 1952), deutscher Fußballspieler
- Böckmann, Walter (1923–2014), deutscher Autor, Soziologe, Psychologe, Führungstheoretiker und Logotherapeut
- Böckmann, Wilhelm (1832–1902), deutscher Architekt
- Bockmayer, Oswald (1820–1869), württembergischer Oberamtmann
- Bockmayer, Walter (1948–2014), deutscher Film- und Theaterautor und Regisseur
- Bockmühl, Dirk (* 1972), deutscher Mikrobiologe
- Bockmühl, Johann Heinrich (1738–1802), deutscher Fabrikant
- Bockmühl, Klaus (1931–1989), deutscher evangelischer systematischer Theologe, Ethiker und Autor
- Bockmühl, Max (1882–1949), deutscher Chemiker

##### Bockn
- Bockner, Claudia (* 1972), deutsche Wasserspringerin

##### Bocko
- Bočková, Lada (* 1991), tschechische Opernsängerin in der Stimmlage Sopran
- Bočková, Miriama (* 1994), slowakische Fußballschiedsrichterin
- Bockow, Iwan (1777–1857), russischer Kutscher und Aufseher des Blockhauses Nikolskoë

##### Bockr
- Bockrath, Franz (* 1958), deutscher Sportwissenschaftler und Hochschullehrer
- Bockris, John (1923–2013), britischer Elektrochemiker und Hochschullehrer
- Bockris, Victor (* 1949), US-amerikanischer Musik-Journalist und Autor

##### Bocks
- Bocksberger, Hans der Ältere († 1561), österreichischer Maler
- Bocksberger, Melchior, Maler und Zeichner
- Bocksdorfer, Sebold († 1519), Bildschnitzer, Bildhauer, Schnitzer, Plastiker und Kunsthandwerker
- Bockshammer, Gustav Adolph (1824–1882), württembergischer Oberamtmann
- Bockshammer, Johann Christian (1733–1804), evangelischer Pastor, Schriftsteller, Übersetzer und Herausgeber
- Bockshammer, Otto (1868–1957), württembergischer Verwaltungsjurist
- Bockshammer, Paul von (1834–1923), deutscher Jurist und Verwaltungsbeamter
- Bockslaff, Wilhelm (1858–1945), Architekt in Riga
- Bockstedte, Ralf (* 1971), deutscher Kommunalpolitiker, Rechtsanwalt, Dozent, Sportmanager, Spielerberater und Olympiabotschafter
- Bockstensmann, MoorleicheBockstensmann

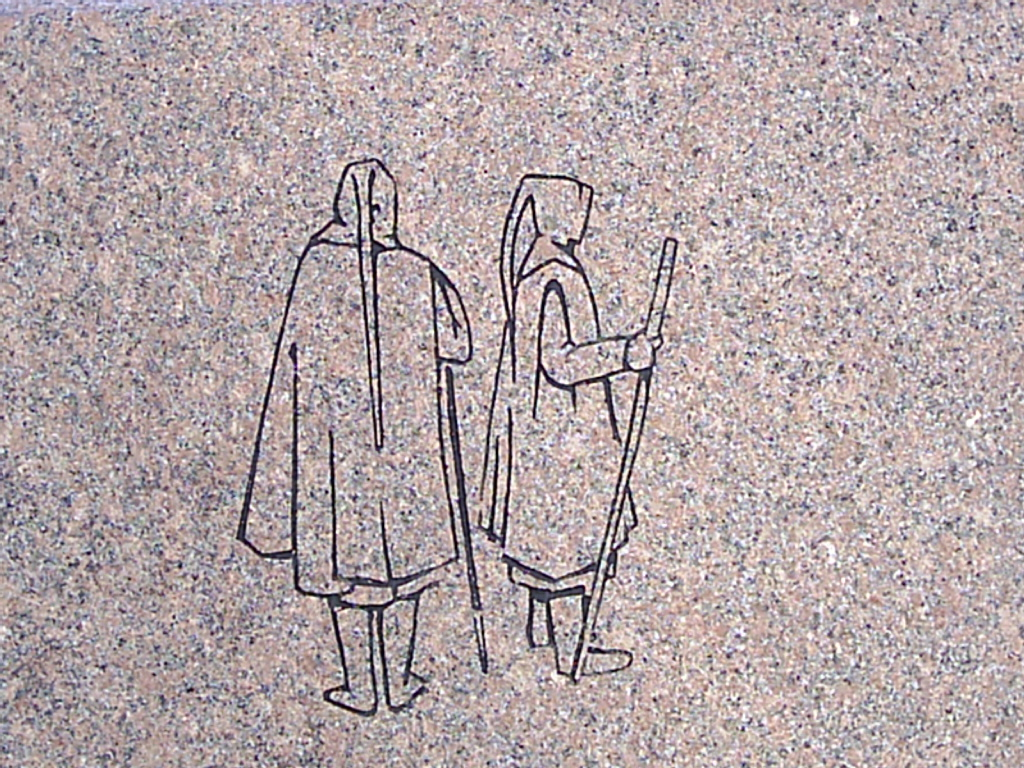
Bockstensmann

- Böckstiegel, Karl-Heinz (* 1936), deutscher Rechtswissenschaftler
- Böckstiegel, Peter August (1889–1951), deutscher Maler
- Bockstorfer, Jörg, deutscher Maler
- Bockstorffer, Oswald, Maler, Glasmaler und Bildschnitzer

##### Bocku
- Bockum genannt Dolffs, Florenz Ludwig von (1769–1813), preußischer Oberst, Kommandeur des Regiments der Gardes du Corps
- Bockum, August von (1788–1851), preußischer Generalmajor
- Bockum-Dolffs, Diedrich Goswin von (1732–1805), preußischer Generalleutnant; Generalinspekteur der Niederschlesischen Kavallerie
- Bockum-Dolffs, Florens von (1802–1899), preußischer Beamter und liberaler Parlamentarier
- Bockum-Dolffs, Florens von (1842–1939), preußischer Verwaltungsbeamter und Landrat

##### Bockw
- Bockwinkel, Johann (1910–1999), deutscher Ordensgeistlicher
- Bockwinkel, Nick (1934–2015), US-amerikanischer Wrestler
- Bockwitz, Hans H. (1884–1954), deutscher Papierhistoriker und Museumsleiter
- Bockwitz, Karl Wilhelm Philipp (1784–1857), deutscher Verwaltungsbeamter
- Bockwoldt, Gerd (1935–2025), evangelischer Theologe; Religionspädagoge
- Bockwyt, Esther (* 1985), deutsche Psychologin und Autorin

#### Bocl
- Boclé, Gildas (* 1960), französischer Jazz- und Fusionmusiker (Kontrabass, Komposition)
- Böcler, Heinrich (1809–1874), deutscher Jurist, Mitglied der Frankfurter Nationalversammlung

#### Boco
- Boco, Georges (* 1963), beninischer Boxer
- Boco, Romuald (* 1985), beninischer Fußballspieler
- Bocock, Elisabeth (* 2005), US-amerikanische Skirennläuferin
- Bocock, Mary (* 2003), US-amerikanische Skirennläuferin
- Bocock, Thomas Stanley (1815–1891), US-amerikanischer Politiker
- Bocola, Sandro (1931–2022), italienisch-schweizerischer Schriftsteller und Künstler
- Bocos Merino, Aquilino (* 1938), spanischer römisch-katholischer Ordensgeistlicher
- Bocourt, Marie Firmin (1819–1904), französischer Zoologe und Künstler

#### Bocq
- Bocquet, Bernard (1949–2017), französischer Radrennfahrer
- Bocquet, Charles, französischer Lautenist und Komponist
- Bocquet, Gavin (* 1953), britischer Szenenbildner
- Bocquet, Roger (1921–1994), Schweizer Fussballspieler
- Bocquet, Roland (1878–1956), britischer, in Dresden ansässiger Komponist und Pianist

#### Bocr
- Bocris, Johann Heinrich (1713–1776), deutscher Rechtswissenschaftler und Hochschullehrer

#### Bocs
- Bocsanyi, Berthold (* 1973), deutscher Basketballspieler
- Bocskai, Georg (* 1959), ungarischer Jockey
- Bocskai, Stephan (1557–1606), reformierter Fürst in Siebenbürgen
- Böcskei, László (* 1965), rumänischer Priester, Bischof von Oradea Mare
- Bocskor, Andrea (* 1978), ungarische Politikerin (Fidesz), MdEP
- Böcskör, Markus (* 1982), österreichischer Fußballtorhüter
- Bocson, Anna (* 1936), polnisch-australische Speerwerferin
- Bocsor, Péter (* 1973), ungarischer Schauspieler und Dozent

#### Bocu
- Bocu, Florian (* 1994), rumänischer Eishockeyspieler
- Bocu, Marilena, rumänische Bürgermeisterin
- Bocuse, Paul (1926–2018), französischer Koch, Gastronom und KochbuchautorPaul Bocuse (1926–2018)

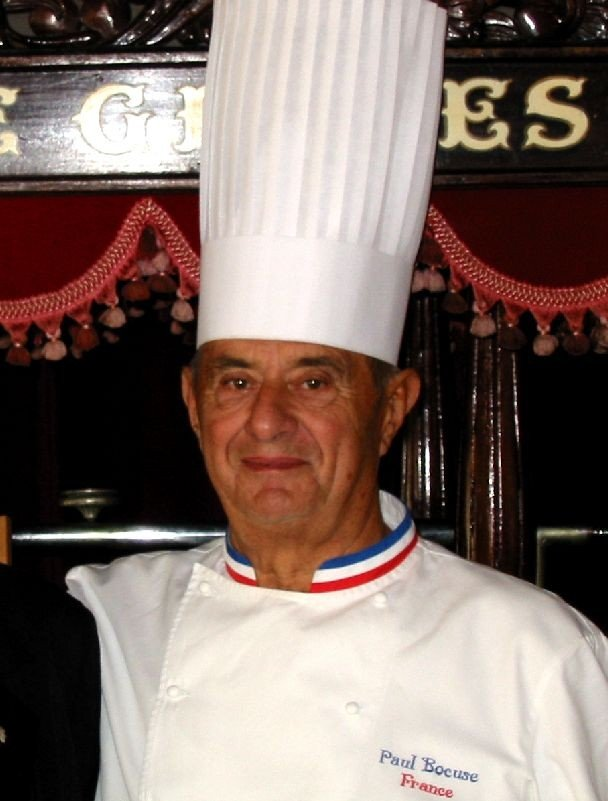
Paul Bocuse (1926–2018)

- Böcüzade Süleyman Sami (1851–1932), osmanischer Politiker, Bürokrat und Autor

#### Bocz
- Boczarska, Magdalena (* 1978), polnische Schauspielerin
- Boczek, Alois (1817–1876), österreichischer Finanzbeamter, Journalist und Abgeordneter in der Frankfurter Nationalversammlung
- Boczek, Emanuel (* 1914), deutscher Fußballspieler
- Boczkó, Gábor (* 1977), ungarischer Degenfechter
- Boczkowski, Richard (* 1953), deutscher Handballspieler